# 19世紀

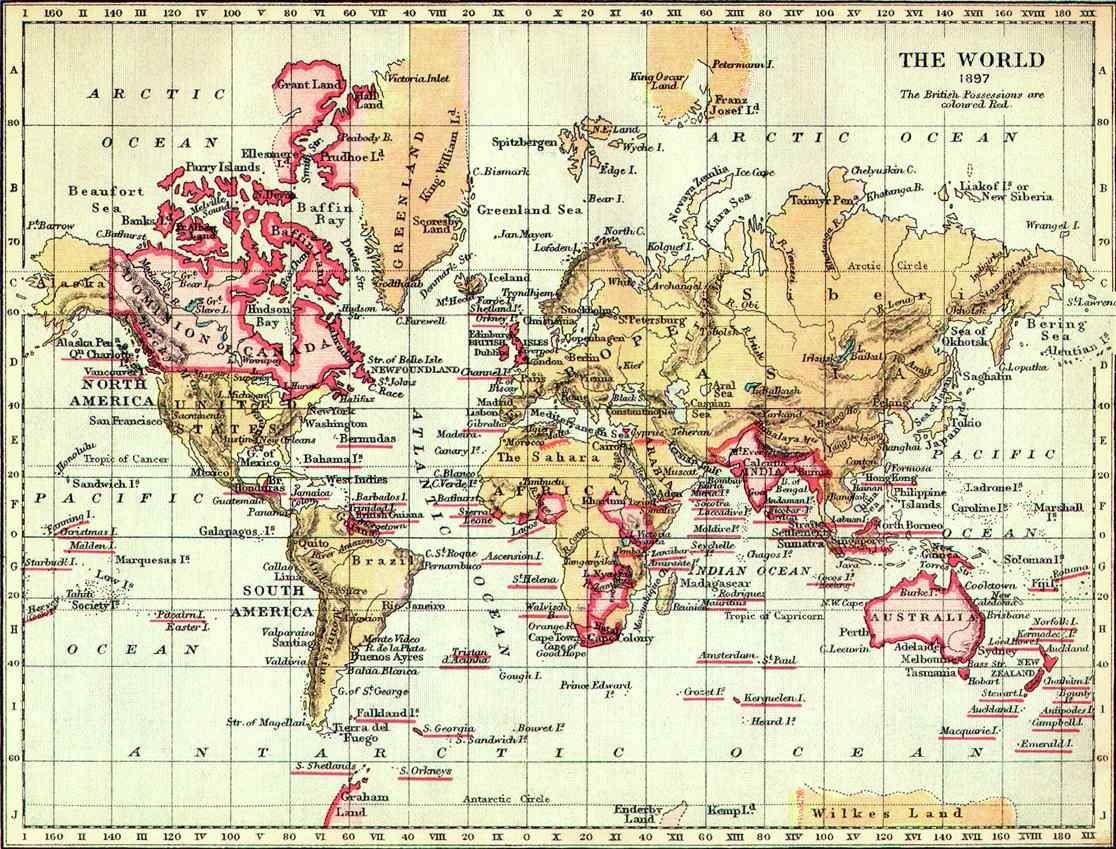
19世紀に君臨した大英帝国。

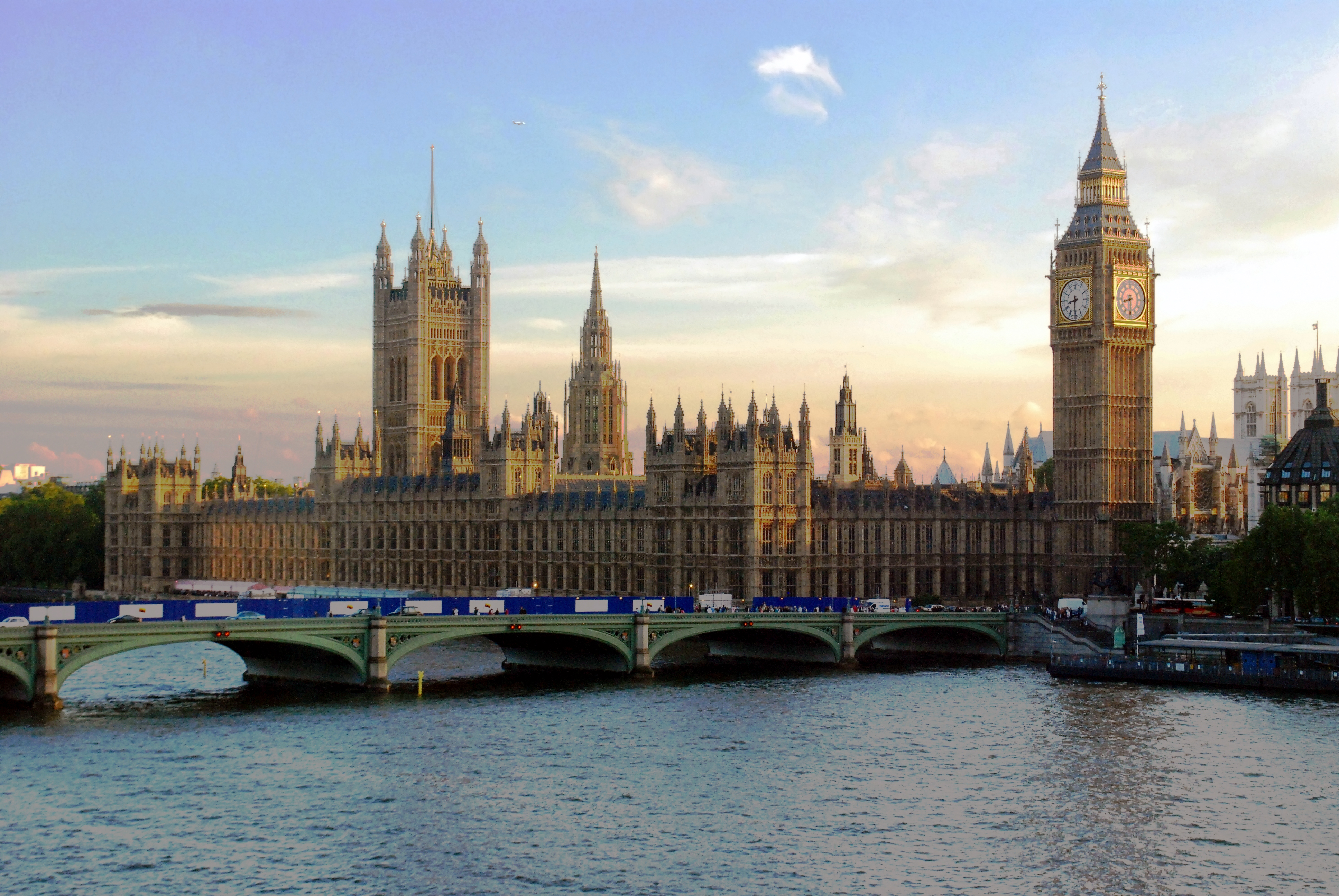
大英帝国の首都ロンドン。1837年から始まるヴィクトリア女王の治世にこの国は絶頂期を迎え、首都ロンドンの装いも新たにされた。画像はテムズ川の畔に建つウェストミンスター宮殿（国会議事堂）と大時計塔（ビッグ・ベン）。

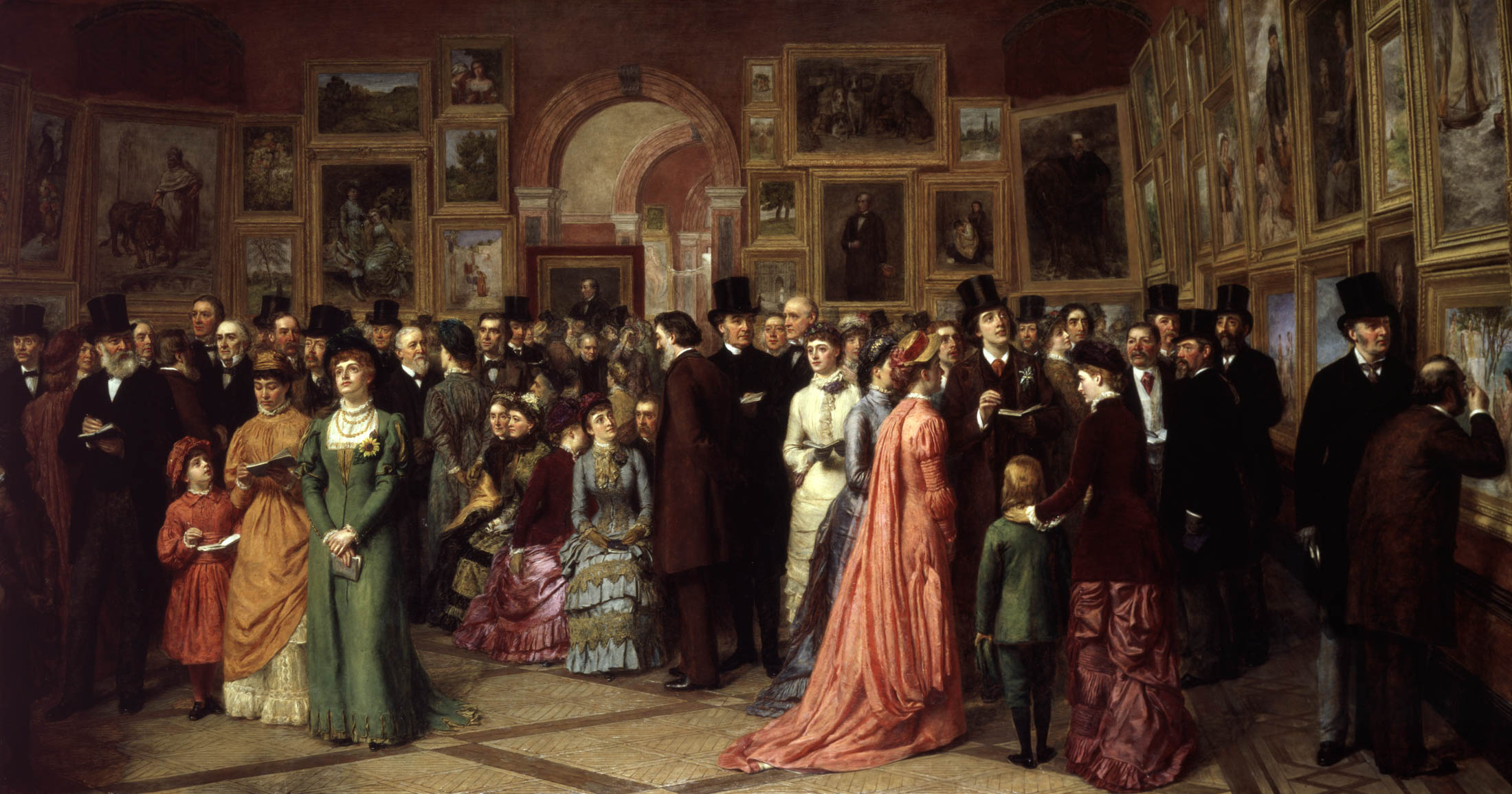
ヴィクトリア時代の中産階級。ヴィクトリア女王のモラル重視とお上品ぶりは新興市民層の趣味に合致し、芸術面では保守的なアカデミズムが美の規範となった。画像はこの時代に風俗画で一世を風靡したウィリアム・フリスの「ロイヤル・アカデミーの招待日1881年」。

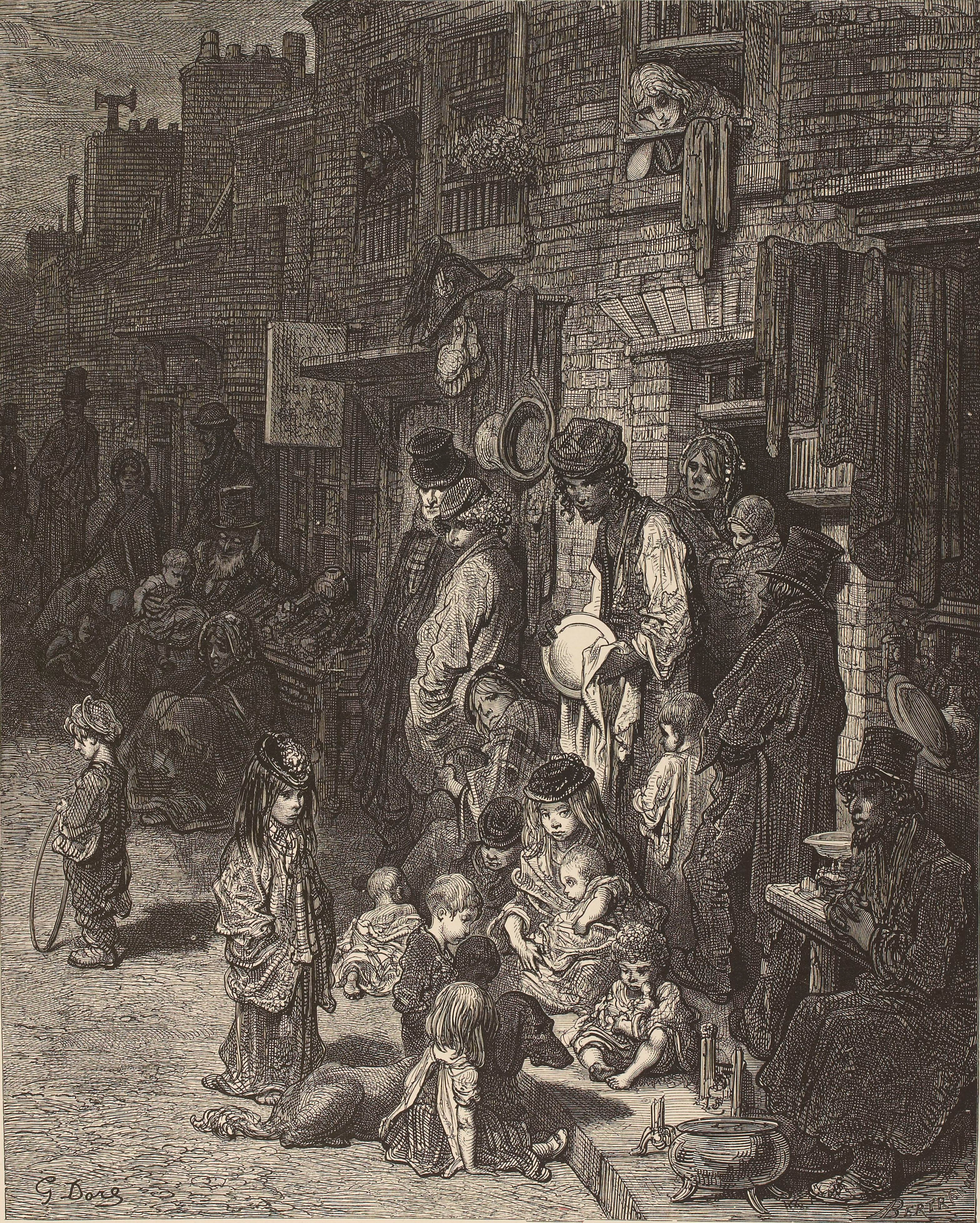
ロンドンのスラム街。産業革命により都市人口が急速に増えたロンドンでは、貧困層の住民の劣悪な生活環境が大きな問題となった。画像はジャーナリストのウィリアム・ブランチャード・ジェロルド『ロンドン巡礼』からホワイトチャペルのウェントワース通りを描いたギュスターヴ・ドレの挿絵。

19世紀（じゅうきゅうせいき）は、西暦1801年から西暦1900年までの100年間を指す世紀。

## 19世紀の歴史

### 国民国家の成立

フランス7月革命。ヨーロッパでは革命により近代的な国家が生まれた。

西欧ではフランス革命の影響により自由主義とナショナリズムが広がった。19世紀初頭のナポレオンの興亡や反動的なウィーン体制、「諸国民の春」や数々の市民革命の勃発の後、ナショナリズムの高揚によりドイツ、イタリアなどの新たな統一された強力な国家が登場した。
またナポレオン戦争による混乱に乗じて1810年代から1820年代にはスペイン・ポルトガルの支配からラテンアメリカ諸国が各地で独立した。しかし大土地所有者の優遇やモノカルチャー栽培などで独立してからも近代化は進まず、欧米列強への従属がこの後も長く続いた（非公式帝国）。

### 帝国主義の興隆

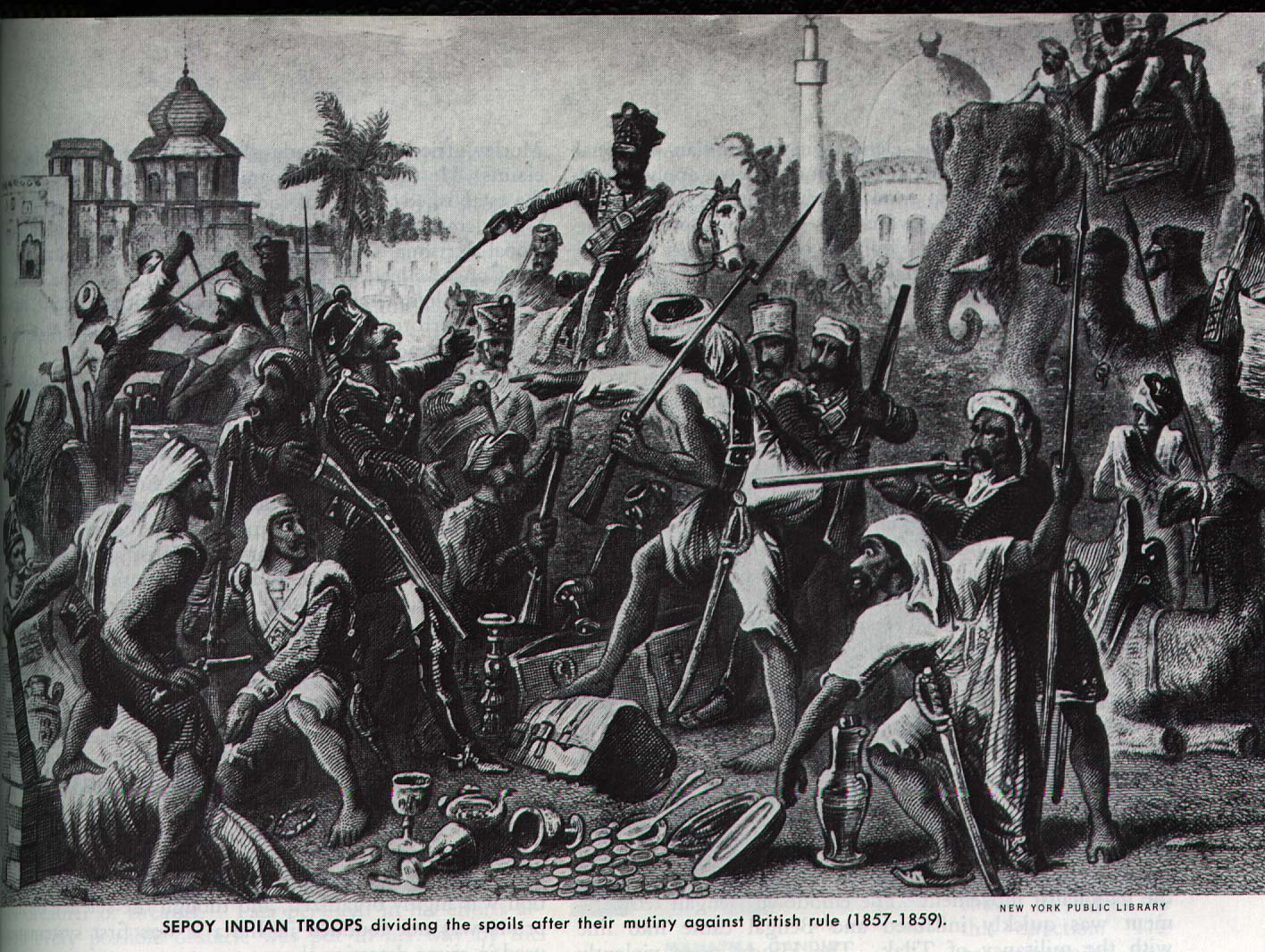
インド大反乱。アジア・アフリカ諸国には苦渋の時代であった。

19世紀のイギリスは工業化による生産力の増大により得た、圧倒的な経済力と軍事力で世界の覇権を握った。イギリスは時には武力をも用いて世界各国に自由貿易を認めさせ、イギリスを中心とした国際経済体制に世界を組み込んでいった（パクス・ブリタニカ）。この過程で、大陸国家である清やロシアと海洋国家のイギリスとの間に度重なる衝突が発生し、20世紀における世界大戦の遠因が形成された。
アジア・アフリカにとっては苦渋の時代であり、トルコ、タイ王国などの国では西欧文化を取り入れ近代化が試みられた。清の半植民地化が実質的に始まったのは、アロー戦争敗北後に天津条約、北京条約を締結してからである。オスマン帝国もヨーロッパ諸国による介入でギリシャ独立戦争において敗北し、ムハンマド・アリーのエジプトでの台頭を止めることが出来なかった。インドではイギリスが19世紀にマラーター戦争、シク戦争を行い、インドを植民地化した。1857年にはインド大反乱が勃発したが、翌年にイギリスはこれを鎮圧し、ムガル帝国は終焉を迎えた。
日本でも1853年、アメリカのペリーが浦賀に来航、江戸幕府に開国を認めさせ、日本も欧米を中心とした世界経済に組み込まれた。1868年には長らく続いた幕藩体制は崩壊し（明治維新）、新たに発足した明治政府は欧米文化を摂取して急速な近代化を目指した。19世紀末には、近代化に成功した日本やタイ王国などの一部の国以外は、西欧列強の植民地にされるか、強い影響下におかれた。

### 列強の植民地争奪戦
19世紀中頃に、フランス、プロイセン王国を中心としたドイツ諸邦、アメリカ合衆国はイギリスに続いて工業化を推し進めた。こうした後進産業国では政府の強力なリードのもとで産業育成がなされた。19世紀の末期には資源の豊富なアメリカ合衆国や重化学工業分野が成長したドイツの発展が著しく、事実上イギリスの覇権は崩れた（第二次産業革命参照）。これにより1870年代の露土戦争前後から19世紀末にかけて列強の植民地争奪競争がおこなわれた。日本も日清戦争などを通じ、こうした植民地争奪戦に乗り出していく。

## できごと

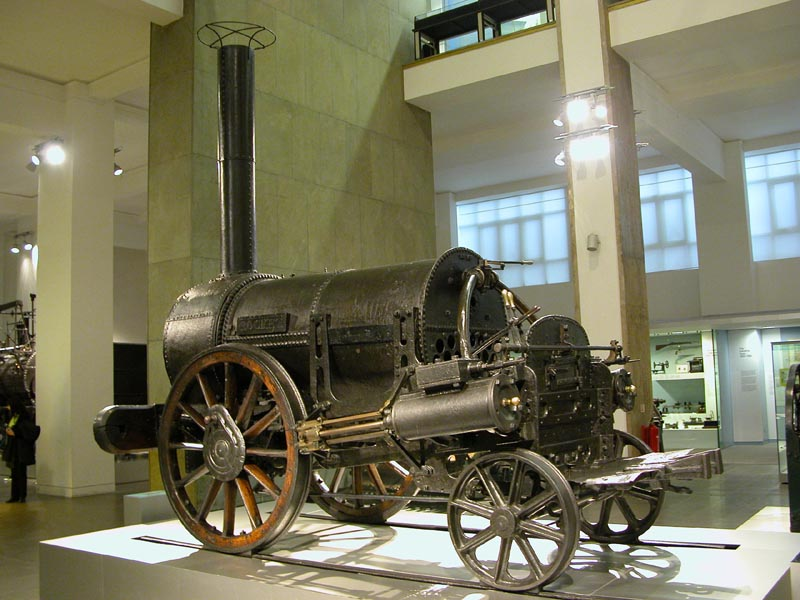
蒸気機関車「ロバート・スチーブンソンのロケット号」。

- 日本では江戸時代の後期及び末期（幕末）から明治時代にあたる。
- 中国では清の時代の後期から末期にあたる。
- イギリスではジェームズ・ワットの圧縮蒸気機関が開発され、その10年後にはワットの複動式蒸気機関が完成し、炭鉱において地下300メートルの深さまで掘ることが可能になった。毎年さまざまなタイプの石炭を何百万トンも産出するようになり、世の中が一変した[1]。

### 1800年代
- 1801年
  - 伊能忠敬が幕命により伊豆から陸奥の沿岸の測量に向かう。
    - 中村小一郎ら樺太を巡視する。富山元十郎らウルップ島に至り、「天長地久大日本属国」の標識を立てる。

  - 志筑忠雄が『鎖国論（ケンペルの『日本誌』の一部）』を訳出する。
  - 本居宣長が死去。
  - グレートブリテン王国（イギリス）とアイルランド王国が合併する。
  - フランスと教皇庁とのコンコルダート（政教協約）が結ばれる。
  - ロシア皇帝パーヴェル1世が宮廷クーデタで暗殺され、皇子が即位してアレクサンドル1世となる。

- 1802年

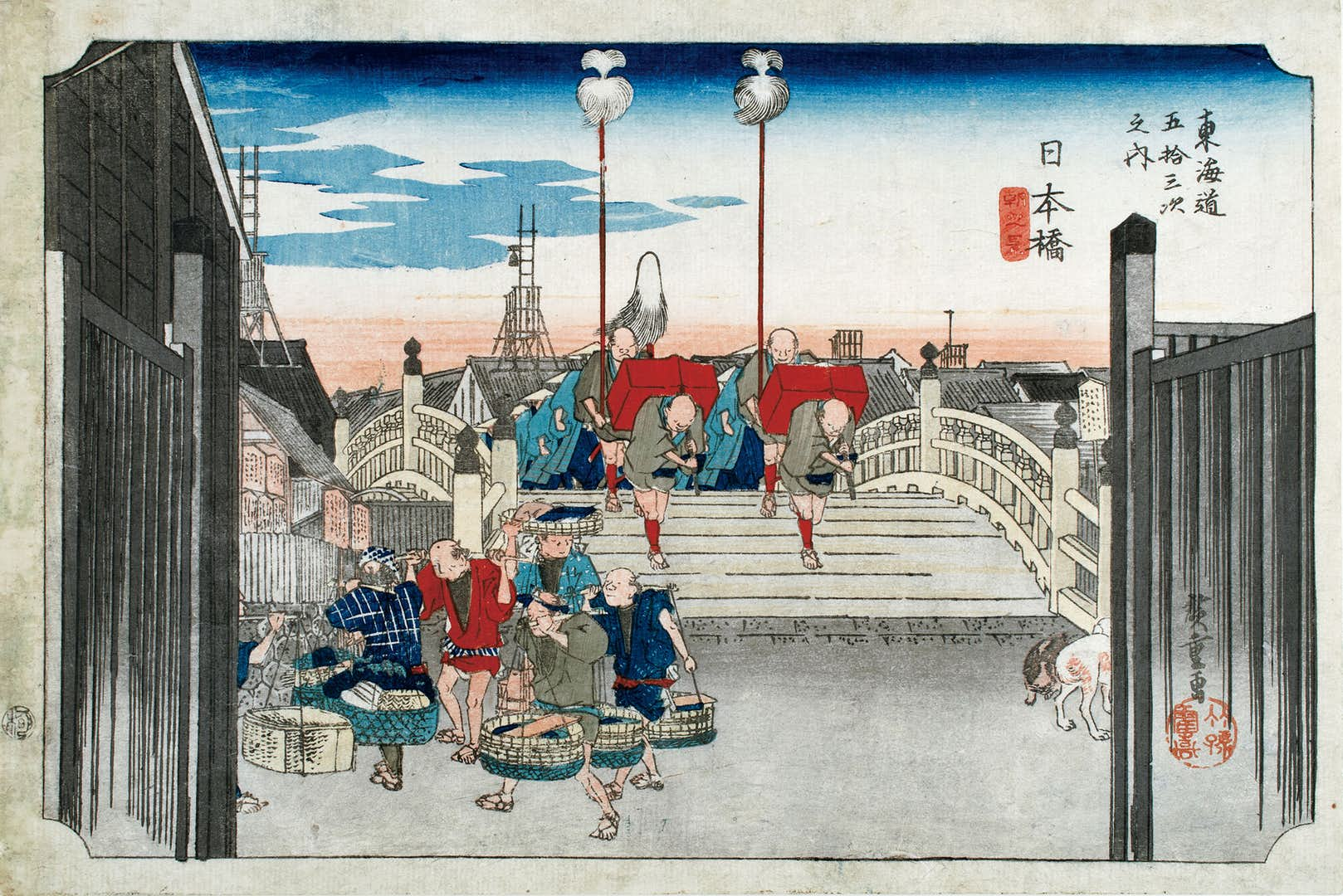
江戸時代の旅行ブーム。1802年には十返舎一九の『東海道中膝栗毛』の刊行が始まり、文化文政時代のおおらかな気風も相まって各地への旅行が庶民でも楽しまれるようになった。画像は歌川広重の「東海道五十三次」の「日本橋」。

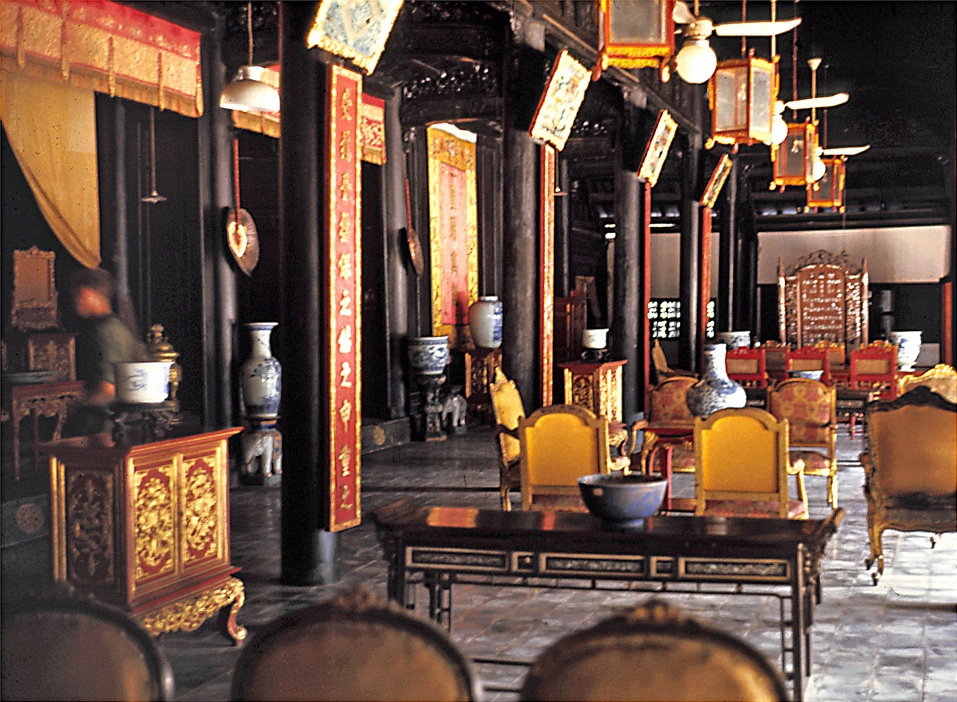
阮朝越南の成立。黎朝衰退後に台頭した西山三兄弟を倒し、阮福映は嘉隆帝と名乗ってベトナム全土を統一した。画像は首都の順化（ユエ）に今も残る順化皇城の延寿宮。

  - 蝦夷奉行を置き、更に蝦夷奉行を箱館奉行と改称する。
    - 伊能忠敬が幕命により陸奥・出羽・越後の沿岸の測量に向かう。
    - この冬、近藤守重（重蔵）ら、幕命により択捉島を視察する。

  - タイの援助で阮福映（嘉隆帝）がベトナム全土を統一し越南阮朝が成立。
  - 第一次サウード王国がメッカとメディナを占領する。
  - 英仏間でアミアン講和条約。
- 1803年
  - 伊能忠敬が幕命により、東海道・北陸道・佐渡島の沿岸の測量に向かう。伊能忠敬が国・郡・村の呼称を調査する。
  - ウィリアム・ロバート・スチュアートのアメリカ船籍ナガサキ号が長崎に来航し貿易を要求する。
  - 前野良沢死去(81)。
  - アミアン講和条約が破棄され、ナポレオン戦争が再開される（ - 1815年）。
  - 帝国代表者会議主要決議による神聖ローマ帝国の陪臣化と世俗化が決定される。
  - アメリカ大統領トーマス・ジェファーソンがフランスからミシシッピ以西のルイジアナを買収。
  - 第一次サウード王国がヒジャーズを征服し、メッカ・メディナの両聖地を支配下に置く。
  - イギリスとマラーター同盟の間で第二次マラーター戦争が勃発する（ - 1805年）。同年にムガル帝国はイギリス保護下に入った。
  - イギリス人マシュー・フリンダースがオーストラリア大陸周航を達成する。

- 1804年
  - アンギャン公処刑事件。

ナポレオン1世の戴冠式と皇妃ジョゼフィーヌの戴冠。

  - ナポレオン・ボナパルトがフランス皇帝に即位（フランス第一帝政）。
  - 神聖ローマ皇帝フランツ2世が、ハプスブルク家領を再編しオーストリア皇帝フランツ1世として即位（オーストリア帝国）。
  - ロシア使節レザノフが長崎に漂流民津太夫らを護送、貿易を求める。
  - ハイチがフランスから独立（世界初の黒人による共和国）。
  - 象潟地震により象潟の海岸が隆起して陸地となる。

- 1805年
  - トラファルガーの海戦。
  - アウステルリッツの三帝会戦。

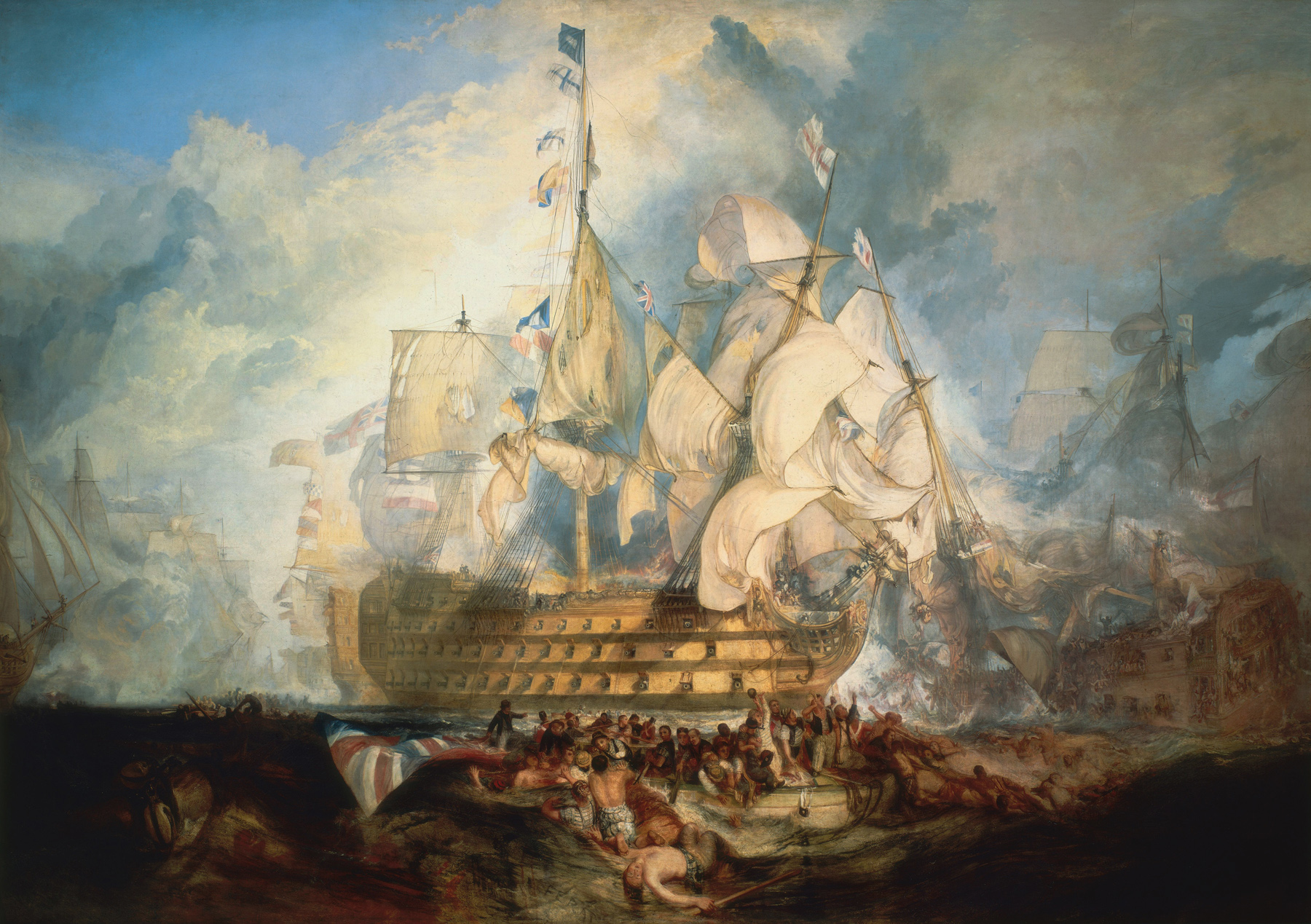
ウィリアム・ターナーの「トラファルガーの海戦（イギリス国立海洋博物館蔵）」。

  - オスマン帝国によりムハンマド・アリーがエジプト総督に任命される（ムハンマド・アリー朝の成立）。
  - 伊能忠敬が幕命により伊勢・紀伊・山陽・山陰地方の測量に向かう。
  - 紀伊の医師華岡青洲が初めて麻酔剤を用い乳癌を手術する。
- 1806年
  - ライン同盟の成立による神聖ローマ帝国の滅亡。
  - イエナ・アウエルシュタットの戦い、ナポレオンのベルリン入城、大陸封鎖令（ベルリン勅令）の発令。
  - 文化露寇（フヴォストフ事件）。江戸で文化の大火（丙寅の大火）。
- 1807年
  - ティルジットの和約。ヴェストファーレン王国とワルシャワ公国が成立。
  - プロイセンでシュタイン・ハルデンベルクの改革が始まる。
  - フィヒテの講演「ドイツ国民に告ぐ」（ - 1808年）。ヘーゲル『精神現象学』刊行。
  - ロバート・フルトンによる最初の外輪蒸気船クラーモント号の営業航海が行われる。
    - クラーモント号はハドソン川に沿ってニューヨーク～オルバニー間を結んだ。

  - オスマン皇帝セリム3世がイェニチェリ軍団に廃位され、ムスタファ4世が即位。
  - ロンドン伝道協会の牧師ロバート・モリソンがマカオに上陸（プロテスタントの中国伝来）。
  - 幕府が松前藩を転封、西蝦夷地を上知して天領とする。
  - 永代橋落橋事故。

- 1808年

ゴヤの「マドリード、1808年5月3日（プリンシペ・ピオの丘での虐殺）」。

  - スペインの政変でカルロス4世が退位し、フェルナンド7世が即位。
    - この混乱でフランス軍がスペインを占領。ナポレオンの兄ジョゼフがスペイン王（ホセ1世）となる。
    - スペイン人がフランス支配に抵抗しスペイン独立戦争が起こる。宮廷画家ゴヤは「マドリード、1808年5月3日」を描く。

  - ポルトガルのブラガンサ王家が亡命し、ブラジルのリオデジャネイロに到着。
  - 日本の長崎でフェートン号事件。
  - 間宮林蔵が樺太を探検し、「大日本国国境」の標柱を建てる。
- 1809年
  - ヴァグラムの戦い。
  - ナポレオンがジョゼフィーヌと離婚。
  - フランス科学芸術委員会（英語版）編纂の『エジプト誌（英語版）』初版第一巻が刊行される（ - 1822年）。
  - ミハイル・スペランスキーが「国家改造案」をロシア皇帝アレクサンドル1世に提出。
  - チェガルの戦い（英語版）でオスマン帝国がセルビア人反乱を鎮圧。
    - 反乱軍は斬首され、ニシュの「頭蓋骨の塔（チェレ・クラ）」で見せしめにされる。

  - ペルシア湾の戦い（英語版）でイギリスがアル・カシミ一族（英語版）に勝利し制海権を掌握。
  - 海賊蔡牽による艇盗の乱が鎮圧される。
  - 松前奉行による山丹交易改革。

### 1810年代
- 1810年

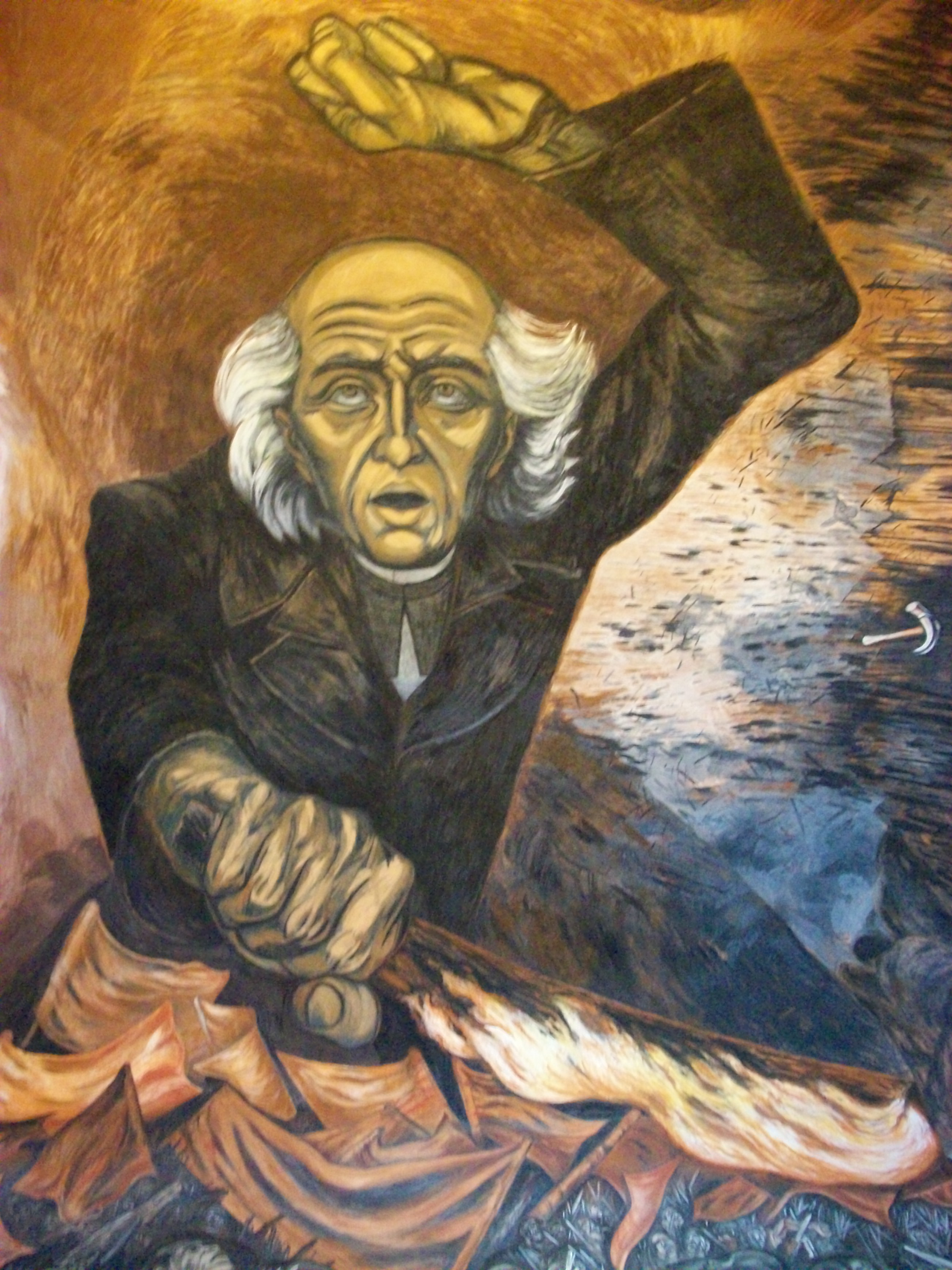
「ドローレスの叫び」。メキシコでは植民地支配を覆すべく独立運動がミゲル・イダルゴ神父らによって始められた。画像はグアダラハラのハリスコ市庁舎壁画にホセ・クレメンテ・オロスコによって描かれたイダルゴ神父。

  - ナポレオンがハプスブルク皇女マリー・ルイーズと結婚。
  - ベルリン大学が創設される。
  - メキシコ独立運動の先駆者ミゲル・イダルゴの「ドローレスの叫び」。
  - カメハメハ1世がハワイ諸島を統一し、ハワイ王国を建国。
  - スウェーデン王太子カール・アウグストが事故死、ストックホルムの暴動でフェルセンが惨殺される。
  - ロシアでミハイル・スペランスキーにより国家評議会が設置される。

- 1811年

シタデルの虐殺。エジプト総督ムハンマド・アリーはアラビア半島遠征への壮行会に乗じてこの国の支配者層であるマムルークを虐殺し、権力基盤を固めた。

  - イギリス国王ジョージ3世が精神疾患のため、王太子ジョージが摂政となる（摂政時代 - 1820年）。
  - イギリスで機械打ち壊し運動であるラッダイト運動発生。
  - ムハンマド・アリーによる「シタデルの虐殺（惨劇）」。
  - ゴローニン事件。最後の朝鮮通信使が対馬に到着（易地聘礼）。

- 1812年
  - ナポレオンのロシア遠征。
  - 米英戦争（ - 1814年）。
- 1813年

ナポレオンのロシア遠征。画像はアドルフ・ノーザンの「ナポレオンのモスクワからの退却」。

  - 清の北京紫禁城に林清率いる白蓮教系天理教徒が乱入。
  - ライプツィヒ諸国民戦争でナポレオン敗北。

- 1814年

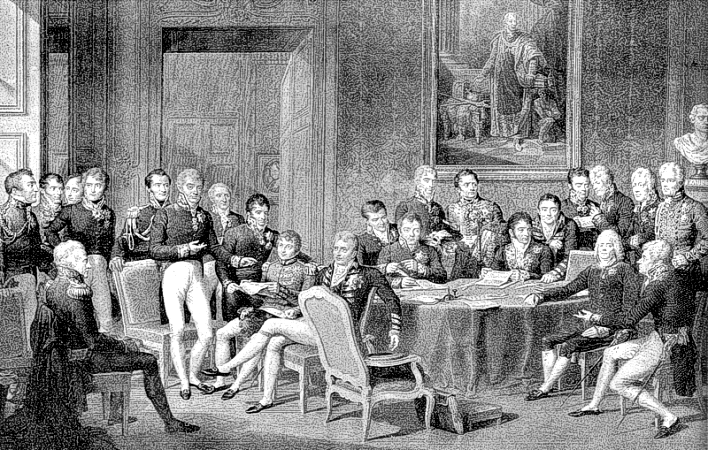
革命への反動。画像はウィーン会議の様子を描いたJ.B.Isabenの絵画。

  - キール条約でデンマークがノルウェーをスウェーデンに割譲。
  - フォンテーヌブロー条約によりナポレオンがエルバ島に流される。
  - ルイ18世が帰還しフランス国王となる（ブルボン復古王政）。「1814年憲章」が公布される。
  - ウィーン会議の開催。
  - グルカ戦争（ - 1816年）。
  - イギリス人ラッフルズがジャワ島のボロブドゥール遺跡を発見する。
  - 教皇ピウス7世の回勅「ソリチトゥード・オムニウム・エクレジアールム（英語版）」によるイエズス会の復興。

- 1815年
  - インドネシアのタンボラ山が大噴火。

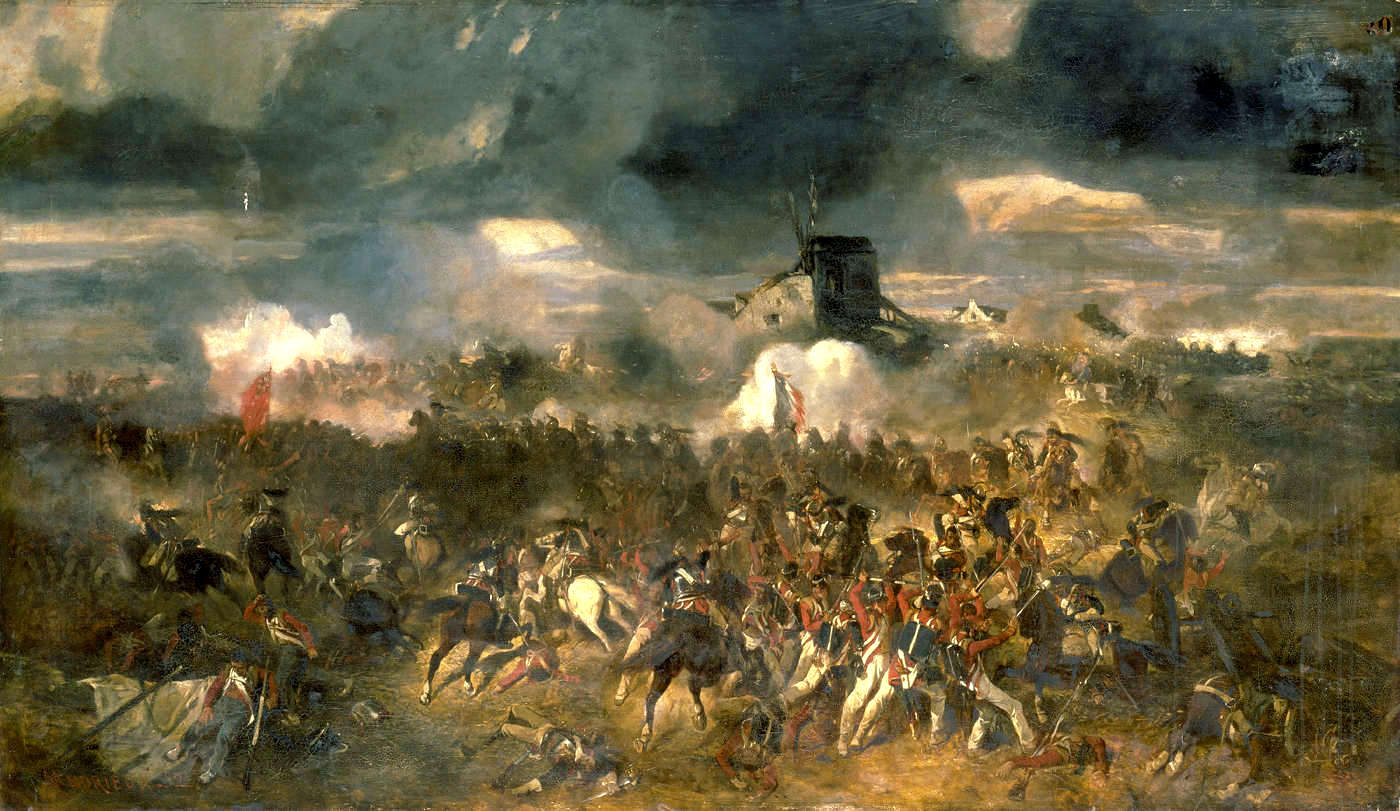
ナポレオン戦争の終結。画像はワーテルローの戦い。

  - ワーテルローの戦いでナポレオン敗北、百日天下が終わり、セントヘレナ島に流される。
  - ウィーン議定書の締結、ウィーン体制（ - 1848年）の成立。
  - イギリスでリヴァプール内閣が穀物法を制定。

- 1816年

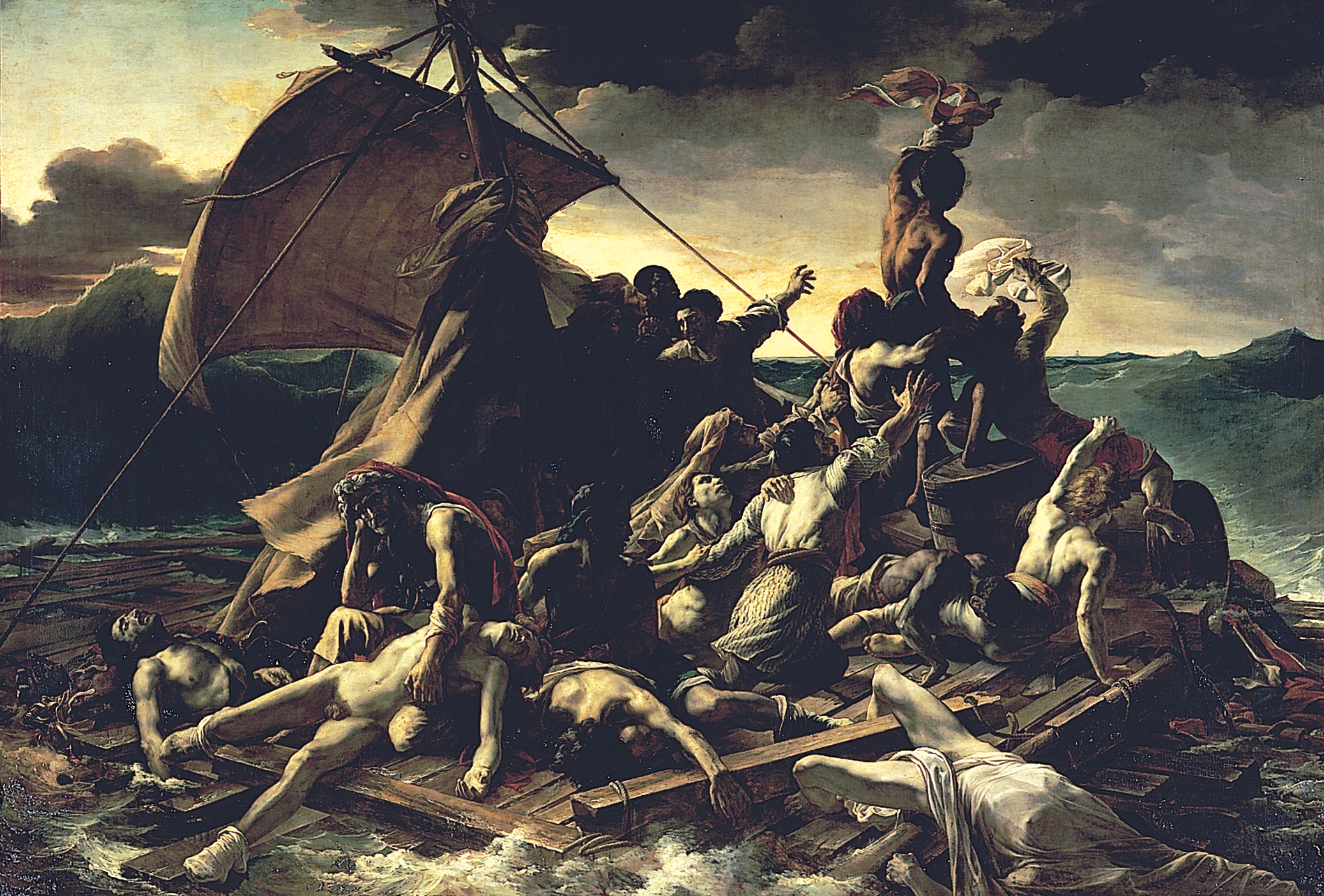
「メデューズ号の筏」。モーリタニア沖での難破で船員147名のうち15名しか生存しなかった。画像はこの事件を描いたフランス人画家テオドール・ジェリコーのもの（ルーブル美術館蔵）。

  - 前年のタンボラ山噴火の影響で各地が寒冷化し「夏のない年」と呼ばれる。
  - 世界で最初にイギリスが金本位制を導入する。
  - イギリス全権としてアマーストが清に貿易拡大を要求するが拒絶される。
  - アルゼンチン（ラプラタ連合）がスペインから独立。
    - 以後、中南米諸国の独立が相次ぐ（→ アメリカ大陸諸国の独立年表）。

  - モーリタニア沖でメデューズ号の座礁事件。
- 1817年
  - エルギン卿のパルテノン神殿彫刻（エルギン・マーブル）を大英博物館で公開。
  - アメリカ合衆国大統領にモンローが就任。党派対立がほとんどない「好感情の時代」を迎える。
  - 光格天皇が譲位し、第120代仁孝天皇が即位。
  - 「寛政の遺老」で老中首座の松平信明の死去、水野忠成が老中首座となる
  - セルビア公国がオスマン帝国から独立。
  - インドのカルカッタから世界初のコレラ大流行が起こる（ - 1823年）。
- 1818年
  - スウェーデンでカール14世が即位し、新王朝ベルナドッテ朝開始。
  - アーヘン会議で、四国同盟にフランスが加わり五国同盟となることが決定。
  - エジプトが第一次サウード王国を攻略し滅亡させる。
  - チリがスペインから独立。

- 1819年
  - イギリスでピータールーの虐殺事件。

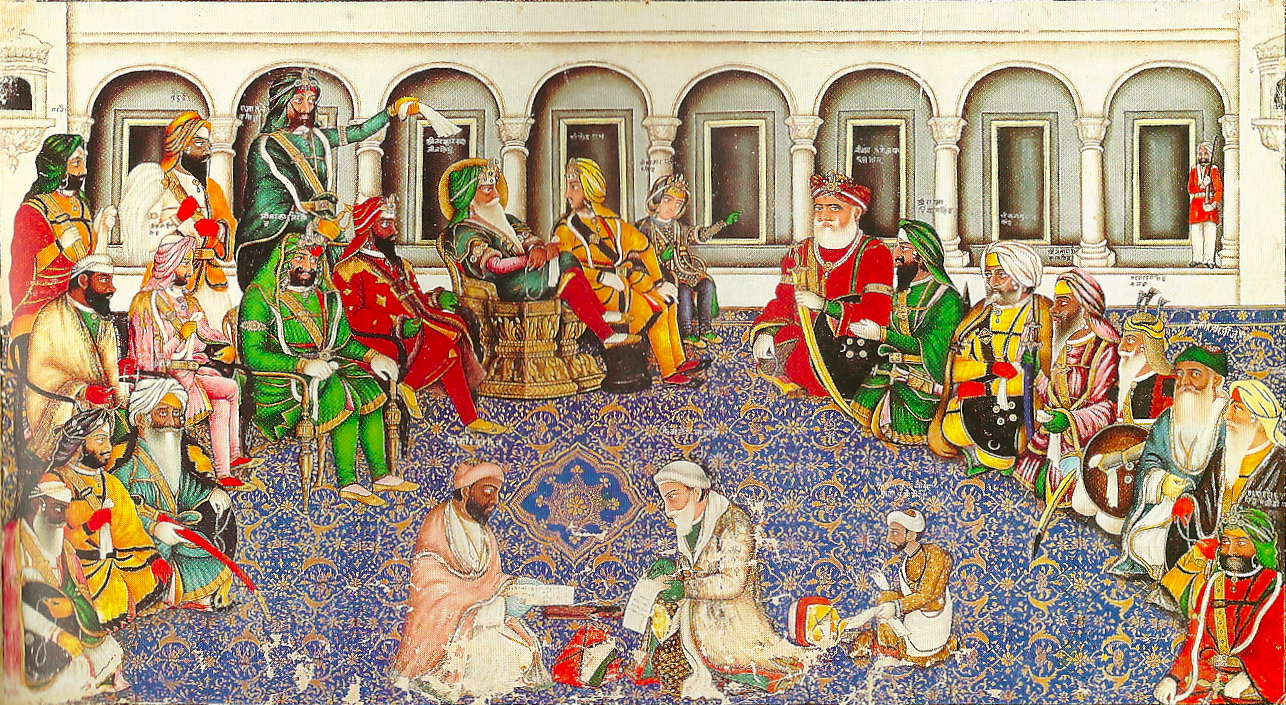
パンジャーブのシク王国。イギリスのインド進出に最後まで抵抗したのがシク王国である。画像は国王ランジート・シングの宮廷（ダルバール）を描いた細密画。

  - イギリス人ラッフルズによりシンガポール開港。
  - ドイツ学生運動ブルシェンシャフトを取り締まるカールスバート決議が成立。
  - アダムズ＝オニス条約でアメリカ合衆国がスペインからフロリダを購入。
  - シク王国のランジート・シングがカシミール地方を占領。
  - 文政の改鋳。

### 1820年代
- 1820年
  - リエゴらによるスペイン立憲革命でカディス憲法が復活（ - 1823年）。
  - 秘密結社カルボナリによるナポリ革命。
  - フランス王位継承予定者ベリー公シャルル・フェルディナンが暗殺される。
  - ミロのヴィーナスが発見される。
  - アメリカ合衆国でミズーリ協定。
  - 清の道光帝が第8代皇帝に即位。
- 1821年
  - セント・ヘレナ島にてナポレオン死去。
  - ギリシャ独立戦争（ - 1829年）が始まる。
  - メキシコ、ペルー及びグアテマラ総督府がスペインから独立する。
  - 世界最初の鉄製汽船アーロン・マンピー号がイギリスで完成する。
  - 幕府が蝦夷地の上知を止め、松前藩を蝦夷地に戻す。
  - 長崎に駱駝が輸入され、翌年から大坂・江戸で見世物として評判となる。

- 1822年
  - 文政5年のコレラ流行。

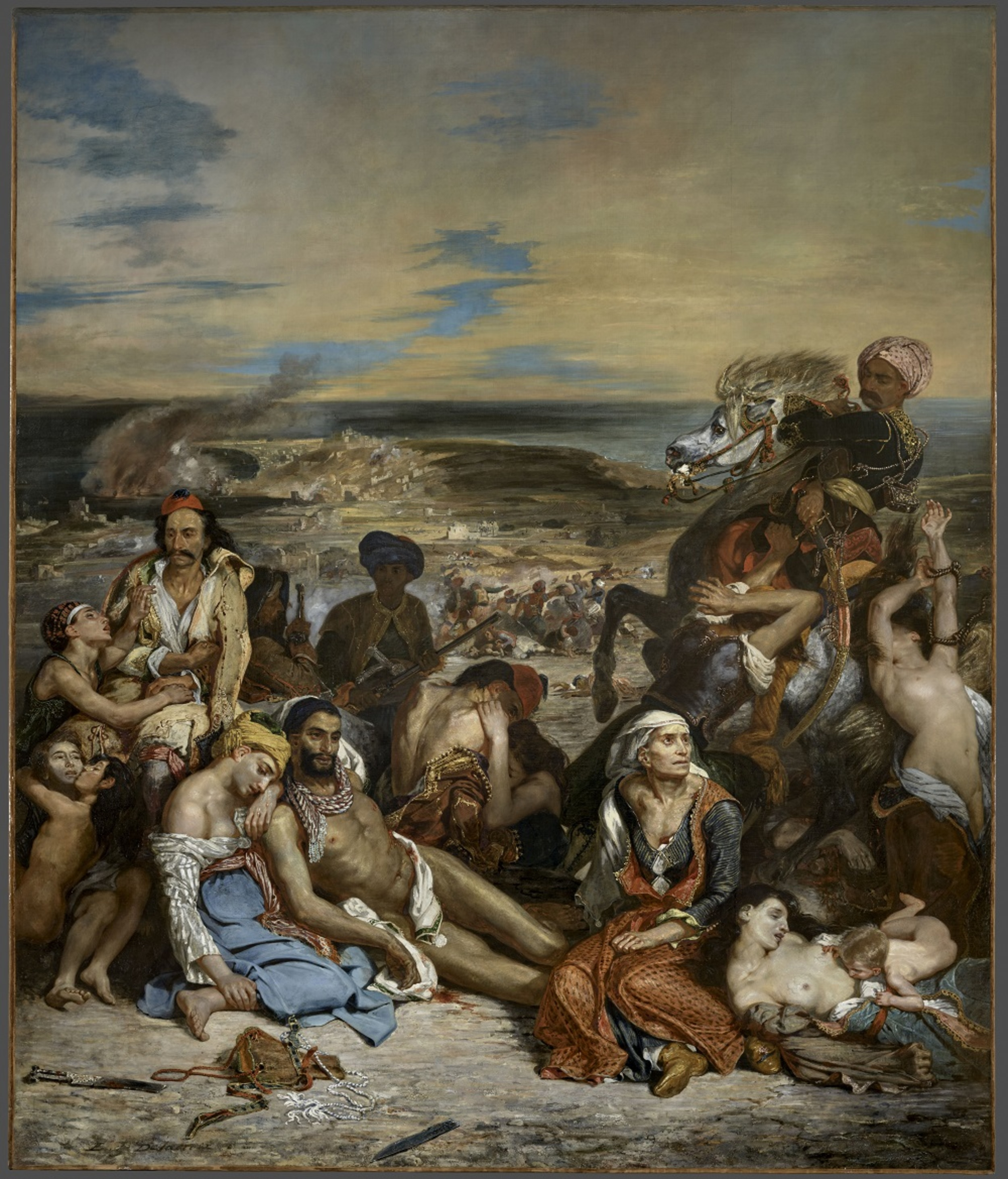
ギリシア独立戦争。画像はウジェーヌ・ドラクロワの「キオス島の虐殺」。

  - ギリシャ独立宣言（ギリシャ第一共和国成立）。キオス島の虐殺事件。
  - ホセ・デ・サン・マルティンとシモン・ボリーバルがグアヤキルで会談。
  - ブラジル帝国がポルトガルから独立する。

- 1823年
  - アメリカ合衆国がモンロー宣言を発する。

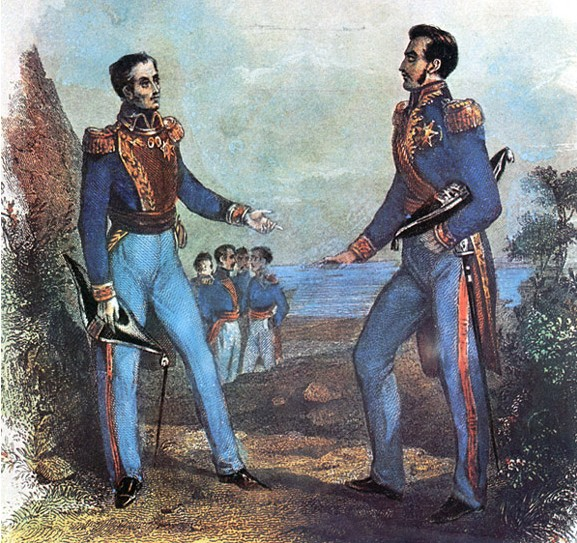
グアヤキルの会談。スペイン支配からラテンアメリカを別個に独立させてきた二人の指導者ホセ・デ・サン・マルティンとシモン・ボリーバルがこの地で会見した。

  - インドのアッサム地方でイギリス人・ロバート・ブルースが野生茶樹を発見。
  - 旧グアテマラ総督府支配地から中米連邦が結成される。
- 1824年
  - ギリシア独立義勇軍に参加した詩人バイロンがミソロンギで病死。
  - エジプトのムハンマド・アリーがオスマン帝国側についてギリシア独立戦争に参戦。
  - トゥルキー・ビン・アブドゥッラーがリヤドを都とし、第二次サウード王国を建国。
- 1825年
  - スチーブンソンのロコモーション1号（英語版）が世界初の公共貨物鉄道としてストックトンーダーリントン間に開通。
  - フランスで亡命貴族の補償金のための10億フラン法（フランス語版）が成立する。
  - ロシアでデカブリストの乱が発生。
    - ロシア皇帝アレクサンドル1世没後、皇帝となったニコライ1世が反乱を鎮圧。

  - ボリビアがスペインから独立する。
  - 文政の異国船打払令。鶴屋南北「東海道四谷怪談」初演。
- 1826年
  - アメリカ先住民チェロキー族がオクラホマへ強制移住（涙の旅路）。
  - ドースト・ムハンマドによりバーラクザイ朝アフガニスタンが成立する。
  - オスマン帝国でマフムト2世がイェニチェリ軍団を廃止。
  - ロシア皇帝ニコライ1世の命で皇帝官房第三課が創設される。
  - ザクセン＝コーブルク＝ゴータ公国が成立する。

- 1827年
  - ナヴァリノの海戦。

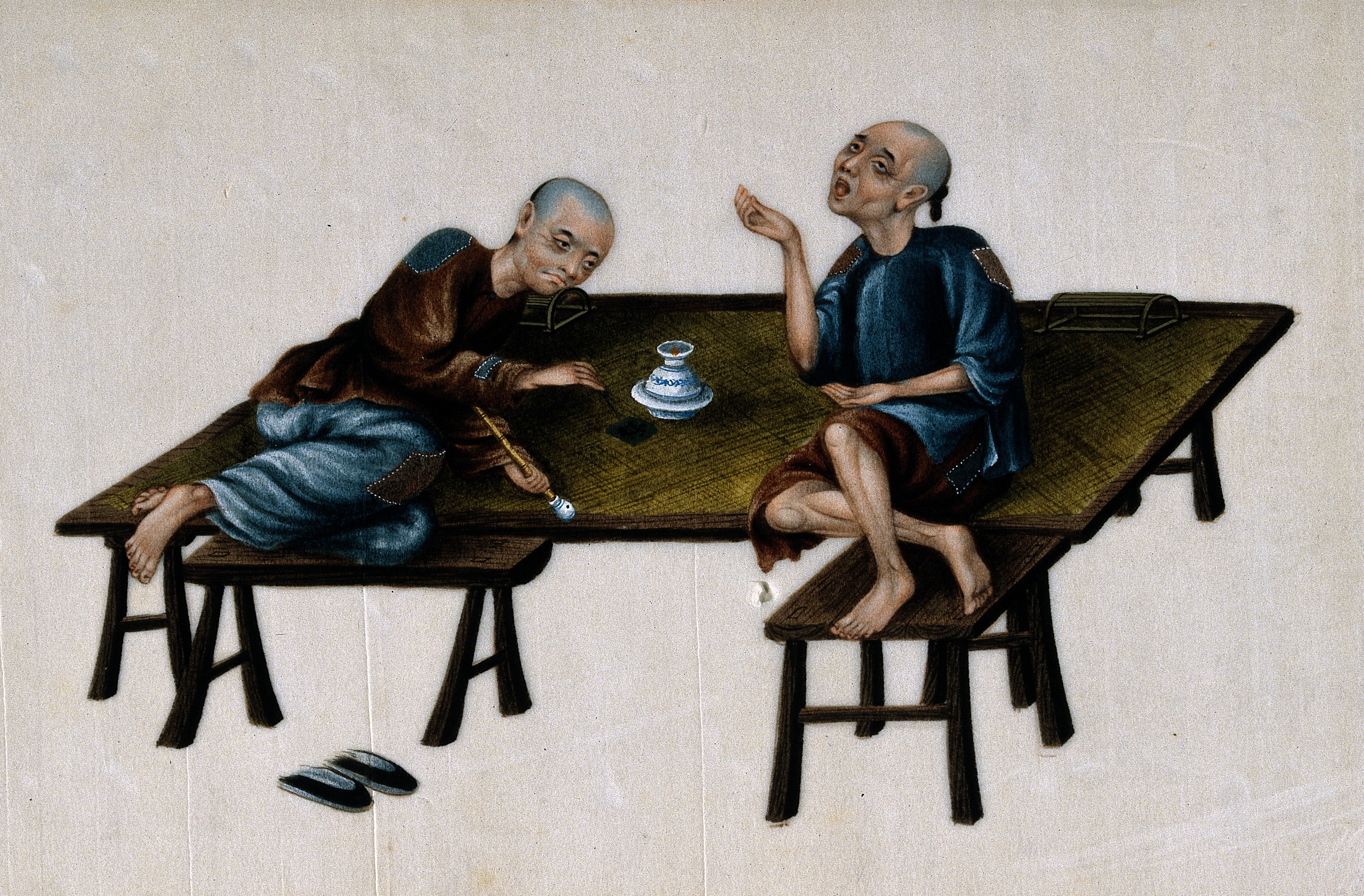
清におけるアヘンの輸入超過。1820年代後半にはアヘン密輸により清の財政悪化が懸念され始めた。画像はアヘン吸引をする清の庶民。

  - イギリスから清へのアヘン貿易額が、清からイギリスへの茶貿易額を初めて上回る。
  - アルジェ太守フサイン・イブン・パシャの扇の一打事件。
  - 文政の改革。大坂切支丹一件。頼山陽『日本外史』刊行。
- 1828年
  - ロシアとイランでトルコマーンチャーイ条約を締結。
  - ポルトガル内戦（ - 1834年）。
  - シーボルト事件。
  - ウルグアイの独立が承認される。
  - ロバアト・オウエンらによるインディアナ州ニューハーモニー共同体（英語版）の建設。
  - ラーム・モーハン・ローイらによるブラフモ・サマージの設立。
- 1829年
  - イギリスでカトリック教徒解放令。
  - アドリアノープル条約。ギリシャの独立が承認される。

### 1830年代
- 1830年
  - フランスのアルジェリア出兵。
  - フランス七月革命。

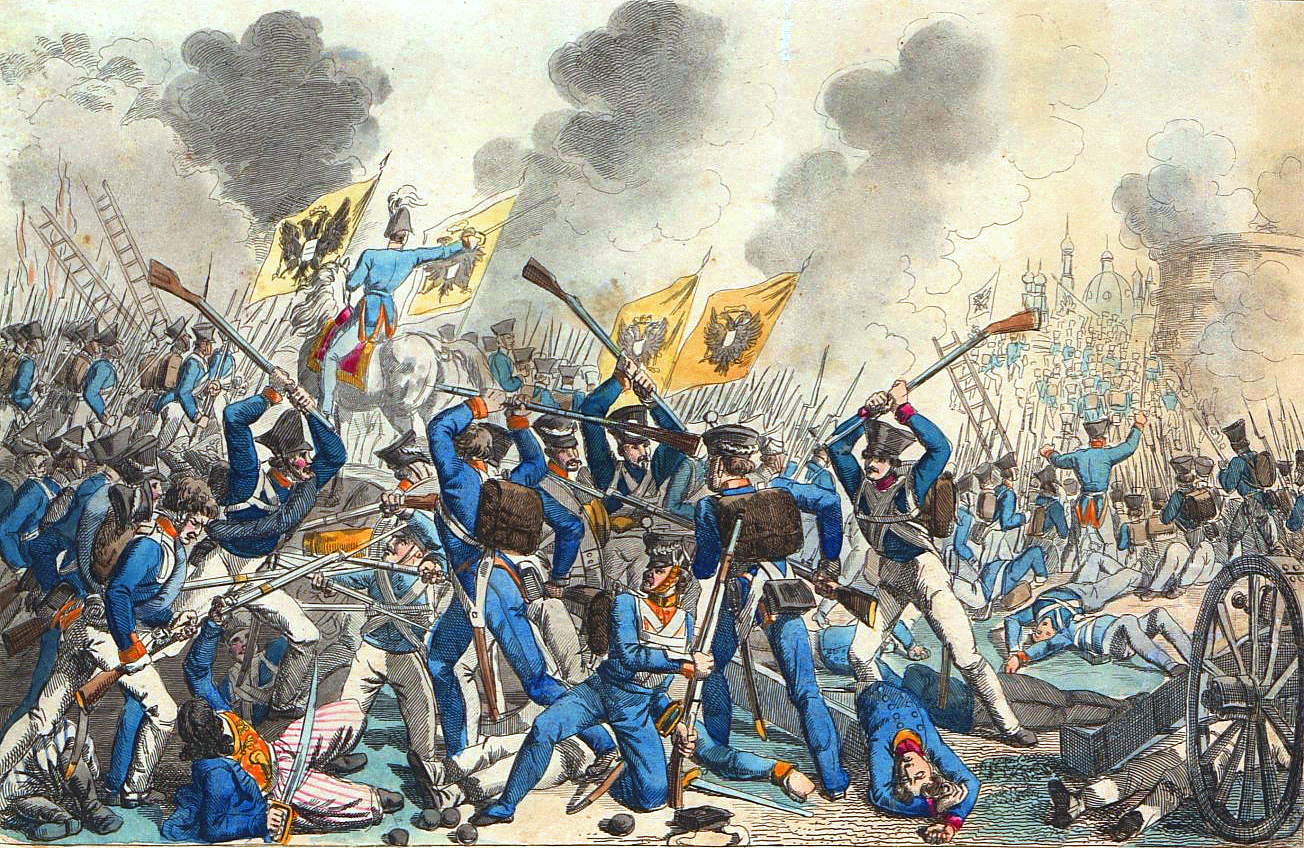
ポーランドの十一月蜂起。ポーランド人はロシアの支配からの独立を求めたが鎮圧される。この知らせを受けたショパンは革命のエチュードを作曲した。

    - 国王シャルル10世が亡命しブルボン復古王政崩壊。
    - オルレアン家のルイ・フィリップがフランス国王となり七月王政成立。

  - オランダからベルギーが独立（ベルギー独立革命）。
  - オランダ領東インド総督ヨハネス・ファン・デン・ボッシュが就任し強制栽培制度を導入。
  - ロシア支配下のポーランドで独立運動（十一月蜂起）が起きるが鎮圧される。
  - スチーブンソンのロケット号が世界初の旅客鉄道としてマンチェスターーリヴァプール間に開通。
  - アメリカ合衆国でインディアン移住法。
  - 大コロンビアが解体され、ベネズエラ・エクアドルが独立。

- 1831年
  - ジョン・レニー設計のロンドン橋が完成。

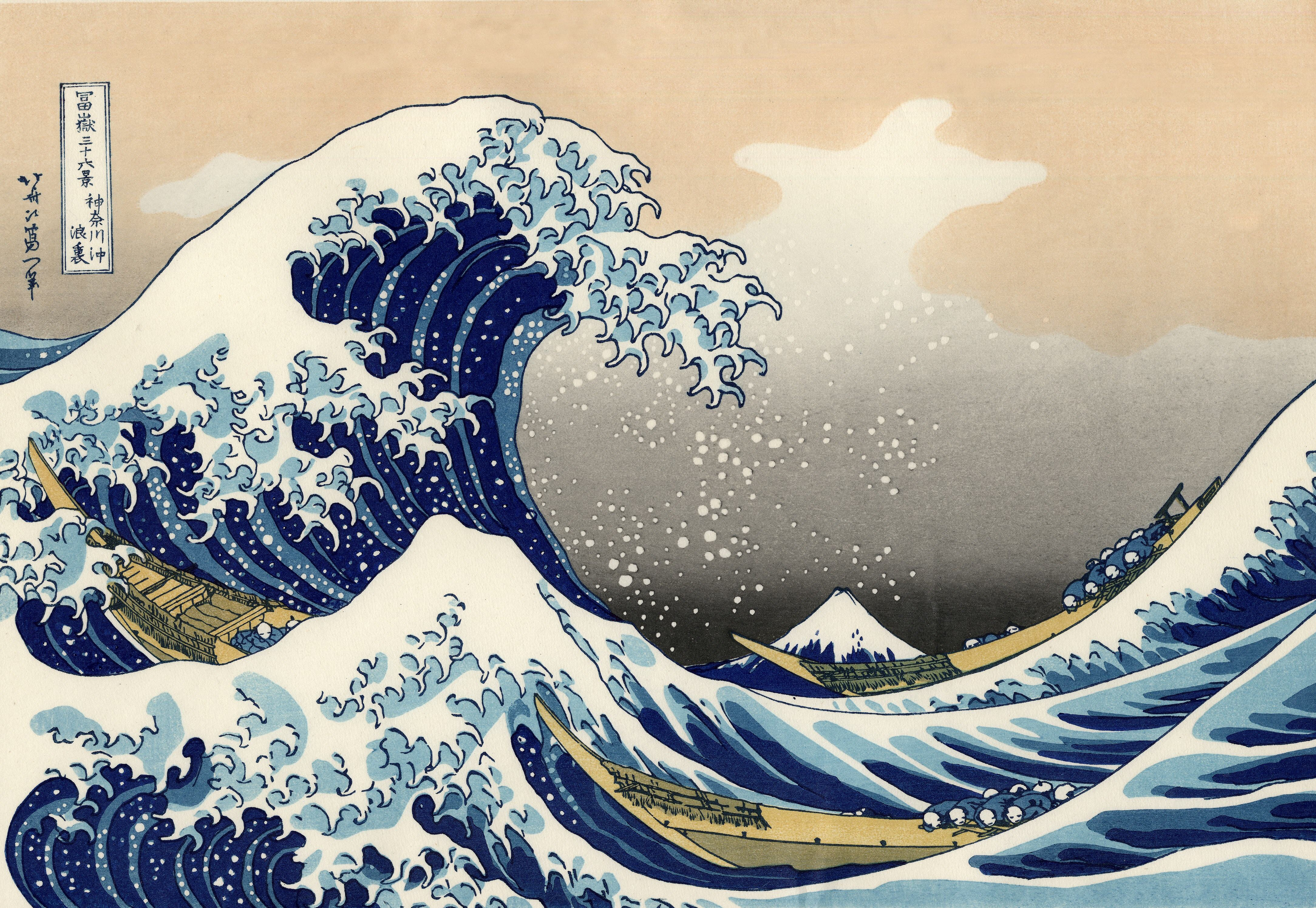
画狂人北斎。数ある浮世絵師の中でも市井の中で90歳近くまで絵筆をとり続けていた北斎は構図や構想では群を抜いており海外での評価も高い。画像は1831年頃に出版された葛飾北斎の「富嶽三十六景」の「神奈川沖浪裏」。

  - チャールズ・ダーウィンのビーグル号での航海始まる（ - 1836年）。
  - モデナやパルマでの中部イタリア革命が鎮圧される。
  - 第一次エジプト・トルコ戦争（ - 1833年）。
- 1832年
  - イギリスのグレイ内閣による第1回選挙法改正。腐敗選挙区の廃止による政党の再編成。
  - フランスで「1832年の六月暴動」。
  - カール・フォン・クラウゼヴィッツ『戦争論』が刊行される。
- 1833年
  - 天保の大飢饉（ - 1839年）。
  - スペインでカルリスタ戦争始まる（ - 1876年）。
  - バイエルン王子のオットー（オソン1世）がギリシア国王として即位。
  - 英国国教会でジョン・ヘンリー・ニューマンらによりオックスフォード運動が起こる。

ウジェーヌ・ドラクロワ「アルジェの女たち」。1834年に描かれたこの作品はロマン主義の異国趣味を示すとともに、東方世界を退廃的で官能的なものと見なす「オリエンタリズム」を示す作品でもある（ルーヴル美術館蔵）。

- 1834年
  - ドイツ関税同盟発足。
  - フランスがアルジェリアを併合。
  - パリでトランスノナン街の虐殺（フランス語版）。
  - 清とイギリス全権大使チャールズ・ネイピア（軍人）（英語版）が貿易交渉を行うが決裂、イギリスの軍艦は虎門塞砲台を砲撃。
  - ボーア人によるグラハムズタウン会議においてイギリス支配からの独立と内陸部への移住が決定される（グレート・トレックの始まり）。
- 1835年
  - ハレー彗星接近。
  - 世界初の近代的通信社であるフランスのアヴァス通信社が開業する。
  - アルゼンチンでブエノスアイレス州知事ロサスの独裁政治始まる（ - 1852年）。
- 1836年
  - パリのエトワール凱旋門完成（1806年 - ）。
  - アラモの戦いとテキサス独立宣言。
- 1837年
  - 徳川家慶が江戸幕府第12代将軍となる。
  - 大塩平八郎の乱、生田万の乱。
  - モリソン号事件。
  - イギリスでヴィクトリア女王即位（ - 1901年）。ヴィクトリア時代始まる。

- 1838年

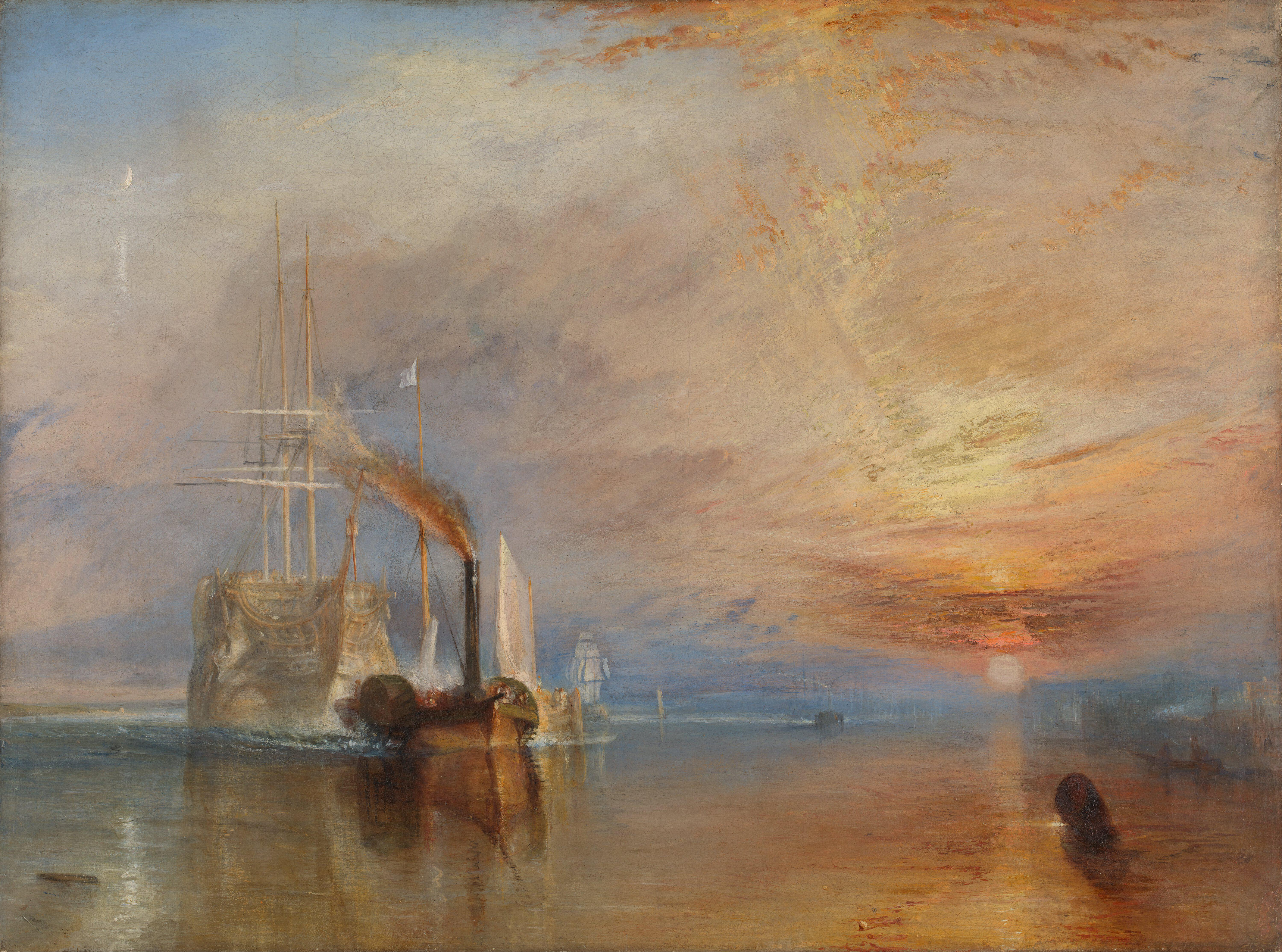
帆船から蒸気船へ。交通革命により蒸気機関が搭載された船が海の主役になった。画像はウィリアム・ターナーの「戦艦テメレール号（ロンドン・ナショナル・ギャラリー蔵）」でトラファルガー海戦で戦った名だたる戦艦が蒸気船に引かれて解体されに向かうところである。

チャーティスト運動。1838年には「人民憲章」がまとめられ更なる選挙権の拡大が唱えられた。

  - イギリスで人民憲章がまとめられ、選挙権の更なる拡大を訴えるチャーティスト運動起こる。
  - メキシコの菓子戦争（ - 1839年）。
  - 第一次アフガン戦争（ - 1842年）。
  - 緒方洪庵が瓦町に適塾を開く( - 1868年)。高野長英『戊戌夢物語』を執筆。
- 1839年
  - 世界初の実用的写真術「ダゲレオタイプ」が公表される。
  - 中米連邦が解体。
  - アミスタッド号事件。
  - 蛮社の獄。
  - 第二次エジプト・トルコ戦争（ - 1840年）。
  - オスマン皇帝アブデュルメジト1世がギュルハネ勅令を発布（タンジマート）。

### 1840年代
- 1840年
  - アヘン戦争（ - 1842年）。

アヘン戦争。イギリスの砲撃により大破する清の軍艦。

  - 「天保11年の三方領知替え」から天保義民事件が起こる。
  - ナポレオンの亡骸がパリに帰還しアンヴァリッド（廃兵院）に安置される。
  - ニュージーランド先住民族マオリとイギリスの間でワイタンギ条約が結ばれる。

- 1841年

ビーダーマイヤー時代。ウィーン体制の相対的安定は政治や国際情勢ではなく小市民としての平穏な生活を優先する人々の嗜好に合致していた。画像はビーダーマイヤー時代を代表するドイツ人画家カール・シュピッツヴェークの「日曜日の散歩」。

  - リヴィングストンがアフリカ大陸での宣教を開始。
  - ロンドンで風刺漫画雑誌『パンチ』が出版される。
  - 大御所徳川家斉死去。老中水野忠邦による天保の改革（ - 1843年）。
    - 大御所家斉の側近を処罰、智泉院・感応寺事件。
    - 奢侈禁止令、株仲間解散令、江戸三座の猿若町移転。
- 1842年
  - 清とイギリスの間で南京条約締結。
  - 天保の薪水給与令。
  - 曲亭馬琴の『南総里見八犬伝』が完結する。
- 1843年
  - 人返し令。上知令の発布、しかし反対派が多く上知令撤回とともに水野忠邦は老中を罷免される。
  - フランスがタヒチの領有を宣言する。

- 1844年

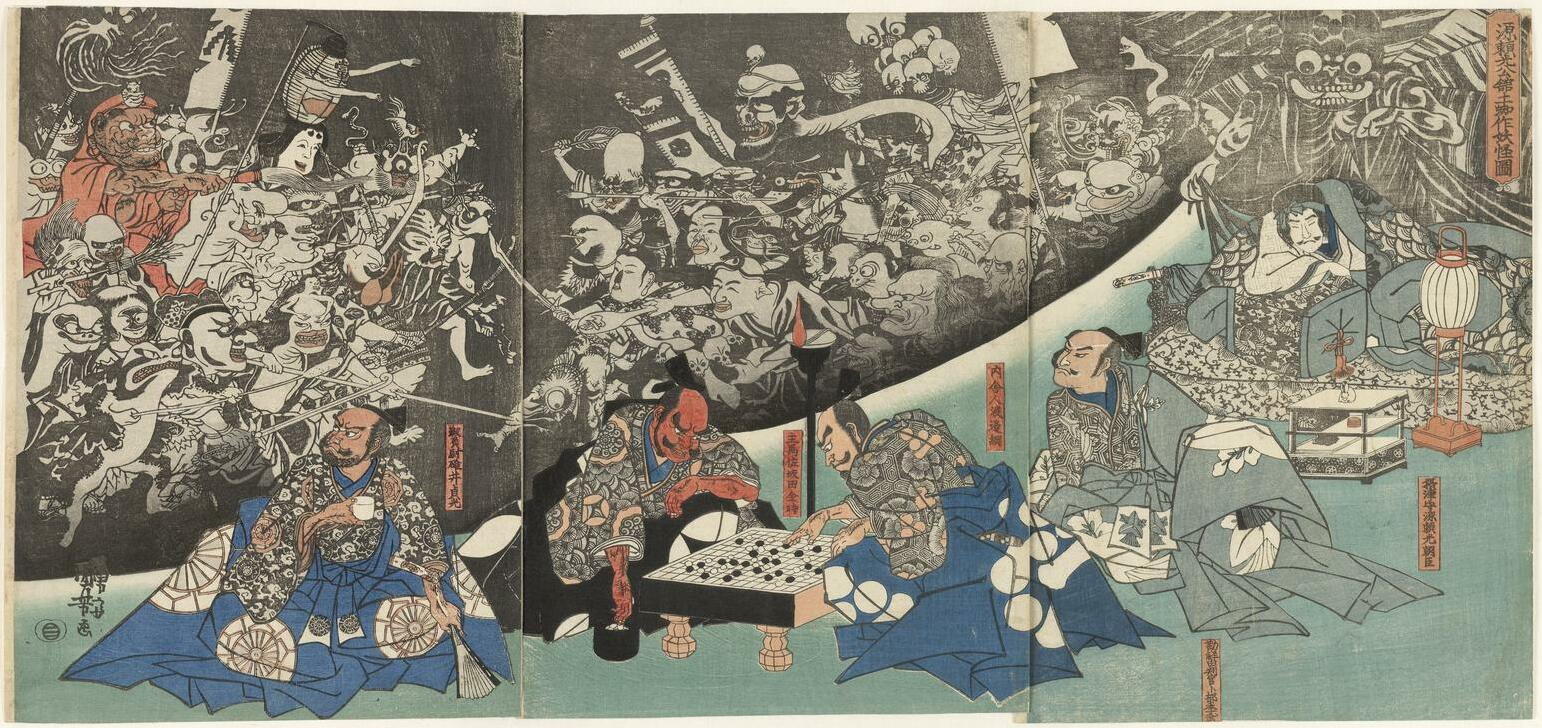
天保の改革。老中水野忠邦によるこの改革は性急で厳格なものであったため、江戸では庶民の怨嗟の声が満ち溢れた。画像は浮世絵師歌川国芳の「源頼光公館土蜘作妖怪圖 」で江戸庶民の不満を妖怪に見立て、頼光四天王を当時の幕閣に見立て批判している。

  - アメリカ合衆国と清で望厦条約締結。フランスと清で黄埔条約締結。
  - オランダ国王ウィレム2世が徳川幕府に開国を勧告。
  - ドミニカ共和国が独立。

- 1845年

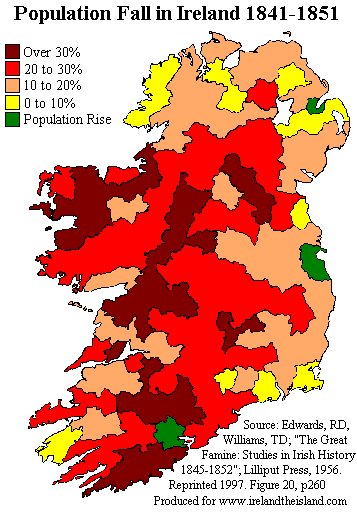
ジャガイモ飢饉。連合王国に併合されたアイルランドでは、その弊害としてイギリスに住む不在地主の搾取により大飢饉が発生し人口が激減した(1841年 - 1851年)。

  - ヨーロッパでジャガイモ飢饉。特にアイルランドで深刻な被害（ - 1849年）。
  - アメリカ合衆国がテキサス共和国を併合。ジョン・オサリヴァンが「マニフェスト・デスティニー」の語でこの併合を鼓舞する。
- 1846年
  - ピール内閣が穀物法を廃止し、イギリスの自由主義貿易が確立する（1815年 - )。
  - テキサスの帰属をめぐり米墨戦争が起こる（ - 1848年）。
  - アゼルバイジャンのバクー油田が初めて開削される。
  - 仁孝天皇が没し、第121代孝明天皇が即位。
  - クラクフ蜂起。
- 1847年
  - スイスで分離同盟戦争起こる。
  - モルモン開拓者がソルトレイクシティの建設を始める。
  - アメリカ植民地協会の支援によるリベリアが西アフリカ胡椒海岸地帯で独立。
  - ボリビアがスペインから正式に独立。
  - 京都御所に学習所が開講される（後の学習院大学）。

- 1848年
  - 「諸国民の春」。
    - フランス二月革命。

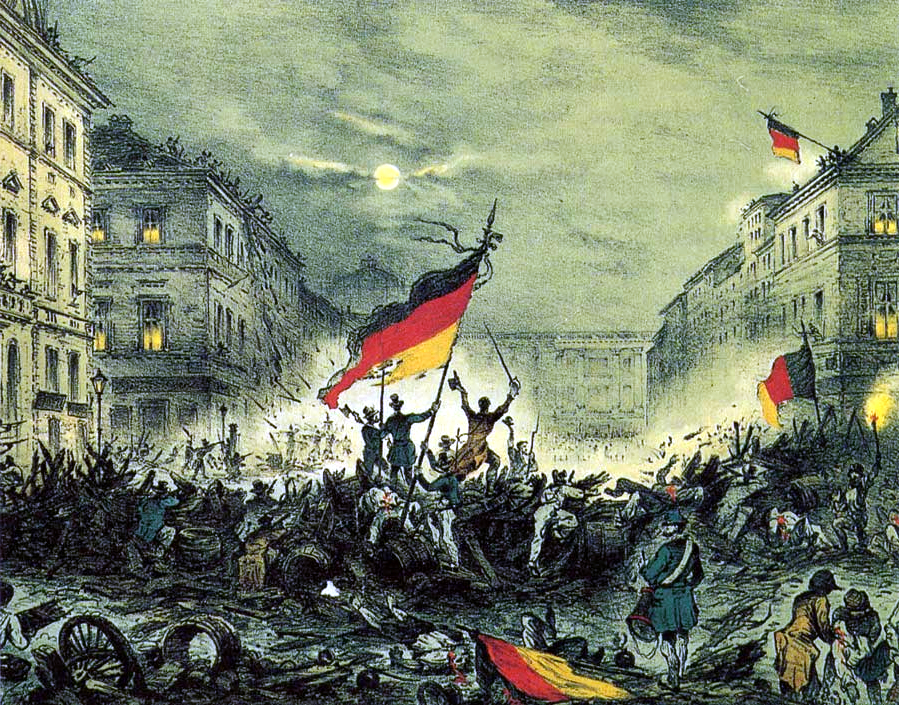
諸国民の春。1848年のベルリンにおける三月革命。同時期にウィーンでも革命が起こり宰相メッテルニヒはイギリスに亡命しウィーン体制は崩壊した。

      - 国王ルイ・フィリップが亡命し七月王政崩壊。第二共和政成立。
      - 第二共和政政府の内紛から六月暴動発生。国民投票でルイ・ナポレオンが大統領になる。

    - ドイツ・オーストリア三月革命。
      - ウィーンからメッテルニヒがイギリスに亡命し、ウィーン体制が崩壊する。
      - プロイセン国王フリードリヒ・ヴィルヘルム4世のもと欽定憲法が成立する。
      - フランクフルト国民議会が招集される（ - 1849年）。
      - パラツキーのチェコ独立運動、コシュートのハンガリー独立運動など起こる。
      - オーストリア帝国皇帝フェルディナント1世が退位。フランツ・ヨーゼフ1世が即位。

    - サルデーニャ王カルロ・アルベルトのイタリア統一運動が起こる。
    - 第一次シュレースヴィヒ＝ホルシュタイン戦争。
    - マルクスとエンゲルスがロンドンで「共産党宣言」を発表。

  - 米墨戦争終結に伴うグアダルーペ・イダルゴ条約。
    - メキシコはアメリカ合衆国にカリフォルニア・ネバダ・ユタ・ニューメキシコその他の領土を割譲。
    - アメリカ合衆国領となったカリフォルニアで金鉱発見（カリフォルニア・ゴールドラッシュ）。

  - イランでバーブ教徒の乱（ - 1850年）。
    - 同年イランの大宰相に就任したアミール・キャビールの近代化政策でバーブ教徒は弾圧される。
- 1849年
  - 「諸国民の春」の退潮。
    - プロイセン国王フリードリヒ・ヴィルヘルム4世がドイツ皇帝の帝冠を拒否する。
    - マッツィーニらによりローマ共和国が樹立されるが、フランス軍により倒される。
    - ノヴァーラの戦いでカルロ・アルベルトのイタリア統一運動がオーストリア軍に鎮圧される。
    - ブダとペシュトが陥落し、コシュートらのハンガリー独立運動がロシア軍に鎮圧される（ヨーロッパの憲兵）。

  - ロシアでペトラシェフスキー事件。
  - 第2次シク戦争（1848年 - ）でイギリスが勝利し、インド最後の反英勢力シク王国が滅亡。

### 1850年代
- 1850年

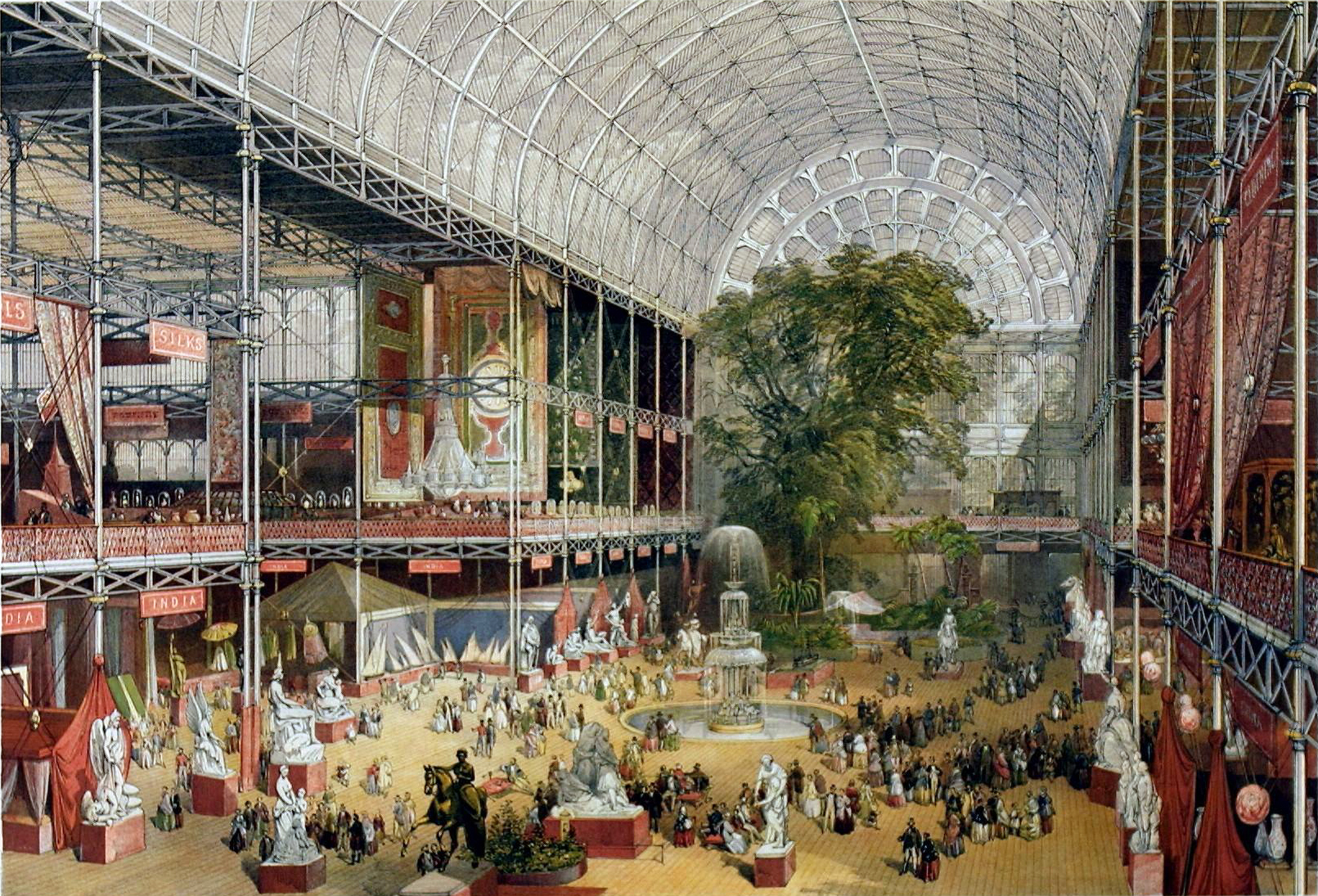
第一回万国博覧会。ロンドンで行われガラスと鋼鉄でできた水晶宮が話題となった。

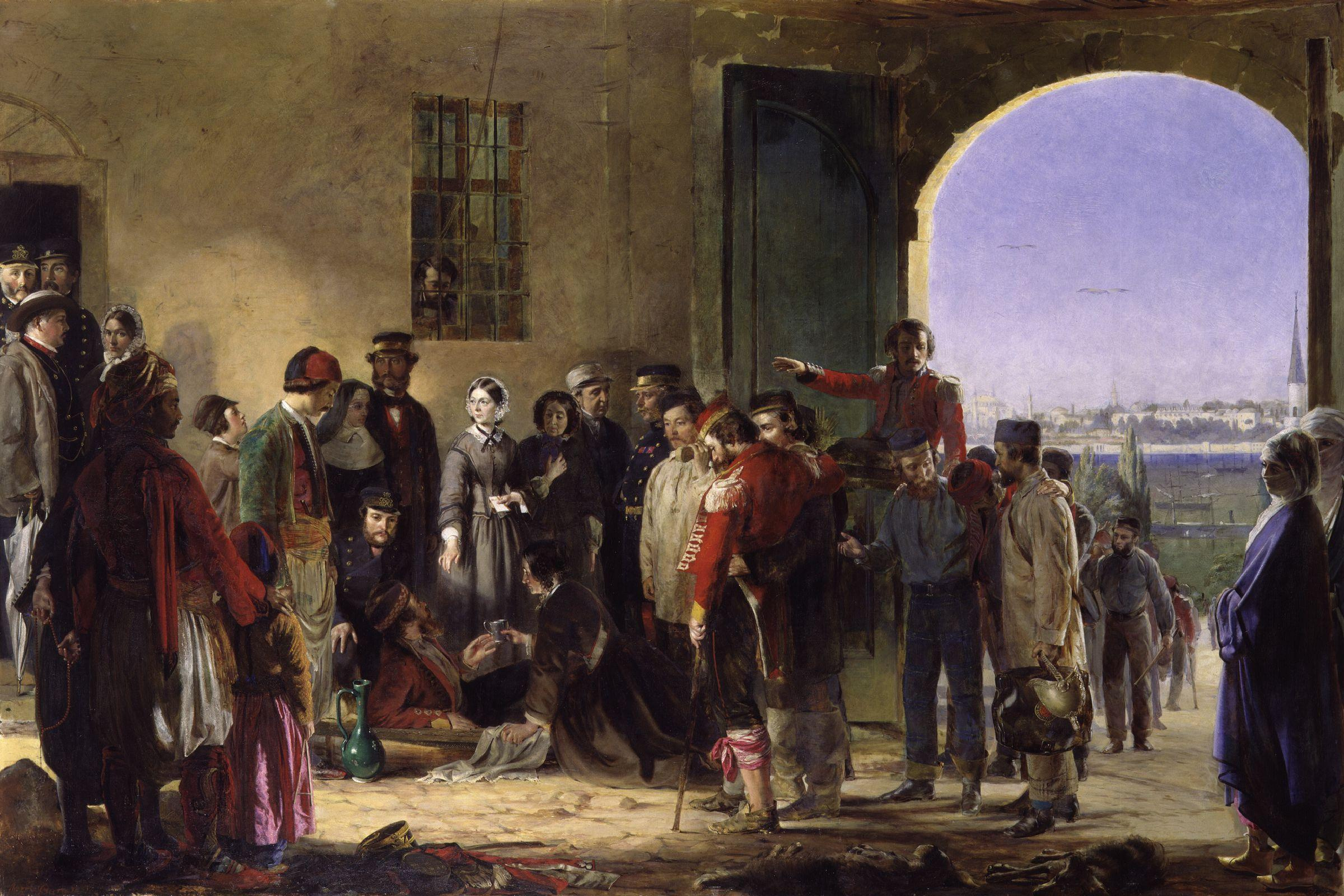
白衣の天使。イスタンブール近郊のスクタリにてクリミア戦争での負傷兵を見舞うフローレンス・ナイチンゲール。

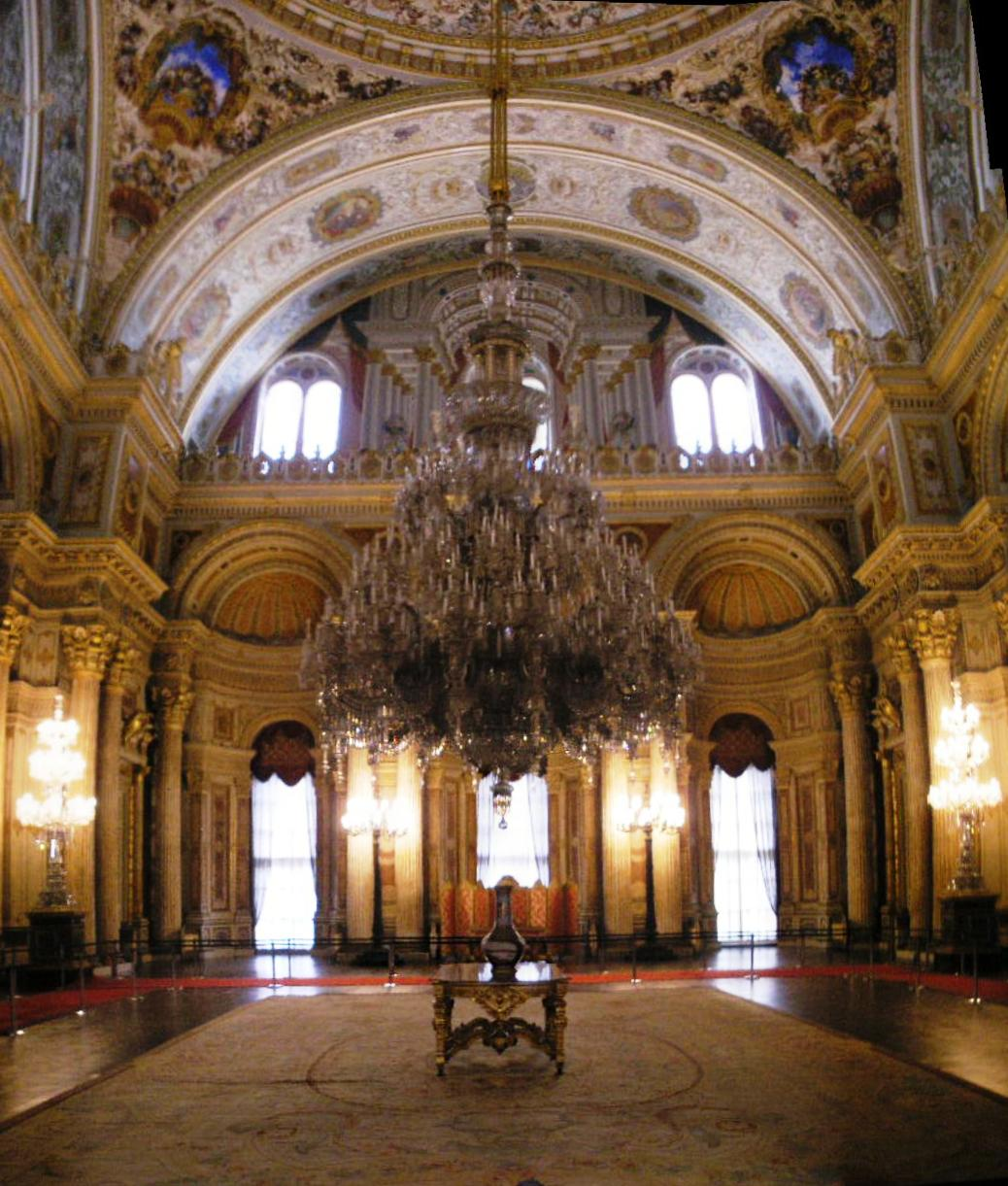
オスマン帝国の改革。クリミア戦争を乗り切ったオスマン帝国はアブデュルメジト1世のもと大胆な近代化に取り組んだ。かつてのトプカプ宮殿から西欧化されたドルマバフチェ宮殿への移動もその流れの一つである。画像はこの宮殿の「儀式の間」。

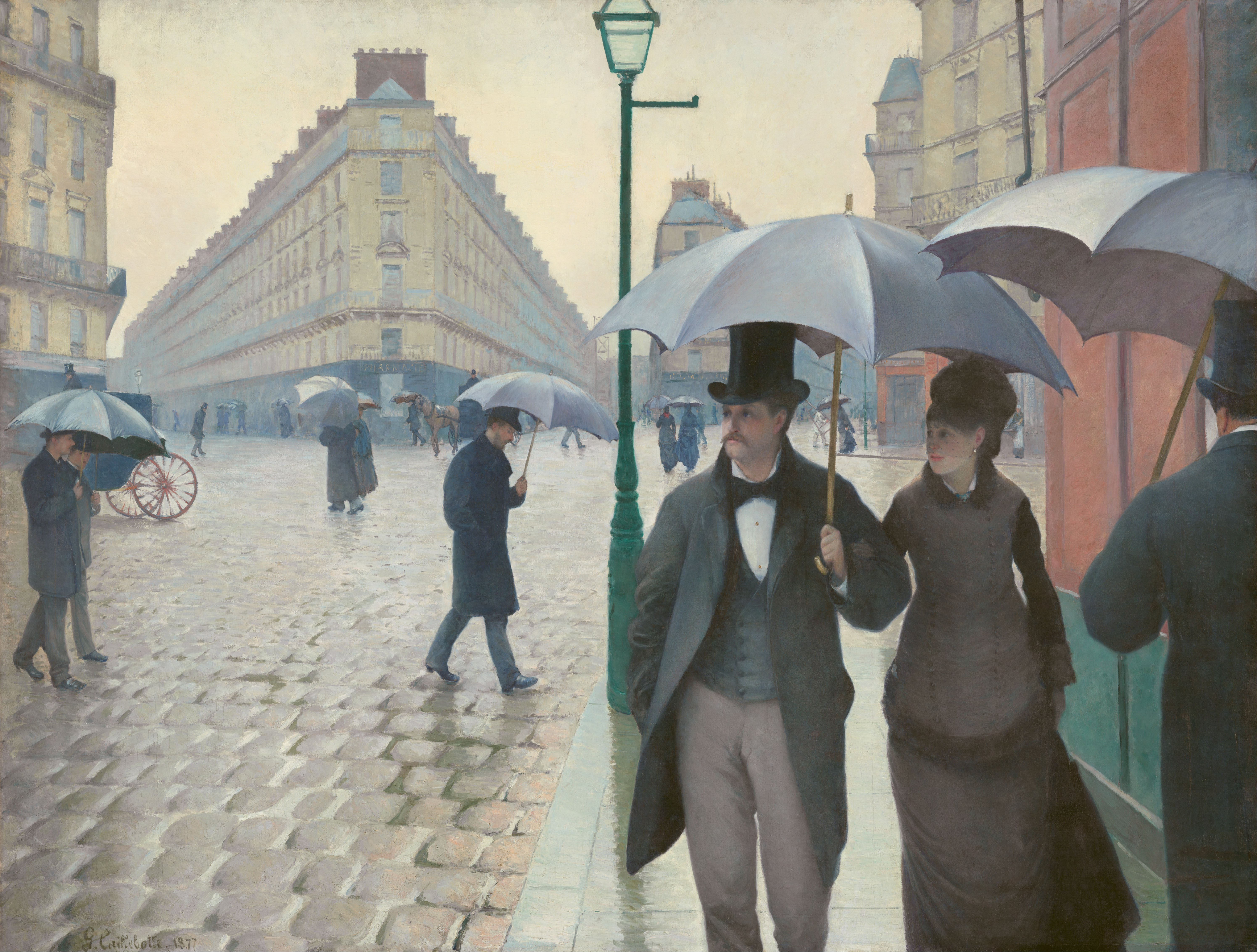
パリ大改造。ナポレオン3世により生まれ変わったパリは近代都市計画の模範となった。画像はカイユボットの「パリの通り、雨の日」。

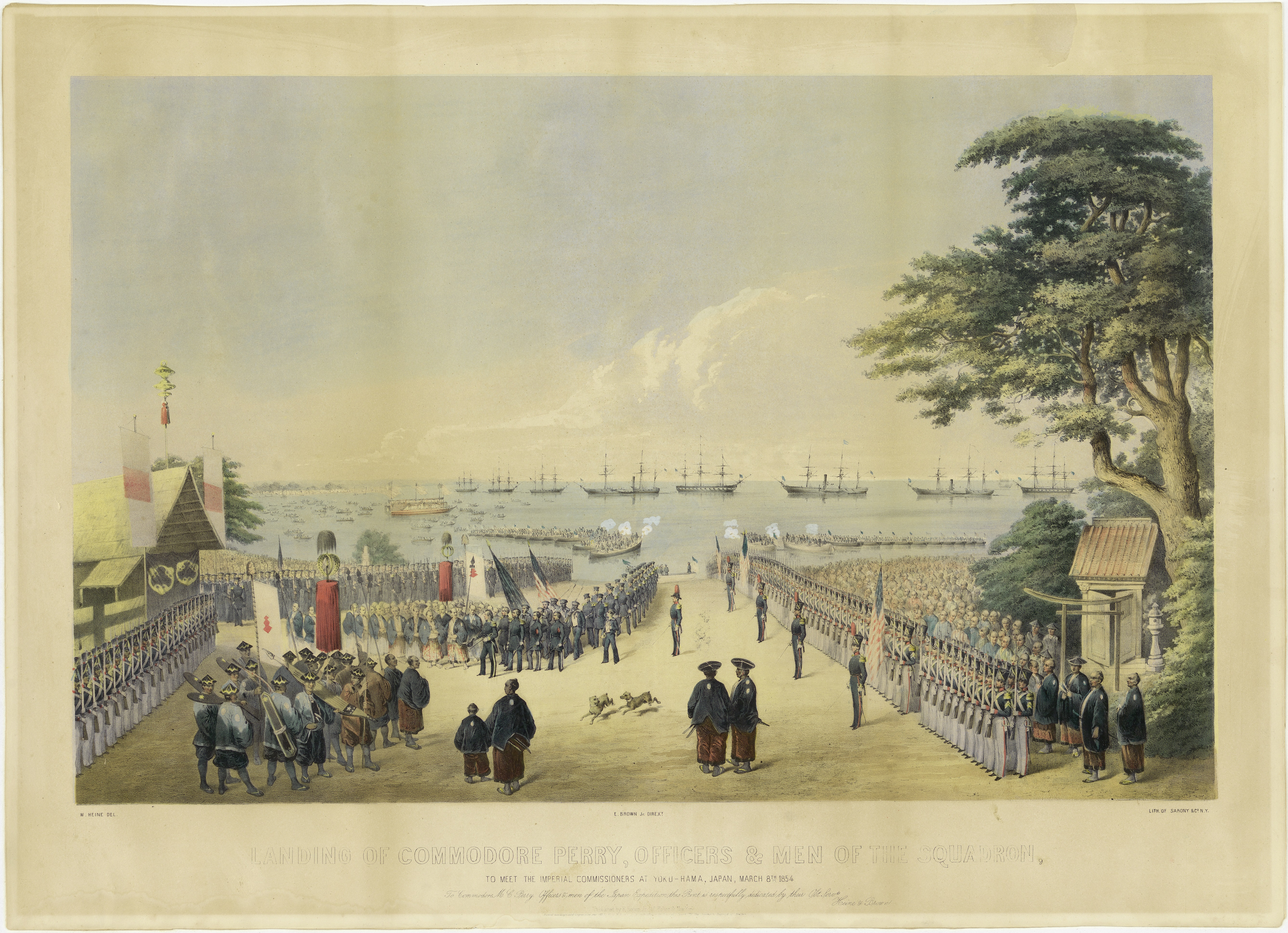
黒船来航。ペリー司令長官率いるアメリカ東インド艦隊の出現は200年以上続いた日本の「泰平の世」を揺るがした。画像は1854年に再び日本を訪れて横浜に上陸したペリー一行を描いたもの。

  - オルミュッツ協定（オルミュッツの屈辱）。
  - バーブ教開祖セイイェド・アリー・モハンマド（バーブ）がイラン政府に銃殺される。
  - 清で太平天国の乱（- 1864年）。
  - 清の咸豊帝が第9代皇帝に即位。
- 1851年
  - 世界初の万国博覧会がロンドンで開催され、水晶宮が建設される。
  - ウルグアイ内戦が終結（1839年 - ）。
  - 漂流民だったジョン万次郎が日本に帰国する。国定忠治が処刑される。
  - お由羅騒動（高崎崩れ）を経て、島津斉彬が薩摩藩主となる。
- 1852年
  - ルイ・ナポレオン（ナポレオン3世）がフランス皇帝に就任（フランス第二帝政）。
  - 世界初の百貨店としてパリのボン・マルシェ百貨店が開業。
  - カヴールがサルデーニャ王国の首相となる。
  - ハリエット・ビーチャー・ストウ『アンクル・トムの小屋』を発表。
  - モンテネグロがオスマン帝国から事実上独立し、モンテネグロ公国が成立。
  - 河北潟干拓の疑獄事件で金沢藩御用商人銭屋五兵衛が獄死。
- 1853年
  - クリミア戦争（- 1856年）。
  - セーヌ県知事オスマンによるパリ大改造始まる。
  - 黒船来航。
    - 徳川家定が江戸幕府第13代将軍となる。
    - 琉球を経て、ペリーが浦賀に来航。
    - プチャーチンが長崎に入港。

  - 太平天国軍が南京を占領、天京と改称して都として建国。
    - 張楽行らが率いる華北各地の捻軍も太平天国に呼応。
- 1854年
  - ペリーの再来航による日米和親条約締結（日本の開国）。
    - 老中阿部正弘らによる安政の改革（ - 1857年）。
    - 日本で安政東海地震、安政南海地震。大坂で8代目市川團十郎が自殺する。

  - 広東省の珠江デルタ西岸の四邑地域で「土客大械闘」が起こる。
  - アメリカ合衆国でカンザス・ネブラスカ法の制定。
- 1855年
  - 万国博覧会がパリで開催され、産業宮が建設される。
  - タイとイギリスでボーリング条約（英泰友好通商条約）締結。
  - 日本で安政江戸地震。京都御所が再建がされる（安政の造営）。
- 1856年
  - クリミア戦争講和のためのパリ条約締結。
  - 日本のアメリカ合衆国総領事としてハリスが着任。
  - オスマン帝国で改革勅令（ハッティ・フマユーン）が公布される。
    - オスマン宮廷がトプカプ宮殿からドルマバフチェ宮殿に移される。

  - 雲南省で杜文秀による回民反乱（パンゼーの乱）が起こる（ - 1873年）。
  - 天京事変により太平天国が内部分裂。
- 1857年
  - アロー戦争（-1860年）。
  - インド大反乱（セポイの乱）。ムガル皇帝バハードゥル・シャー2世が擁立される。
  - 1857年恐慌。
- 1858年
  - バハードゥル・シャー2世が廃位されミャンマーに流刑。ムガル帝国滅亡。
  - フランスとサルデーニャのプロンビエールの密約。
  - フェリーチェ・オルシーニによるナポレオン3世暗殺未遂事件。
  - 清とイギリス・フランスが天津条約を締結。清とロシアがアイグン条約を締結。
  - 井伊直弼が大老となり、 老中堀田正睦らが失脚。
    - 日米修好通商条約を含む安政五ヶ国条約が締結される。
    - 徳川家茂が江戸幕府第14代将軍となる。
    - 安政の大獄始まる。安政5年のコレラ大流行。
    - 福沢諭吉が慶応義塾大学のもととなる蘭学塾を創設。
- 1859年
  - スエズ運河の建設はじまる（ - 1869年）。
  - イタリア統一戦争開始、ソルフェリーノの戦い、ヴィッラフランカの和約。
  - ウェストミンスター宮殿（イギリス国会議事堂）の大時計台ビッグ・ベンが完成。
  - ダーウィン『種の起源』で進化論を発表。
  - ハーパース・フェリーでのジョン・ブラウンの反乱。
  - オスマン帝国の属国だったワラキアとモルダヴィアが統合し、ルーマニア公国が成立。

### 1860年代
- 1860年

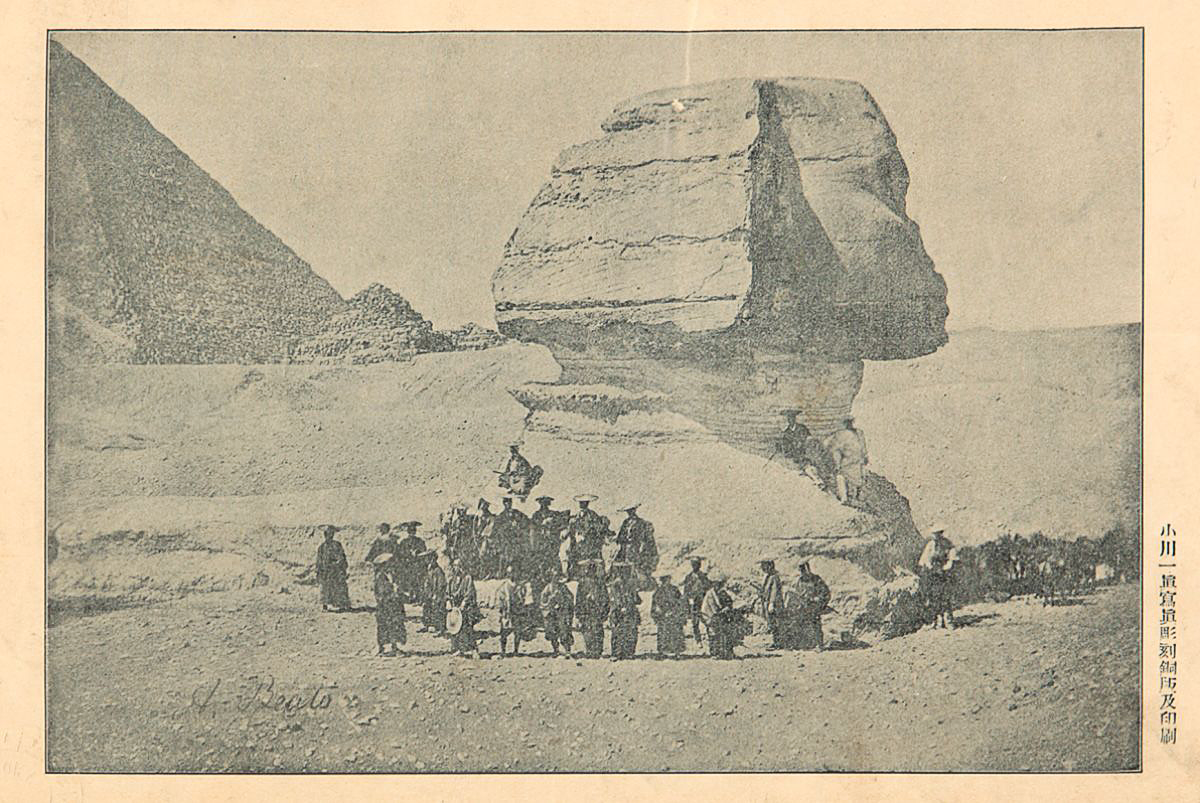
エジプトのサムライたち。徳川幕府がフランスに派遣した横浜鎖港談判使節団の一行がスフィンクス像前で撮った写真。

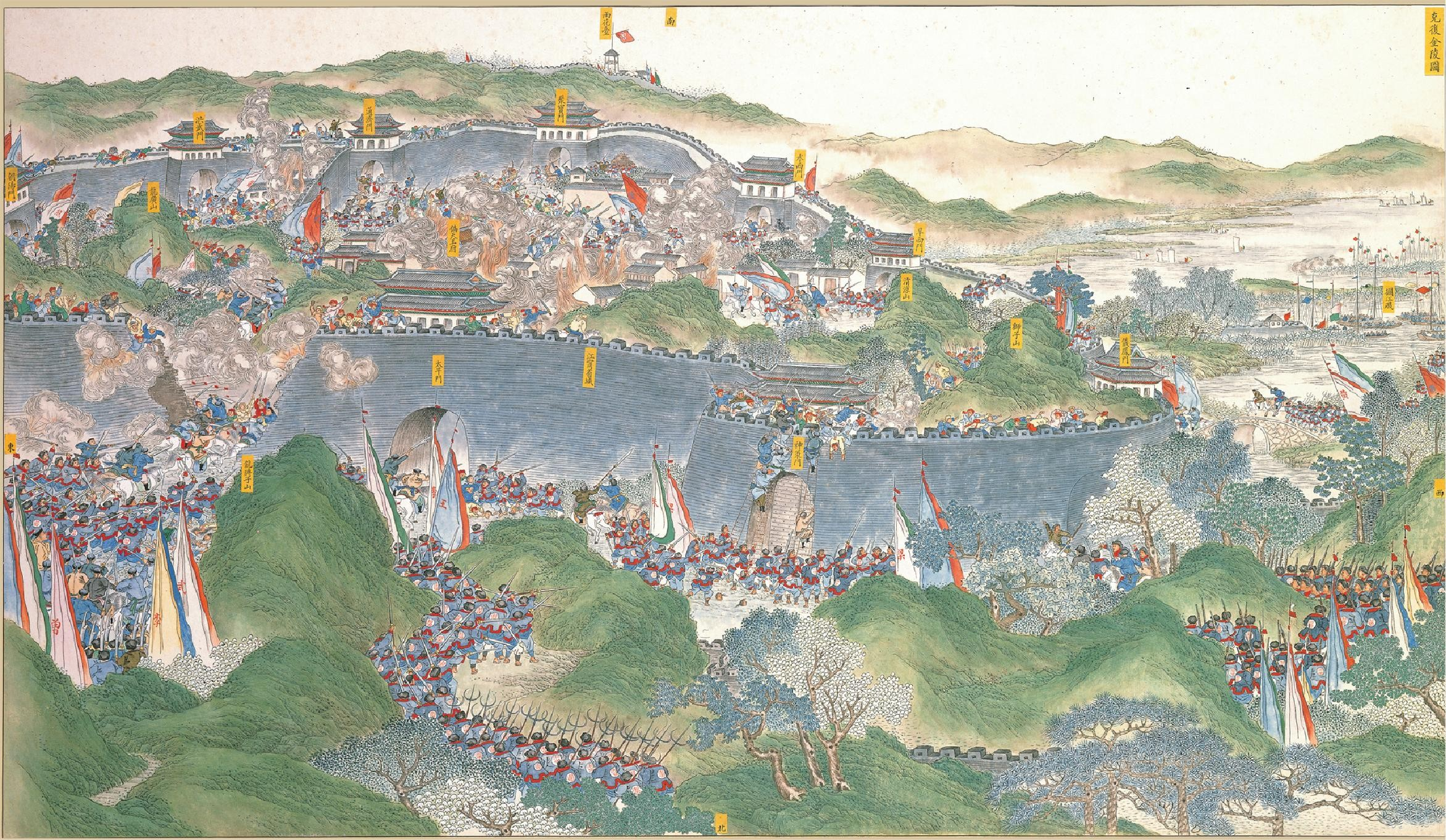
太平天国の乱の顛末。拝上帝会の洪秀全を天王とする宗教運動はやがて清朝を揺るがす大反乱へと発展した。画像は1864年の天京攻防戦で、この戦いで太平天国は清朝に殲滅されたのである。

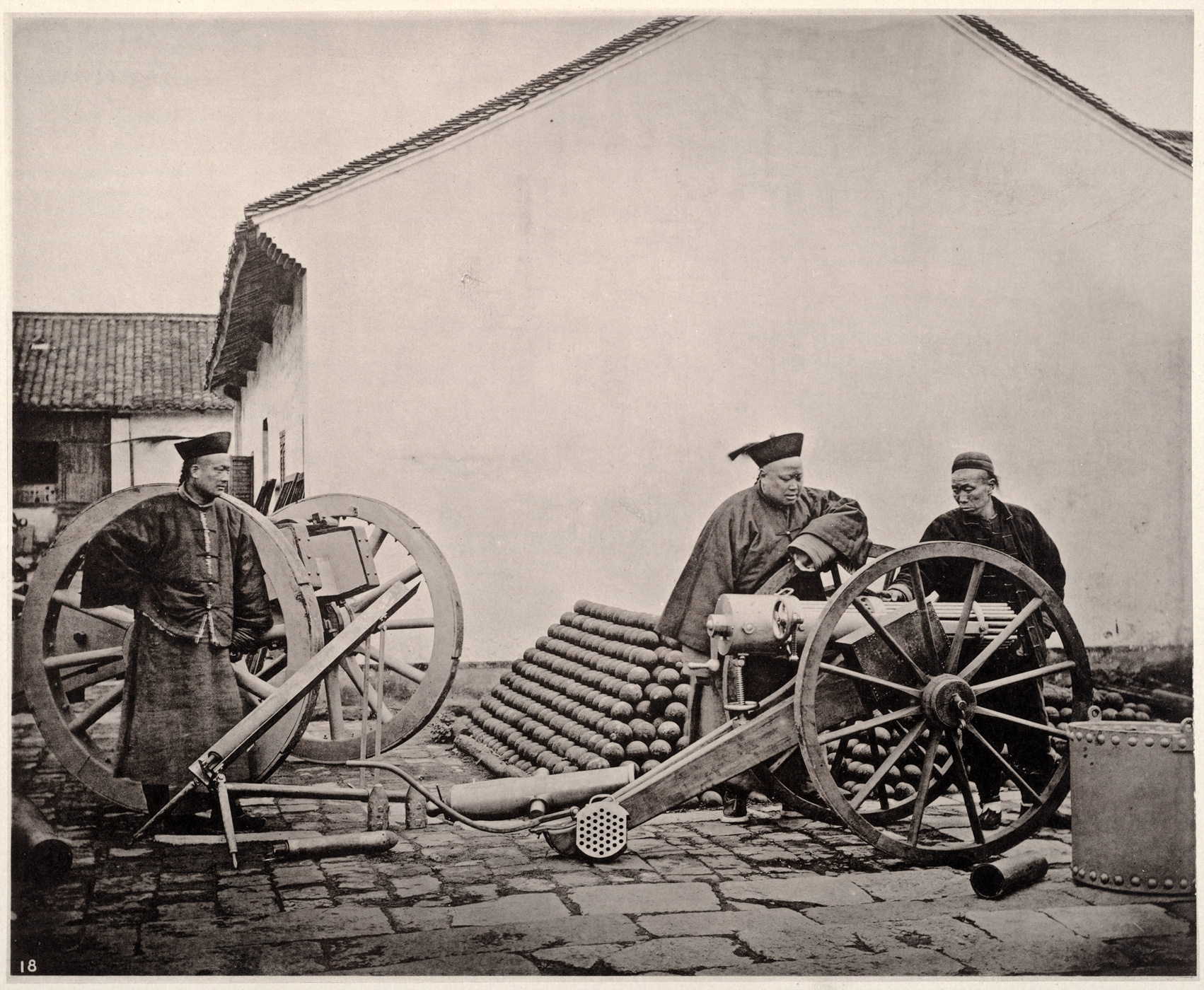
同治中興。アロー戦争後に即位した同治帝の時代から清朝では洋務運動と呼ばれる近代化が進められた。画像は漢人官僚の李鴻章が1865年に南京に作らせた金陵機器製造局の写真。

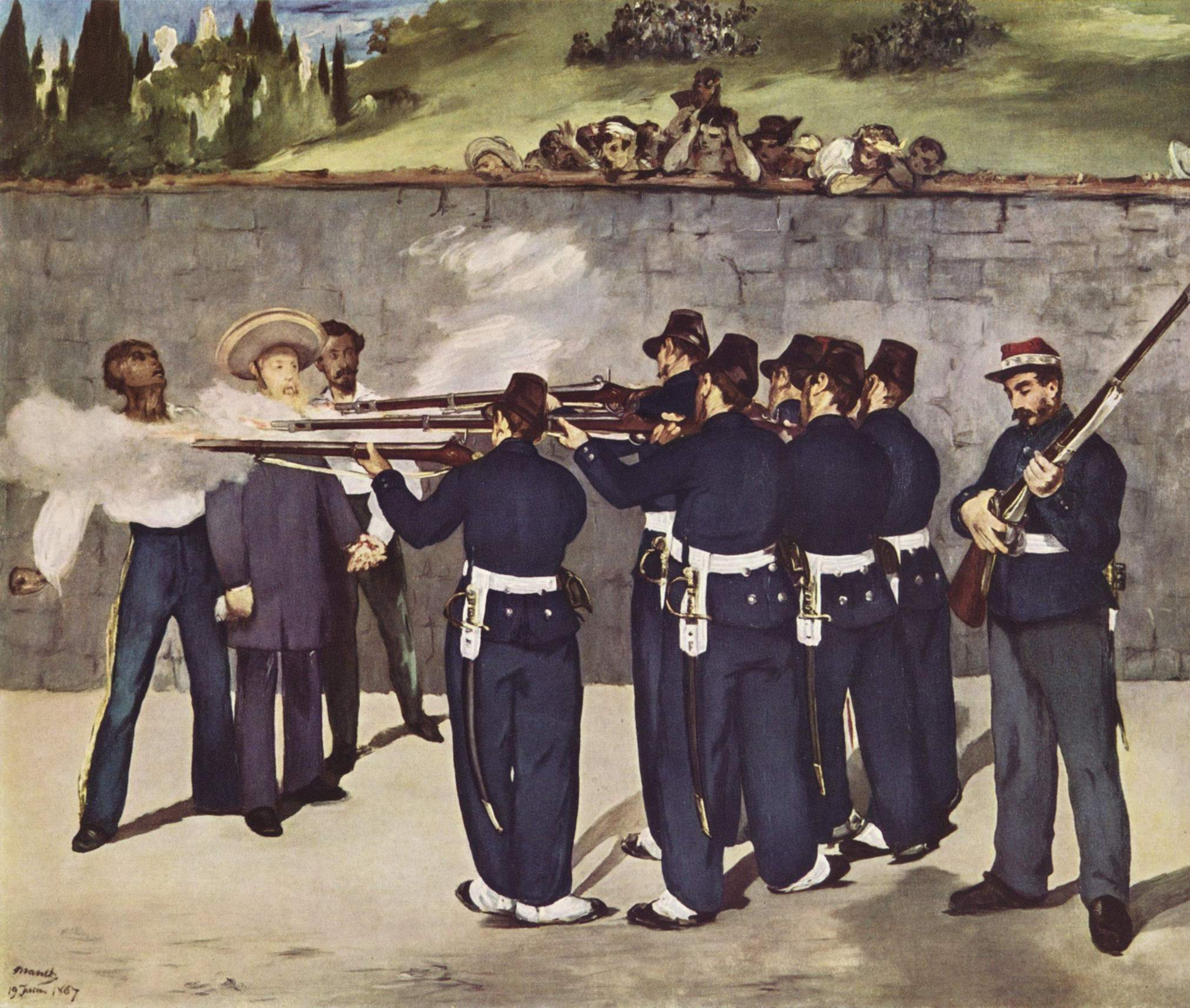
メキシコ出兵。この失敗により大西洋を越えたナポレオン3世の遠大な野望は潰え、彼自身の求心力の低下にもつながった。画像はエドゥアール・マネの描いた「メキシコ皇帝マクシミリアンの処刑(マンハイム市立美術館蔵)」。

大政奉還。江戸幕府15代将軍徳川慶喜は倒幕運動の高まりの中で朝廷に政権を返上する決断を下した。画像は邨田丹陵 の歴史画「大政奉還図（聖徳記念絵画館蔵）」で京都二条城に集まった慶喜と諸藩重臣たちが描かれている。

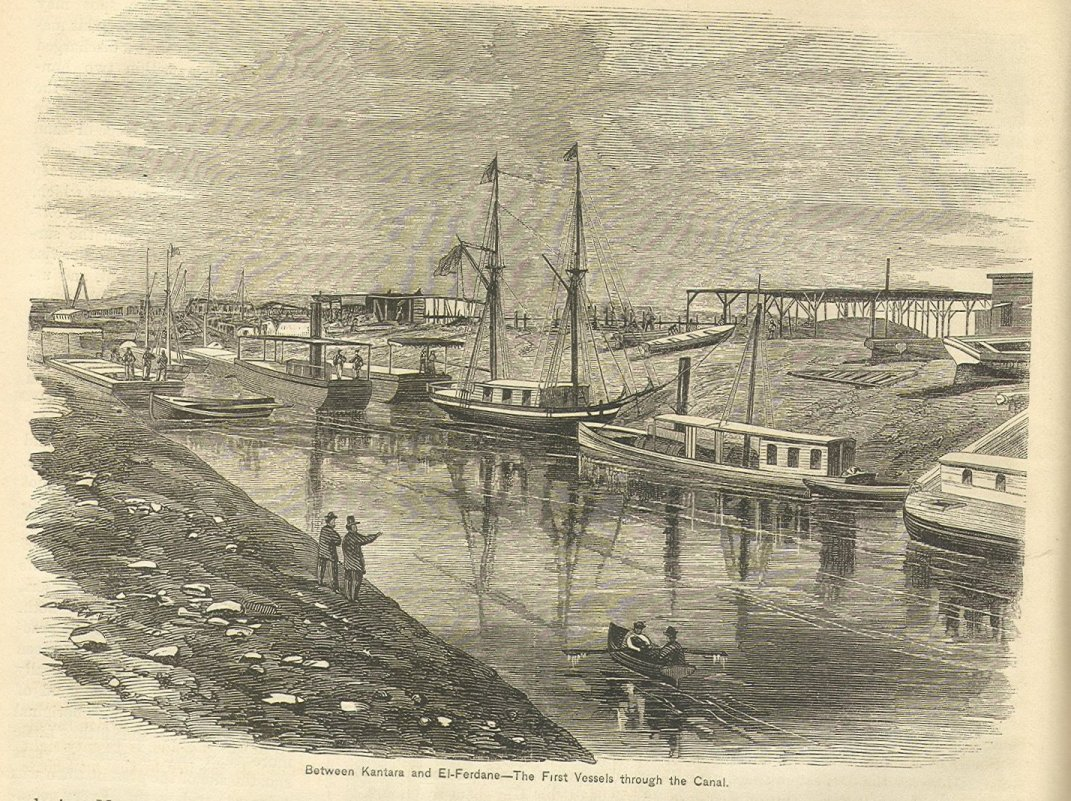
スエズ運河開通。この運河によりヨーロッパからアジアへの航路は大幅に短縮された。

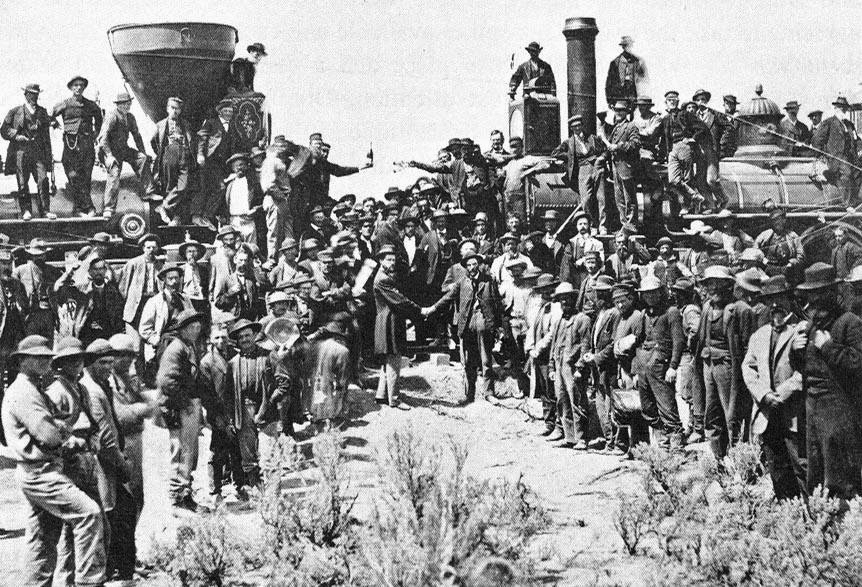
最初の大陸横断鉄道。大西洋側と太平洋側から伸びた鉄路がプロモントリーサミットで結ばれた。写真はこの地での1869年5月10日の開通記念式典の模様。

  - 円明園が破壊略奪され、清とイギリス・フランスが北京条約を締結。
  - ロシアも清と北京条約を結び沿海州を獲得、ここにウラジオストクを建設。
  - ガリバルディ率いる千人隊がシチリア島に上陸し占領。
    - 国王フランチェスコ2世が逃亡し両シチリア王国滅亡。
    - ガリバルディは占領した南イタリアをサルデーニャ王に献上する（テアーノの会見）。

  - 英仏通商条約（コブデン＝シュヴァリエ条約（英語版））。
  - テトゥアンの会戦でスペインがモロッコのアラウィー朝に勝利。
  - 桜田門外の変で大老井伊直弼が水戸浪士に暗殺される。
    - 安藤信正・久世広周政権成立。 万延元年遣米使節。
- 1861年
  - アメリカ合衆国で南北戦争（- 1865年）。
  - フランス・スペイン・イギリスのメキシコ出兵。
    - メキシコのファレス政権の対外債務支払い停止宣言に対抗。

  - イタリア王国成立。
    - ヴィットーリオ・エマヌエーレ2世が初代イタリア国王となる。初代首相カヴールはこの年に急逝。

  - 清の咸豊帝が死去。
    - 辛酉政変（祺祥政変）で西太后が実権を握り粛順らが処刑される。
    - 西太后の垂簾聴政のもと同治帝が第10代皇帝に即位。同治中興の始まり。

  - ロシア皇帝アレクサンドル2世による農奴解放令。
  - ロンドンで世界最初の地下鉄が開通する。
- 1862年
  - アメリカ合衆国大統領リンカーンの奴隷解放宣言、ホームステッド法の制定。
  - ビスマルクがプロイセン王国宰相に就任し「鉄血演説」を行う。
  - 陝西省と甘粛省で西北ムスリム大反乱 （回民蜂起）。
  - 将軍徳川家茂と皇女和宮の結婚、坂下門外の変。
    - 薩摩藩主の父島津久光の上京、寺田屋事件。
    - 島津久光の幕政参画による文久の改革、生麦事件、文久遣欧使節。
- 1863年
  - ポーランド一月蜂起。
  - 赤十字国際委員会が創設される。
  - 将軍家茂の上洛、新撰組の設置、八月十八日の政変、薩英戦争。
  - バーブ教の流れを引くバハー・ウッラーがバハイ教を開く。
- 1864年
  - 教皇ピウス9世の回勅「クワンタ・クラ」と「誤謬表」。
  - 第二次シュレースヴィヒ＝ホルシュタイン戦争。
  - ロンドンにて第一インターナショナルが結成される（ - 1876年）。
  - ロシアで地方自治制度のゼムストヴォが導入される。
  - 三国同盟戦争（ - 1870年）。
  - 参預会議の崩壊、下関戦争、池田屋事件、禁門の変、一会桑政権成立、天狗党の乱、第一次長州征伐、横浜鎖港談判使節団。
- 1865年
  - 南北戦争の終結。
    - 南部連合首都リッチモンドが陥落。
    - アポマトックス・コートハウスの戦いで南軍のリー将軍が降伏。
    - 戦争終結から5日後にリンカーン大統領暗殺事件が発生。

  - 長崎大浦天主堂で「隠れキリシタンの発見（カトリック信徒発見）」。
  - 柴田剛中遣仏英使節
- 1866年
  - 普墺戦争で、オーストリアが敗北し、ドイツ連邦崩壊。
  - ロシア皇帝アレクサンドル2世暗殺未遂事件（カラコーゾフ事件（英語版））。
  - 第二次長州征伐、その途上で将軍家茂が大坂城で死去し攻撃は中止。
    - 徳川慶喜が江戸幕府第15代将軍となり、慶喜主導による慶応の改革を行う。
    - フランス公使ロッシュによる対日借款の契約締結。 薩長同盟の結成。

  - 小出秀実樺太国境画定交渉遺露使節
- 1867年
  - パリ万国博覧会_(1867年)開催。日本初参加し、使節団派遣。
  - 小野友五郎遣米使節
  - メキシコ皇帝マクシミリアン処刑。
    - マクシミリアンはハプスブルク家の皇帝フランツ＝ヨーゼフ1世の弟。

  - オーストリア＝ハンガリー帝国成立（アウスグライヒ）。
  - ロンドン条約によりルクセンブルクが永世中立国とされる。
  - カール・マルクス『資本論』第1巻刊行。
  - ロシアがアラスカをアメリカ合衆国に売却する。
  - 英領北アメリカ法。カナダが植民地からイギリス最初の自治領に。
  - 南北戦争で敗北した南部諸州が再建法により軍政におかれる（ - 1877年）。
  - 孝明天皇が死去し、第122代明治天皇が践祚。
    - 四侯会議の崩壊、討幕の密勅、徳川慶喜が朝廷に大政奉還。
    - 坂本龍馬・中岡慎太郎暗殺される（近江屋事件）。
    - 「ええじゃないか」の大流行。

  - キューバがスペインからの独立を宣言（キューバ独立戦争開始）。

- 1868年
  - 明治維新。
    - 王政復古の大号令。
      - 幕府・摂政・関白を廃止、総裁・議定・参与の設置。
      - 王政復古を各国公使に通告。小御所会議。

    - 五箇条の御誓文。五榜の掲示。神仏分離令（廃仏毀釈）。
    - 明治天皇即位式を上げる。改元し一世一代の制を定める。
    - 江戸を東京と改称し、江戸城を皇居とし東京城と改称（東京奠都）。

  - 戊辰戦争。
    - 鳥羽・伏見の戦い。徳川慶喜の蟄居。 西郷隆盛と勝海舟の会談。
    - 江戸城開城。上野戦争。東叡山寛永寺炎上。徳川氏を駿府に移封。
    - 奥羽越列藩同盟と新政府軍の戦い。会津藩・庄内藩降伏。
    - 榎本武揚ら蝦夷地を占領、五稜郭を本営とする。

  - ハワイ王国に最初の日本人移民(元年者)が到着する。
  - タイで国王ラーマ5世（チュラーロンコーン）が即位しチャクリー改革が始まる。
  - マグダラの戦いでエチオピアがイギリスに敗北し、エチオピア皇帝テオドロス2世が自殺。
  - スペイン名誉革命（英語版）
    - スペイン女王イザベル2世がフアン・プリム将軍ら軍部の政変でフランスに亡命する。
- 1869年
  - 箱舘戦争（五稜郭の戦い）で旧幕府軍が降伏。版籍奉還。華族制度の創設。
  - 教皇ピウス9世の召集で第1ヴァティカン公会議開催。
  - ネチャーエフ事件。
  - スエズ運河が開通する。
  - アメリカ合衆国で最初の大陸横断鉄道が開通する。

### 1870年代
- 1870年
  - 普仏戦争。

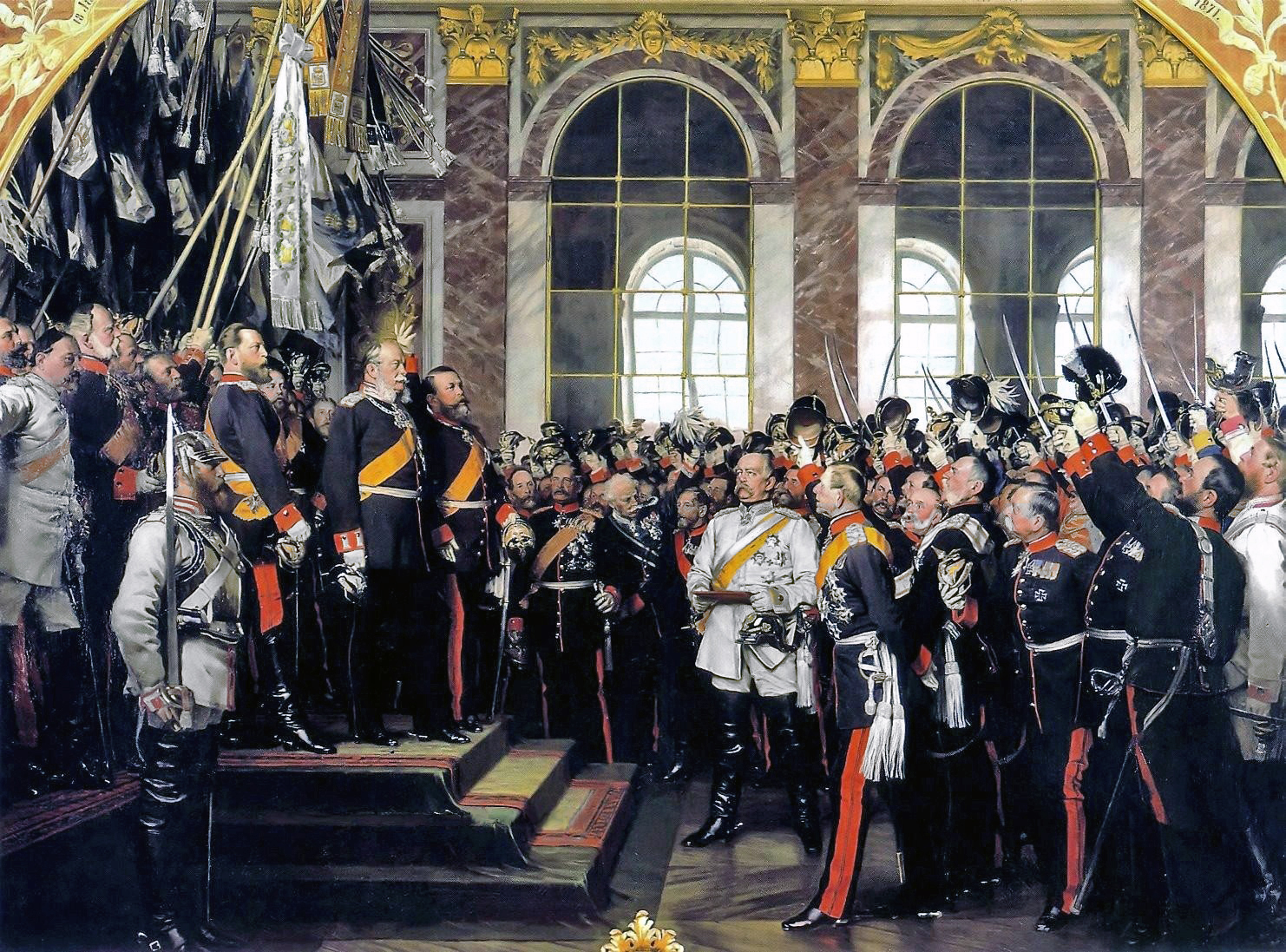
ドイツ帝国の成立。ドイツ皇帝の戴冠式は普仏戦争に敗れたフランスのヴェルサイユ宮殿鏡の間で行われた。画像はアントン・フォン・ヴェルナーによるもの（ビスマルク博物館蔵）。

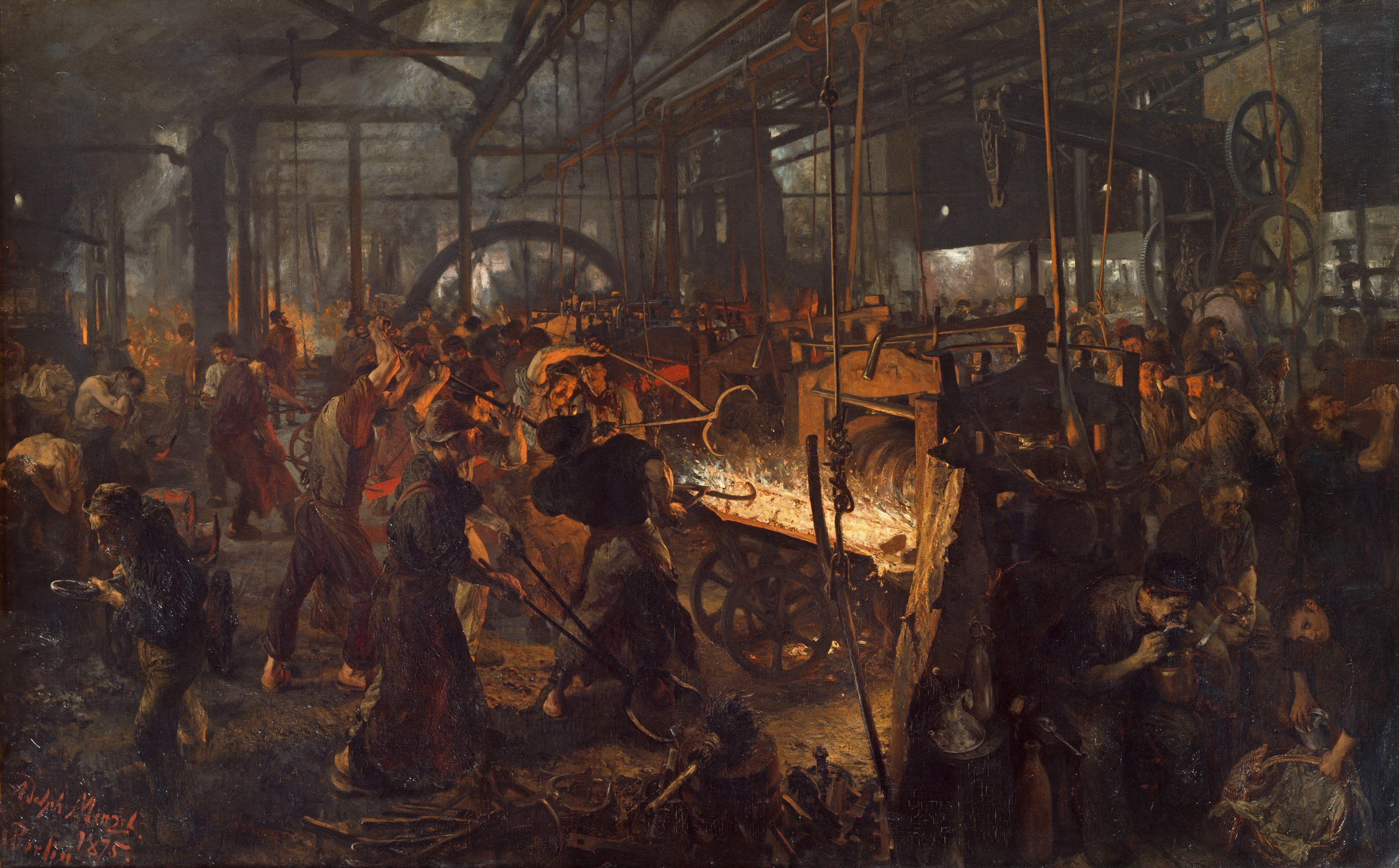
第二次産業革命。科学技術の発展とその組織化により動力に石油・電気が用いられるようになり、工業は大規模なものとなった。特に統一後のドイツの革新が世界を席巻した。画像はドイツ人画家アドルフ・フォン・メンツェルの「鉄圧延機工場」。

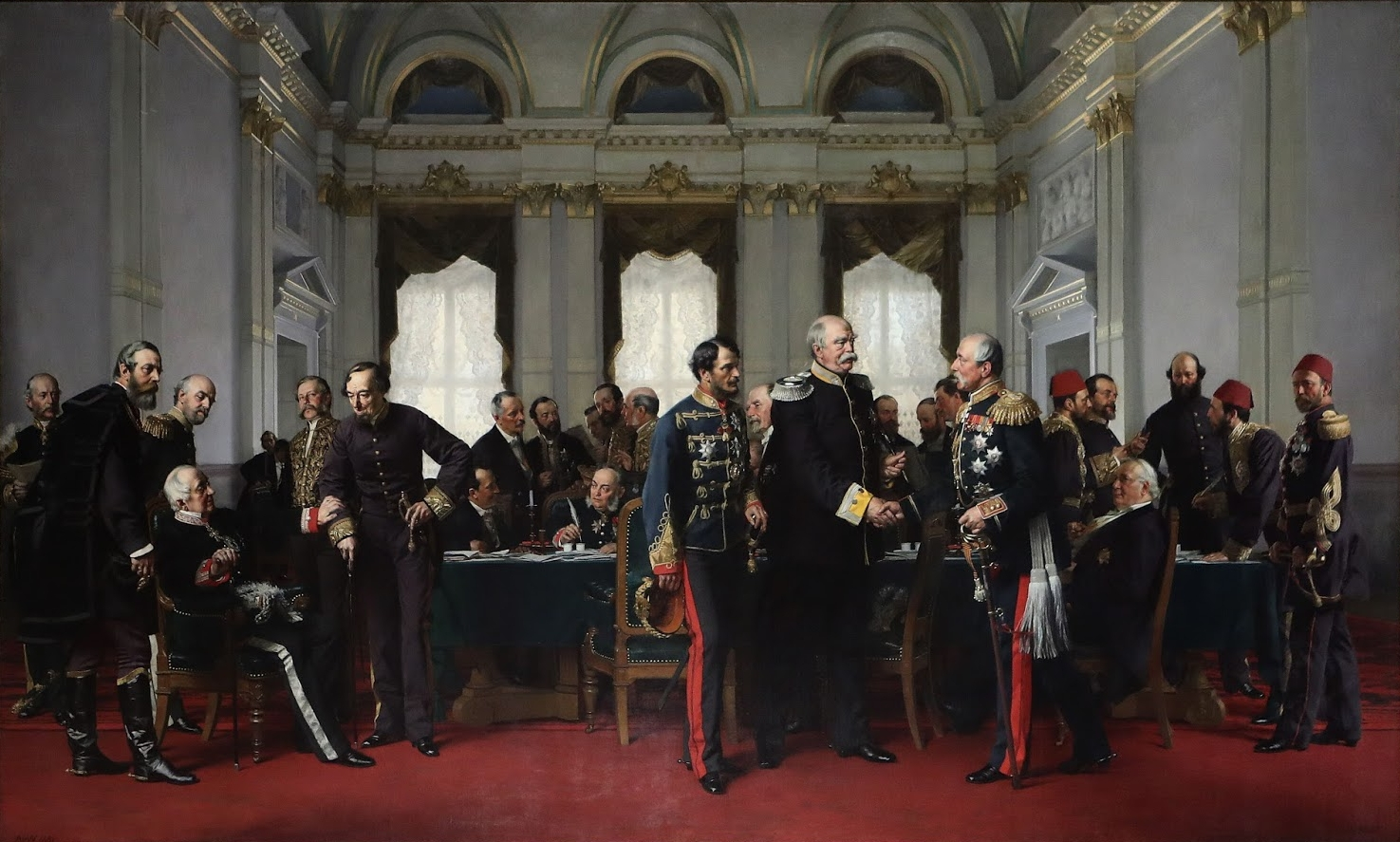
ベルリン会議。露土戦争後のこの会議によって列強諸国による地域分割の原則が確定した。

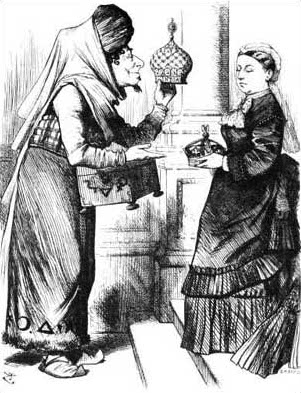
アラジンに扮したディズレーリが、ヴィクトリア女王にイギリスの王冠とインドの皇帝冠を交換するよう迫る様子を描いた風刺画（1876年）。

    - セダンの戦いでナポレオン3世が捕虜となり、フランス第二帝政崩壊。
    - 国防政府が戦争を継続する、フランス第三共和政の成立。

  - イタリア王国による教皇領接収、ローマ遷都。「未回収のイタリア」を除く統一の完成。
  - ニューヨーク市マンハッタンにメトロポリタン美術館が開館。
- 1871年
  - ドイツ帝国成立。
    - 皇帝ヴィルヘルム1世の戴冠式がヴェルサイユ宮殿鏡の間で行われる。
    - フランスの敗北によりアルザス＝ロレーヌの委譲を含むフランクフルト講和条約が結ばれる。

  - パリ・コミューン事件。
  - シカゴ大火。
  - アフリカで行方不明になっていたリヴィングストン博士をスタンリーが発見。
  - 日本で廃藩置県実施。岩倉使節団派遣（ - 1873年）。
- 1872年
  - ドイツでイエズス会の活動が禁止され、ヴァティカンと断交する（文化闘争）。
  - 日本で学制・徴兵令・グレゴリオ暦導入。新橋-横浜を鉄道が開通。
  - 明治5年の銀座大火に伴う銀座煉瓦街の建設。福沢諭吉『学問のすゝめ』初版刊行。
  - イエローストーン国立公園が世界初の国立公園に指定される。
- 1873年
  - 1873年の恐慌「大不況」。
    - ウィーン証券取引所で株価が暴落、恐慌が発生し全世界に広がる（-1896年）。

  - ブダとペシュトが公式に合併しハンガリーの首都ブダペシュト（ブダペスト）が誕生する。
  - ドイツ・オーストリア・ロシアの三帝同盟締結。
  - 国王アマデオ1世退位によりスペイン第一共和政成立。
  - トルコの小アジア・ヒッサリクの丘にてハインリヒ・シュリーマンが「プリアモスの財宝」を発見し古代都市トロイと断定。
  - 西郷隆盛・江藤新平・副島種臣ら征韓論に破れ下野（明治六年政変）。
  - 渋沢栄一らによる株式会社第一国立銀行開業。
  - 日本で「キリシタン禁令」が廃止される。森有礼らによる「明六社」の結成。
- 1874年
  - 万国郵便連合の設置。
  - イギリス東インド会社解散。
  - 日本で板垣退助らにより民選議院設立建白書提出される。佐賀の乱。
- 1875年
  - イギリス首相ディズレーリがスエズ運河を買収。
  - パリのオペラ座が完成する。
  - ゴータ綱領（英語版）に基づきドイツ社会主義労働者党（後のドイツ社会民主党）が結成される。
  - 清の光緒帝が第11代皇帝に即位。
  - マーガリー事件。
  - 樺太・千島交換条約。江華島事件。
- 1876年
  - 大宰相ミドハト・パシャらの起草によるオスマン帝国憲法（ミドハト憲法）を発布。
  - コーカンド・ハン国がロシアに滅ぼされ領土に編入される。
    - 中央アジアでは同じ頃ブハラ・ハン国（1868年）とヒヴァ・ハン国（1873年）がロシアの保護国にされている。

  - インド大飢饉（ - 1878年）。バルーチスターンのカラート藩王国がイギリスの保護国となる。
  - 神風連の乱、秋月の乱、萩の乱。
  - 純血タスマニア・アボリジニの最後の女性トルガニニが死亡し、この種族は絶滅。
  - バイロイト祝祭劇場が完成する（1872年 - ）。
- 1877年
  - 西南戦争。
  - 東京大学が創設される。
  - 露土戦争。
  - イギリス領インド帝国が成立し、ヴィクトリア女王がインド女帝兼任。
    - インド副王（総督）リットンによりデリー・ダルバール（英語版）が開催される。
- 1878年
  - ベルリン会議。
    - ロシア優位のサン・ステファノ条約に代わりドイツ宰相ビスマルクが中心となりベルリン条約を締結。
    - セルビア・モンテネグロ・ルーマニア三国が正式に独立。ブルガリア公国は当初の案より領土を縮小されたが自治を認められる。
    - この会議以後、ヨーロッパ列強が弱小国を分割・植民地化する傾向が強まる（帝国主義の時代）。

  - ドイツで社会主義者鎮圧法を制定。
  - 紀尾井坂の変。竹橋事件。
- 1879年
  - ズールー戦争の勝利でイギリスがズールー王国を保護国化。
  - チリ対ペルー・ボリビアで太平洋戦争が起こる。
  - ローマ教皇レオ13世の回勅「エテルニ・パトリス」により新トマス主義の動きが高まる。
  - スウェーデン人アドルフ・エリク・ノルデンショルドが北東航路通行に成功し横浜に来航。
  - アメリカ元大統領ユリシーズ・グラントの日本訪問。
  - 日本の琉球併合（琉球処分）。

### 1880年代
- 1880年

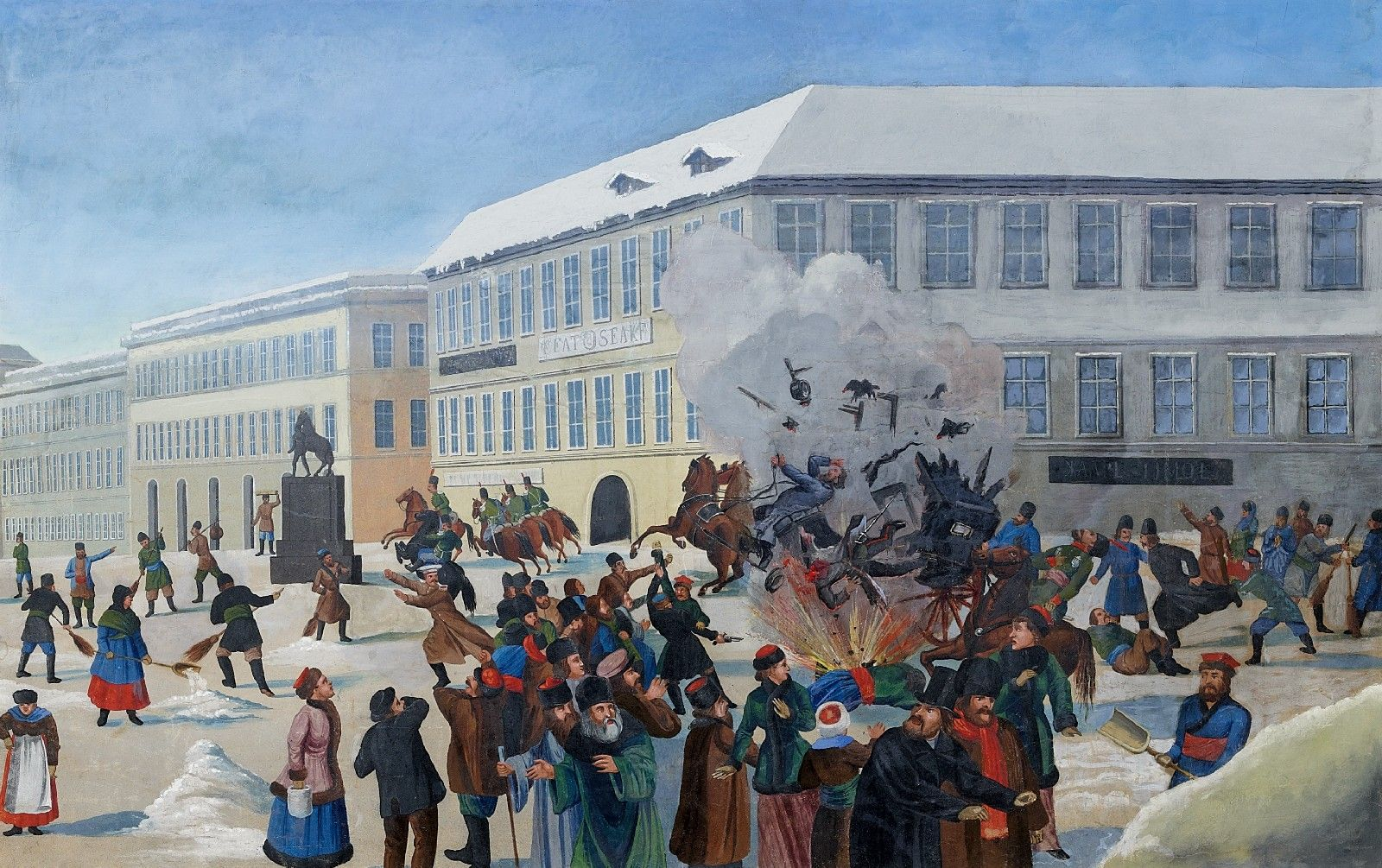
皇帝アレクサンドル2世の暗殺。農奴解放令を始めとする大改革に取り組んだアレクサンドル2世ではあったが、現状に不満を持つ急進派の標的とされあえなく絶命した。画像はサンクトペテルブルクでの爆発による皇帝暗殺の様子を描いたもの。

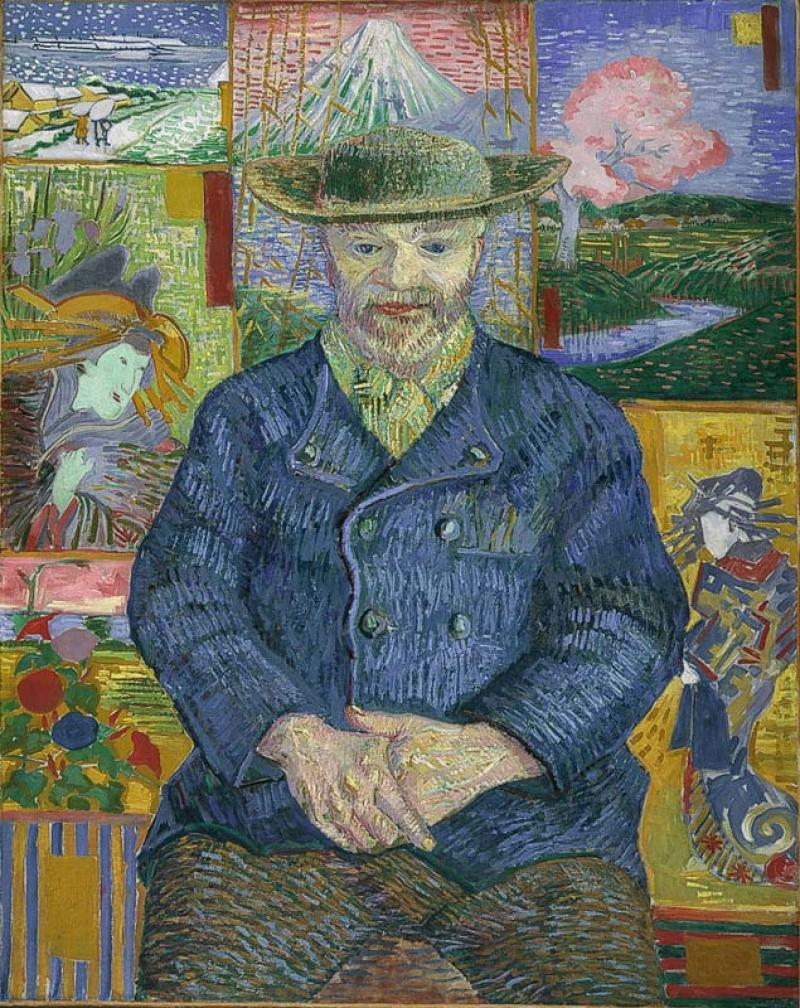
世界に広がる浮世絵。浮世絵はヨーロッパ諸国のジャポニズム（日本趣味）に影響を与えた。画像は1887年に描かれたフィンセント・ファン・ゴッホの「タンギー爺さん」。

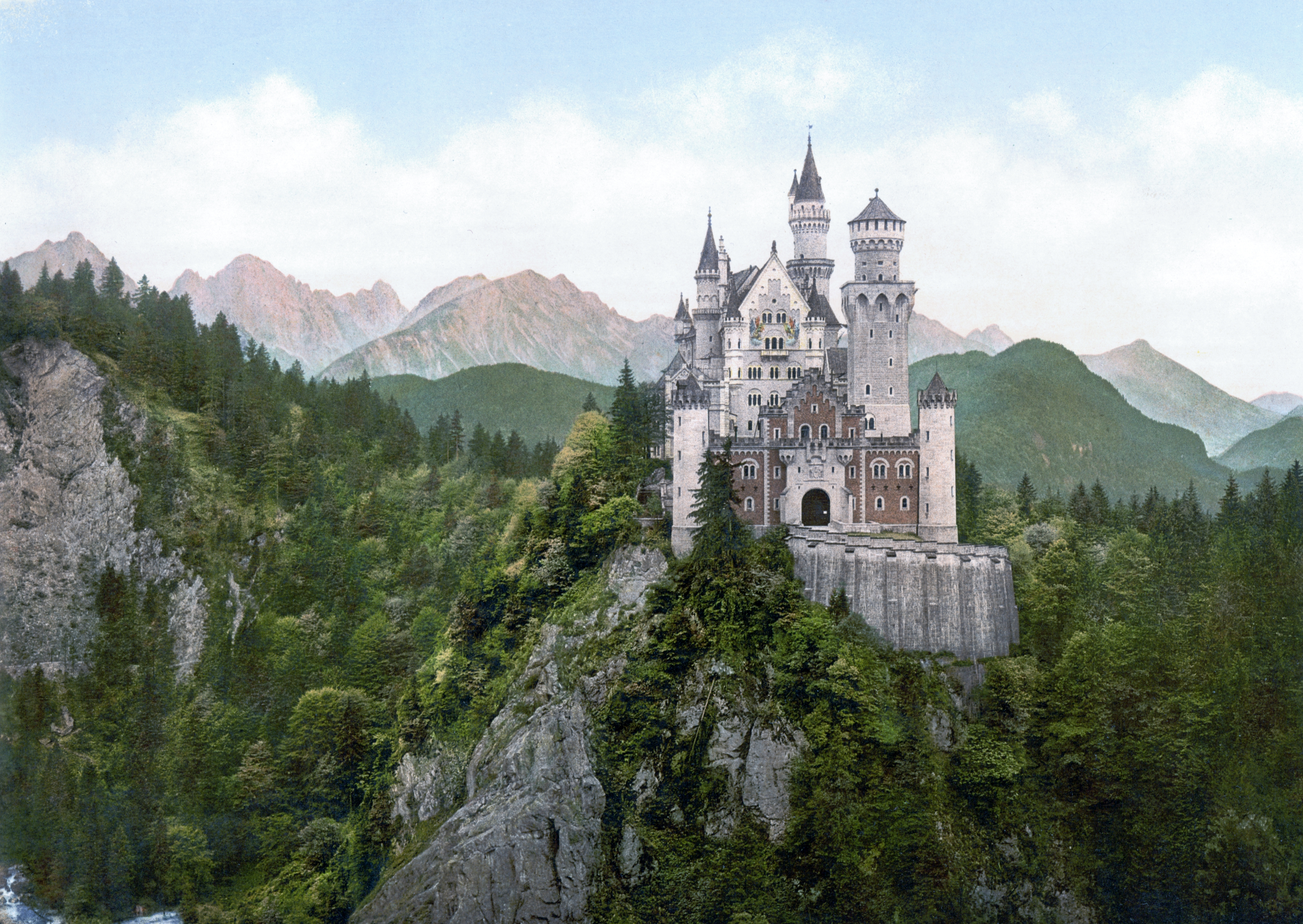
ノイシュヴァンシュタイン城。プロイセンによるドイツ統一に屈服したバイエルン国王ルートヴィヒ2世による城。中世の君侯に憧れ次第に精神を病んでいった王の夢の城とされている。画像は1890年代の城の写真。

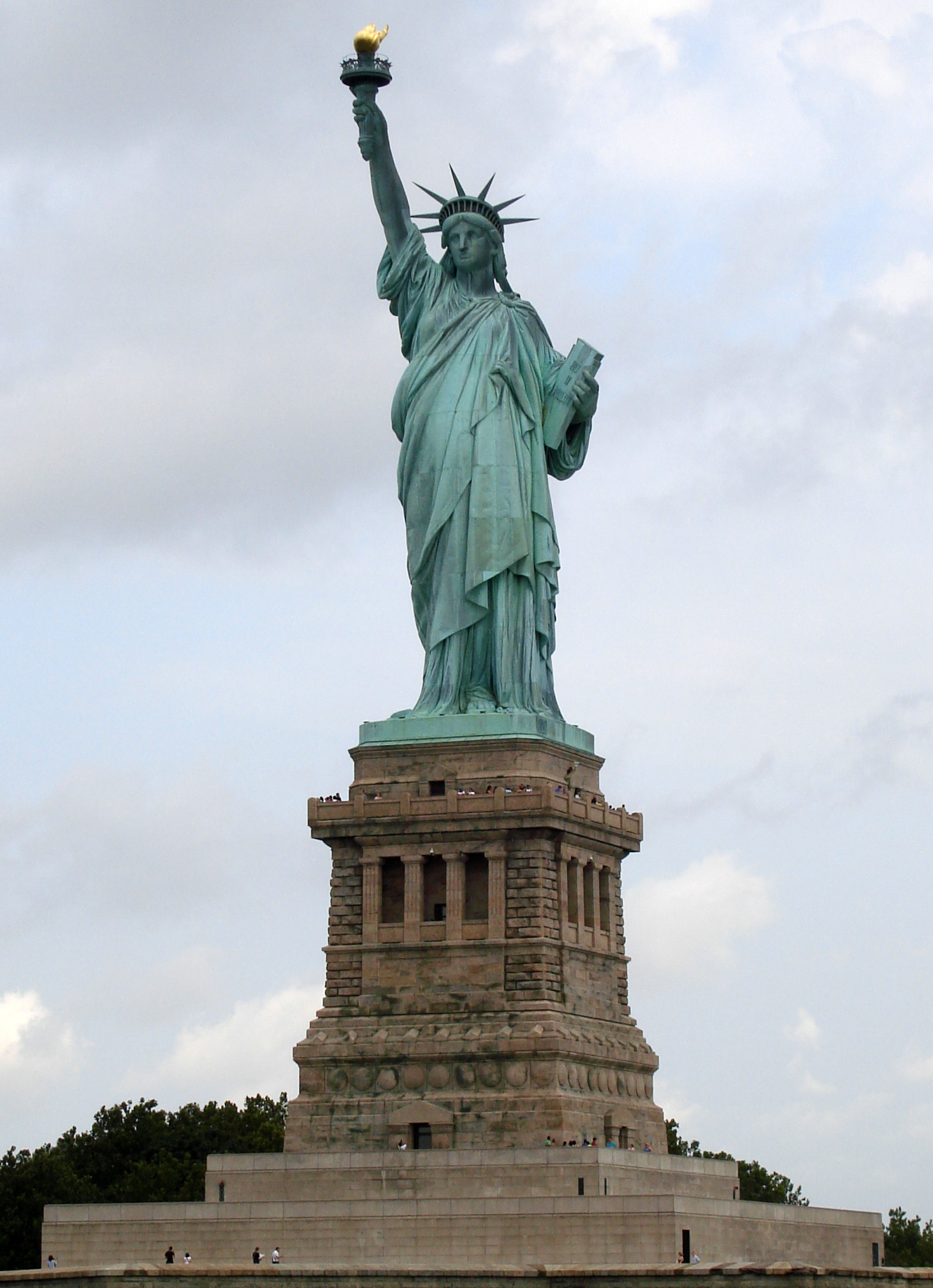
ニューヨークの自由の女神。アメリカ独立100周年を祝ってフランスからアメリカ合衆国に贈られた女神像。19世紀末までにはアメリカ合衆国は世界最大の工業国となり、新天地を求めた多くの移民がこの女神像を眺めつつ入国していった。

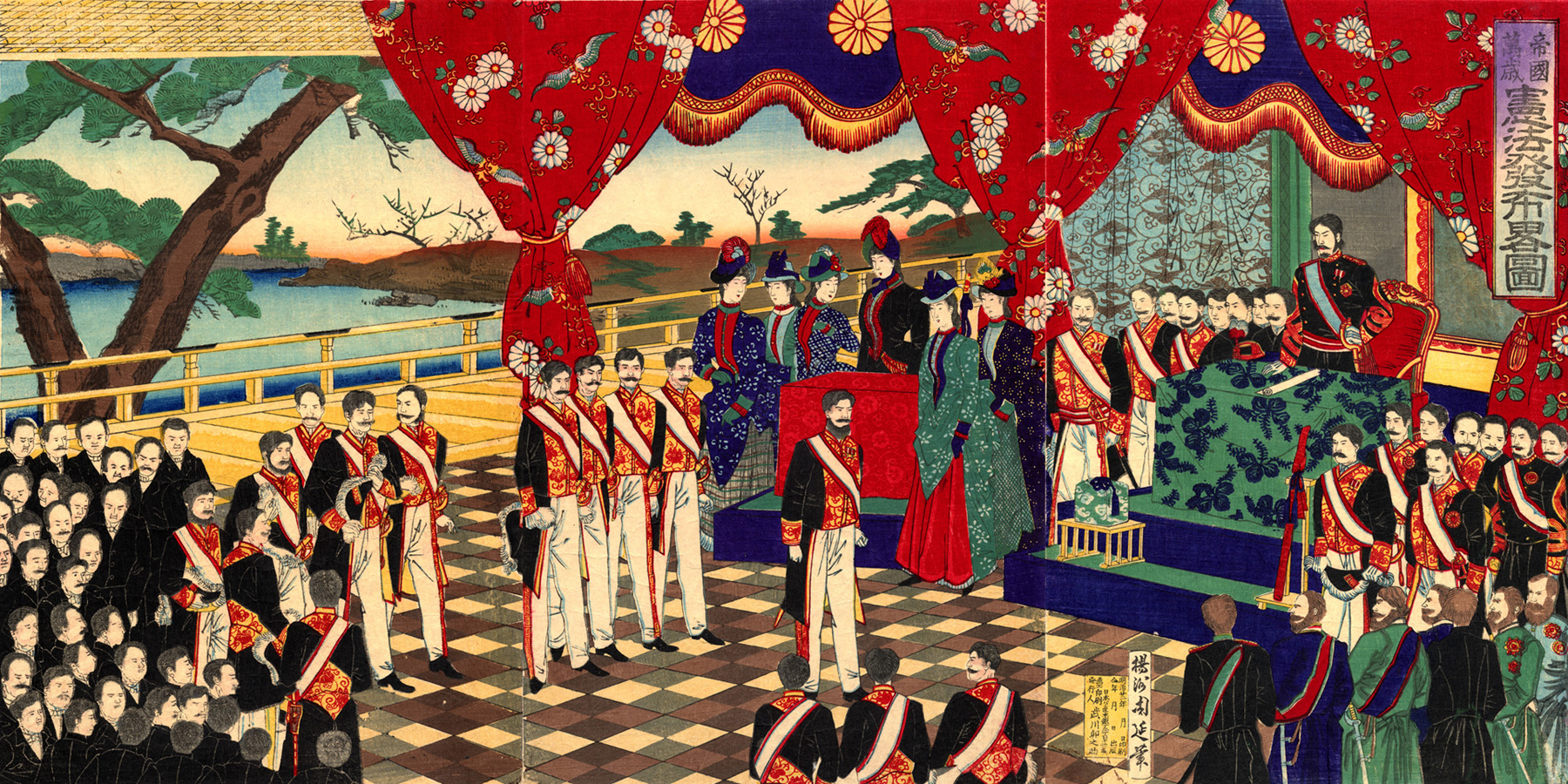
大日本帝国憲法の発布。「憲法発布略図」楊洲周延画。

  - ドイツのケルン大聖堂が完成（1248年 - ）。
  - 日本で国会期成同盟結成。
  - 第二次アフガン戦争。
- 1881年
  - 明治十四年の政変。
    - 開拓使官有物払下げ事件、大隈重信の追放。
    - 国会開設の勅諭、自由党結成。
    - 松方正義の大蔵卿就任（松方デフレ）。

  - ロンドン自然史博物館が開館する。
  - ロシア皇帝アレクサンドル2世が暗殺される。ユダヤ人に対するロシア各地でのポグロム（英語版）が発生する。
  - ムハレム勅令により、オスマン債務管理局が設置される。
- 1882年
  - 日本銀行創立。立憲改進党の結成。岐阜事件。
  - ドイツ・オーストリア・イタリアの三国同盟締結。
  - ロックフェラーのスタンダード石油がトラストを形成しアメリカ石油業界を独占する。
  - ウラービー革命にイギリスが介入。アレクサンドリアが砲撃され、エジプトはイギリスの保護国となる。
- 1883年
  - 鹿鳴館が設置される。
  - オリエント急行（パリ－イスタンブール）開通。
  - インドネシアのクラカタウが大噴火。
  - ニューヨークのブルックリン橋が完成する。
  - フリードリヒ・ニーチェ『ツァラトゥストラはこう語った』第一部刊行。
- 1884年
  - 清仏戦争（-1885年）。
  - 群馬事件、加波山事件、秩父事件、自由党の解党。
  - ベルリン・コンゴ会議（ベルリン・西アフリカ会議）（-1885年）によりアフリカ分割の原則が定まる。
  - イギリスとドイツでのニューギニア島の分割が完了する
- 1885年
  - 日本で内閣制度発足、伊藤博文初代総理大臣就任（12月）。
  - イギリス領インド帝国のボンベイで第1回インド国民会議が開催される。
  - ブルガリア公国が東ルメリ自治州を併合。
  - マフディーの反乱でハルツームのゴードンらが虐殺される。
  - ベルギー王の私領であるコンゴ自由国が成立する。
- 1886年
  - バイエルン国王ルートヴィヒ2世が廃位され怪死を遂げる。
  - フランスでブーランジェが陸相となる（ブーランジェ事件　- 1889年）。
  - イギリスでジョゼフ・チェンバレンが自由統一党を結成。
  - アメリカのニューヨークの自由の女神像の除幕式。
  - ジョージア州アトランタでコカコーラ発売。
  - ノルマントン号事件。
- 1887年
  - フランス領インドシナの成立（ - 1954年）。
  - 独露再保障条約締結。地中海協定（英語版）締結。
  - ハワイ国王カラカウアが「銃剣憲法（英語版）（ベイオネット憲法）」に署名する。
- 1888年
  - 日本で枢密院設置、市町村制公布、明治宮殿の竣工。磐梯山噴火。
  - ロンドンで切り裂きジャック事件起こる。
  - 雑誌『ナショナル ジオグラフィック』の刊行。
- 1889年
  - 大日本帝国憲法発布（2月11日）、市町村制施行。大隈重信遭難事件。
  - 第4回パリ万国博覧会開催。エッフェル塔の完成。
  - パリにて第二インターナショナルが結成される（ - 1914年）。
  - オーストリア皇太子ルドルフ謎の情死（マイヤーリンク事件）。
  - ブラジル皇帝ペドロ2世廃位、ブラジルは共和政となる。

### 1890年代
- 1890年

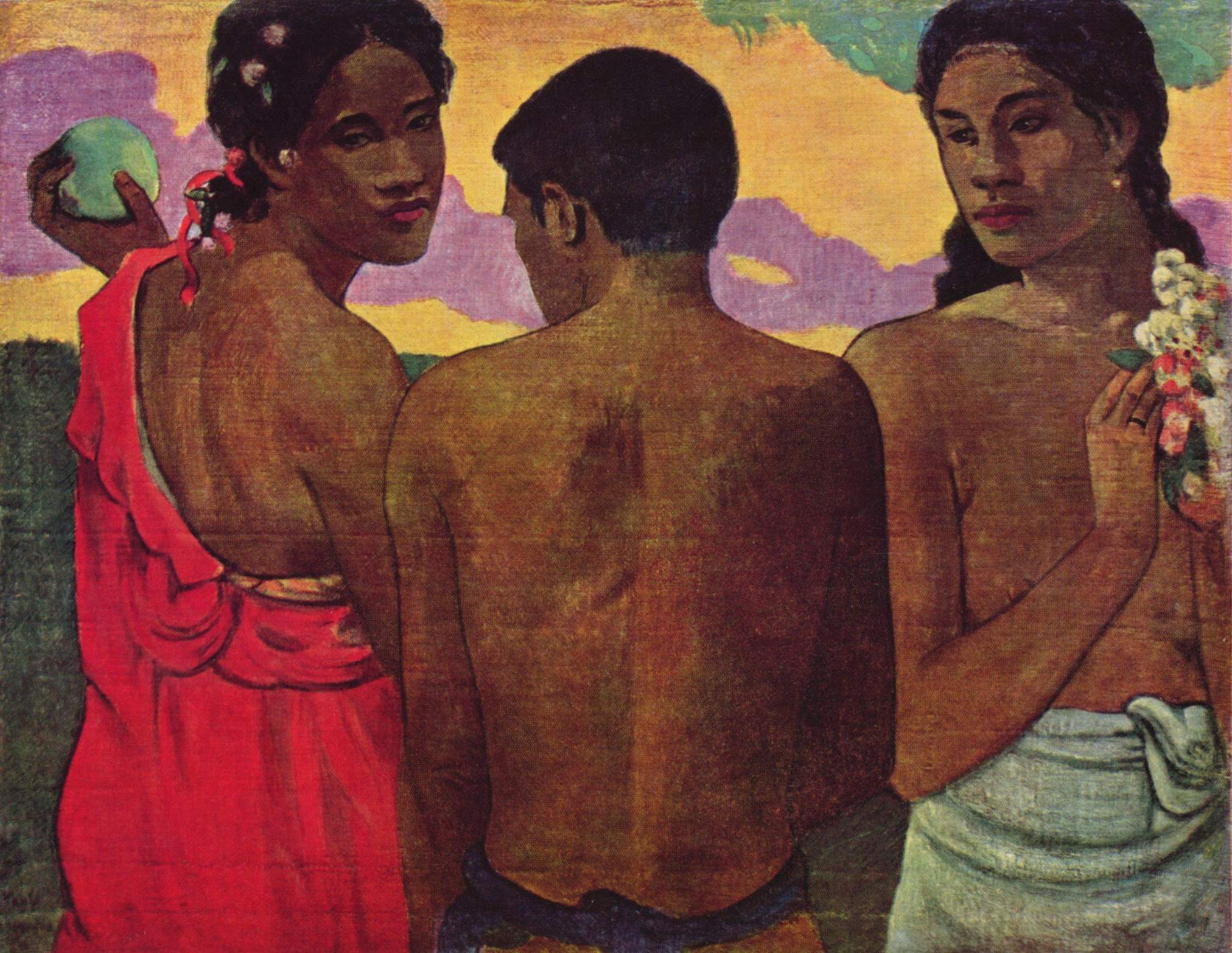
ゴーギャンとタヒチ。フランスのポスト印象主義の画家ゴーギャンは新天地を求めタヒチへ旅立った。タヒチは必ずしも楽園とばかりは言えずゴーギャンは無理解と貧困に苦しめられたがその画業は深められた。画像は「三人のタヒチ人」（スコットランド国立博物館蔵）。

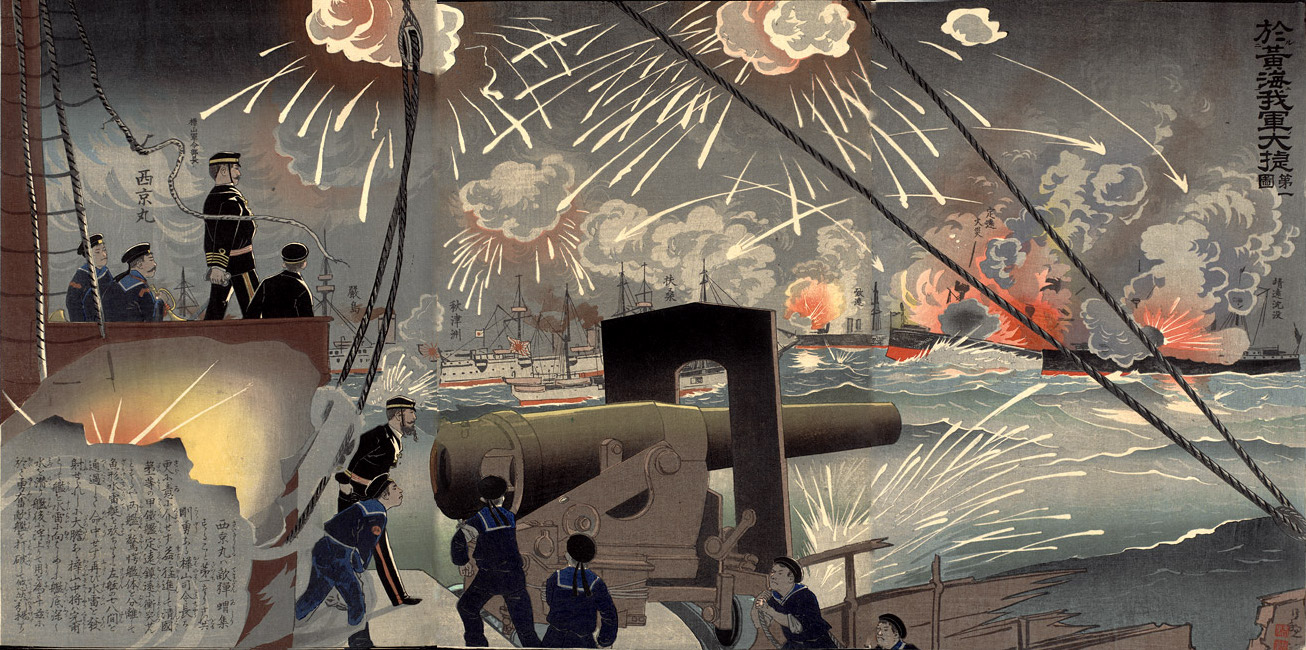
日清戦争。日本の勝利と清の敗北により東アジアの冊封体制は崩壊することになる。画像は小林清親の「於黄海我軍大捷 第一図」。

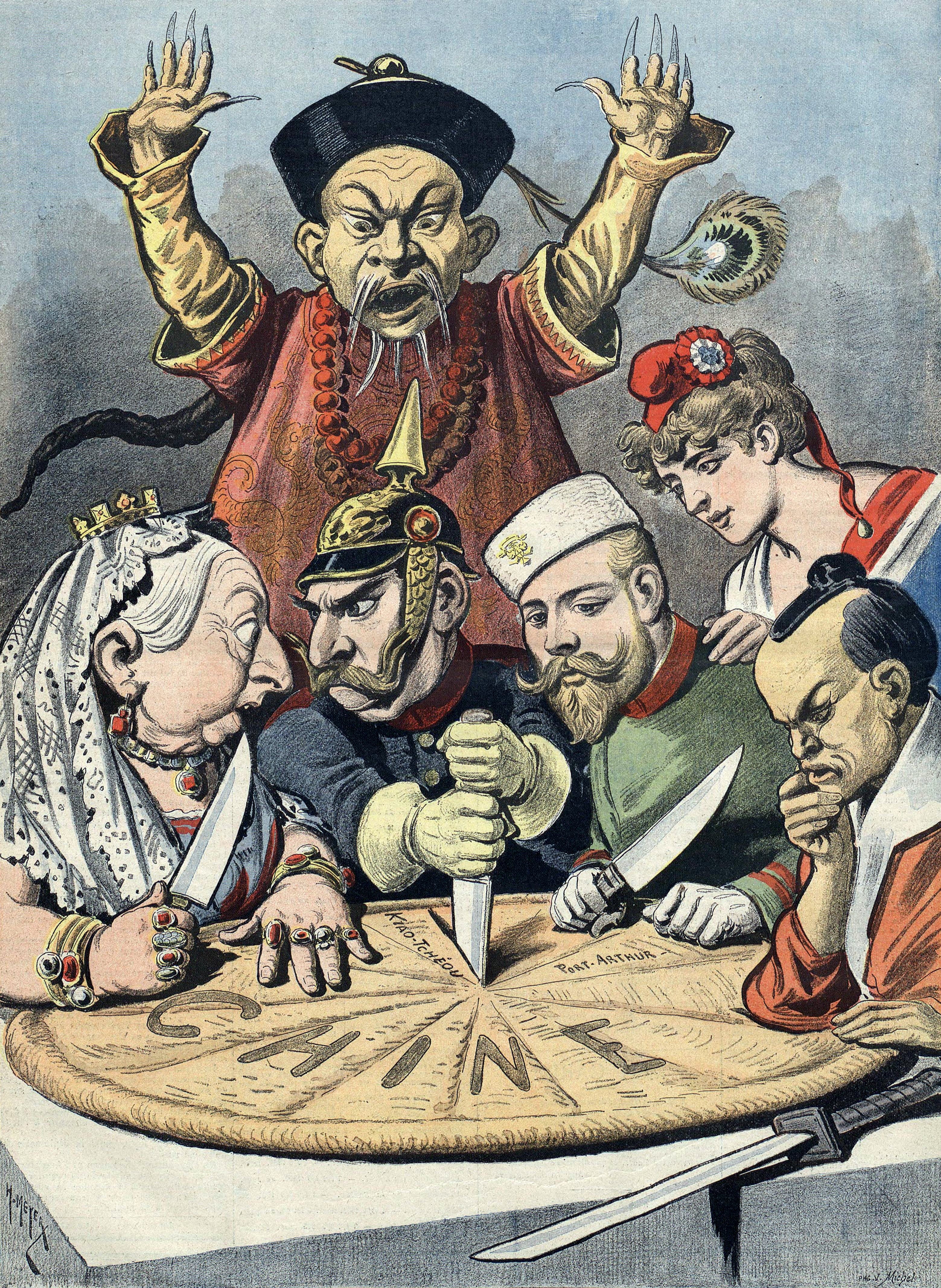
中国分割に乗り出した列強諸国の諷刺画。

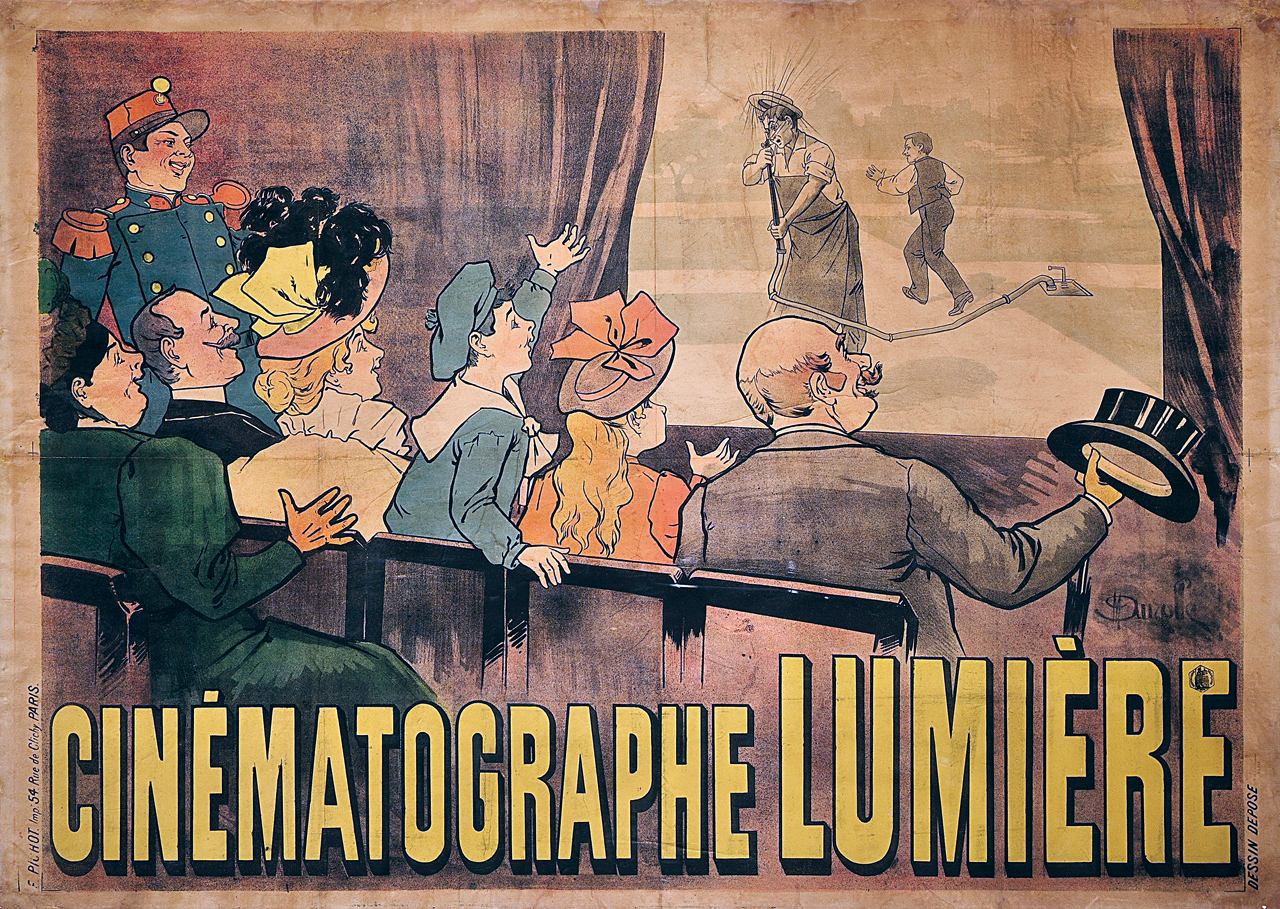
映画の誕生。フランス人のリュミエール兄弟によるこの発明はメディアの可能性を一挙に広げるものとなった。

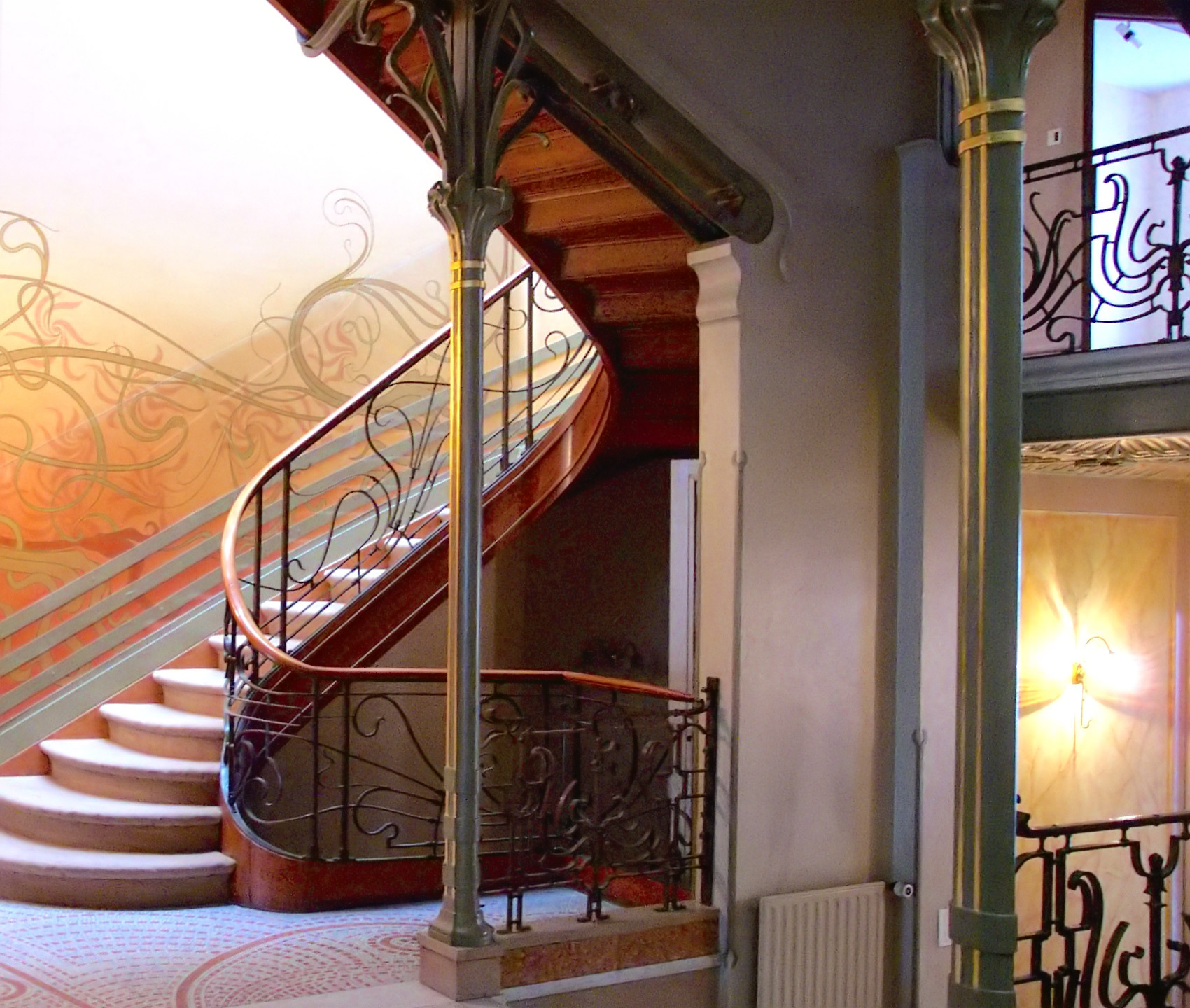
アール・ヌーヴォー様式。世紀末には曲線を利用したフランス語で「新しい芸術」を意味するアール・ヌーヴォーが各地に拡がった。画像はヴィクトール・オルタの設計によるベルギー・ブリュッセルのタッセル邸の内部。

  - 日本で第1回総選挙、第1回帝国議会、足尾鉱毒事件、凌雲閣（浅草十二階）の竣工。
  - エルトゥールル号遭難事件。
  - 劇作家アントン・チェーホフがロシア帝国領サハリン島（樺太）を来訪。
  - ドイツ首相ビスマルクの引退、ドイツ皇帝ヴィルヘルム2世の親政始まる。
  - ウンデット・ニーの虐殺。アメリカ合衆国の国勢調査局が「フロンティアの消滅」を宣言。
  - セシル・ローズがケープ植民相となり、ローデシア（現ザンビア・ジンバブエ）を併合。
  - ヘルゴランド＝ザンジバル条約。
- 1891年
  - 教皇レオ13世の回勅「レールム・ノヴァールム」。
  - ロシアでシベリア鉄道起工。
  - イランでタバコ・ボイコット運動。
  - 大津事件でロシアのニコライ皇太子負傷。神田駿河台の東京復活大聖堂（ニコライ堂）の竣工。
- 1892年
  - アメリカ合衆国西部でジョンソン郡戦争。
  - クーベルタン男爵がオリンピックの復活を提唱。
- 1893年
  - 女王リリウオカラニが廃位されハワイ王国滅亡（ハワイ革命）。
  - パナマ運河疑獄でレセップスらが有罪判決を受ける。
  - 初の婦人参政権がニュージーランドで成立。
- 1894年
  - 日英通商航海条約の調印（条約改正による治外法権の撤廃）。
  - 日清戦争（ - 1895年）。
  - 露仏同盟締結。
  - フランスでドレフュス事件。
  - フランス大統領カルノーが暗殺される。
  - ロンドンのテムズ川にかかるタワーブリッジが完成する。
- 1895年
  - 日本と清が下関条約締結。
    - 台湾・澎湖諸島が日本領となり、朝鮮が独立国となる。
    - 日本の遼東半島領有に反対する三国干渉を招く。

  - 西太后の隠居所である頤和園が完成する（1884年 - ）。
  - フランス人リュミエール兄弟により映画が始まる。
  - キール運河（北海バルト海運河）が開通する。
- 1896年
  - 明治三陸大津波（6月15日・M6.8）。
  - ロシアでホドゥインカの惨劇（英語版）。
  - アテネ五輪開催（第1回夏季オリンピック大会）。
  - アドワの戦いにてイタリア軍がエチオピア軍に大敗北。エチオピアは独立を死守する。
  - フランスがマダガスカル島のメリナ王国を滅ぼし、翌年には植民地化を宣言。
  - イランの君主ナーセロッディーン・シャーが暗殺される。
- 1897年
  - スイスのバーゼルにて第一回シオニスト会議が開かれる。
  - 朝鮮が国号を大韓帝国と改称する。
  - 宮城沖地震（2月20日・M7.9）。京都大学が創設される。
  - 外交官虐殺事件を契機にイギリスの侵攻を受け、ベニン王国が滅ぼされる。
- 1898年
  - フランスの作家ゾラが「我弾劾す」の公開状を発表する。
  - オーストリア皇后エリーザベトが暗殺される。
  - 米西戦争。パリ条約でアメリカ合衆国はフィリピン・グァム島・プエルトリコを獲得。
  - ファショダ事件。
  - 清で変法派である康有為・梁啓超らの戊戌の変法が行われる。
    - 西太后ら保守派の戊戌の政変で倒される（百日維新）。

  - 明治民法施行。
- 1899年
  - 第1回万国平和会議がロシア皇帝ニコライ2世の提唱でオランダのハーグで開催される。
  - 第二次ボーア戦争。
  - ドイツとアメリカ合衆国でのサモア分割が完了する。
  - フィリピン第一共和政が成立し、米比戦争が勃発する。
  - ラオス編入によるフランス領インドシナ連邦の成立。
  - ドイツ人ロベルト・コルデヴァイ（英語版）らによるバビロン遺跡の発掘が始まる。

### 1900年代
- 1900年
  - 清で義和団の乱。
    - 清の西太后政府が義和団に与し、列強八カ国に宣戦布告。
    - 北京は八カ国連合軍に占領され、西太后らは西安に蒙塵する。

  - 敦煌莫高窟にて道士王円籙が古写本・画巻を含む大量の敦煌文献を発見する。
  - スウェーデン人スヴェン・ヘディンが楼蘭遺跡を発見する。
  - イタリア国王ウンベルト1世が暗殺される。
  - 1900年のパリ万国博覧会。
    - グラン・パレとプティ・パレが建設され、アレクサンドル3世橋が架けられる。オルセー駅（現オルセー美術館）の設置。

  - カール・ラントシュタイナーがABO式血液型を発見（翌年論文発表[注 1]）。
  - マックス・プランクがエネルギー量子仮説を提唱、量子論の創始。
  - フロイト『夢判断』刊行。
  - 新渡戸稲造『武士道』刊行。

## 文化

### 文学
- ロマン主義文学
- 自然主義文学・写実主義文学
- サイエンス・フィクションの成立
- 推理小説の成立

### 音楽

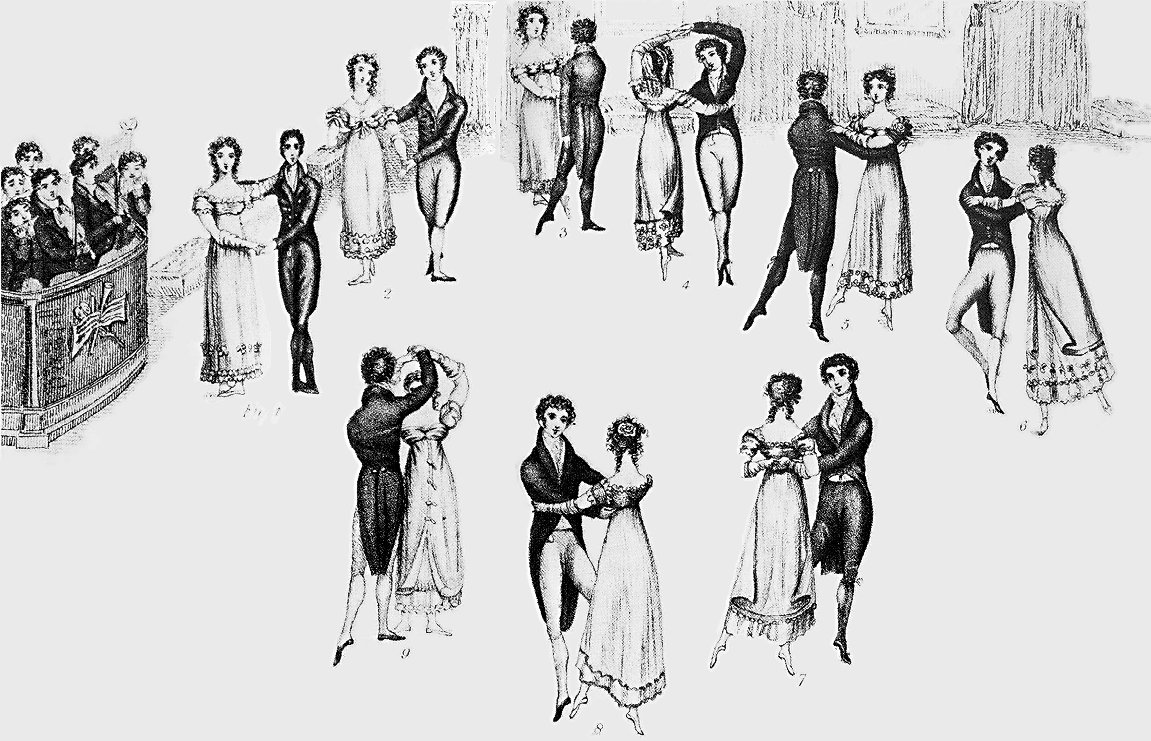
ワルツを踊る人々

- 前世紀に引き続いてベートーヴェンが活躍し、さらにはロッシーニやシューベルト、メンデルスゾーンやシューマン、ショパン、ヴェルディ、チャイコフスキーが登場するなど、ロマン派音楽が花開いた時代であった。ワーグナー派とブラームス派の激しい対立が起こったが、いずれもロマン派音楽に属する。
- 「会議は踊る、されど進まず」のウィーン会議を経て、ヨーロッパ中にウィンナ・ワルツ（これもロマン派音楽に属する）が広まったことから、19世紀は「ワルツの世紀」とも呼ばれる。ウィーンではヨーゼフ・ランナーとヨハン・シュトラウス1世が「ワルツ合戦」と呼ばれる熾烈な競争を繰り広げた。やがて「ワルツ王」ヨハン・シュトラウス2世がウィーンに、ワルトトイフェルがフランスに現れる。世紀末の1899年にシュトラウス2世が没し、同年にワルトトイフェルも引退して「ワルツの世紀」は事実上の終焉を迎えた。

### 思想
- ロマン主義
- 社会主義運動
- 進化論
- 功利主義
- 実存主義
- 分析哲学
- 精神分析
- プラグマティズム
- 世紀末思想

### 科学
- 19世紀は制度としての科学が確立し、「科学の世紀」とも呼ばれる。科学が自然哲学から分離し、技術への応用が進展した。
- 物理学 - 古典物理学の体系化が進展し、電気、磁気、光、熱、重力など様々な現象を統一的に説明する理論へ発展した。
  - 熱力学
  - 電磁気学
  - 近代原子論、原子物理学の確立
- 化学 - 物理学により化学反応の中心原理となる原子と電子の相互作用が解明され、化学合成がはじまる。
  - 化学量論
  - 有機化学の確立
- 生物学 - このころまでの生物学は博物学的側面が強かったが、生化学、進化論の確立により、大きなパラダイムシフトが発生した。
  - 進化論の確立、生態学の誕生
  - 細胞説の確立
  - 生化学
  - 微生物学 - 自然発生説の否定
- 天文学
  - 天体物理学
  - 分光法
- 数学
  - 非ユークリッド幾何学
  - 集合論

### 技術
- 写真、映画
- 蓄音機
- 蒸気機関の発達。トラクションエンジン、乗合バスの登場と普及。
- 蒸気船、装甲艦の発達
- 飛行船
- 木材パルプからの紙の大量生産。輪転機、鋳植機の登場により、大量の印刷物の発行が可能になり、マスメディア時代が幕を開けた。
- 歯車式計算機、タビュレーティングマシン
- 万国博覧会
- 鉄道の敷設がはじまる。19世紀後半には敷設ラッシュに。
- 電気技術の発達。電信機、電話機、モーター、発電機、配電設備、白熱電球の発明。電車の登場。
- 内燃機関の発明。ガソリンエンジン駆動の自動車が発明される。
- 化学合成のはじまり。合成染料、合成繊維の発明。アスピリンの合成。

## 人物

### ヨーロッパ

#### 政治家・王族

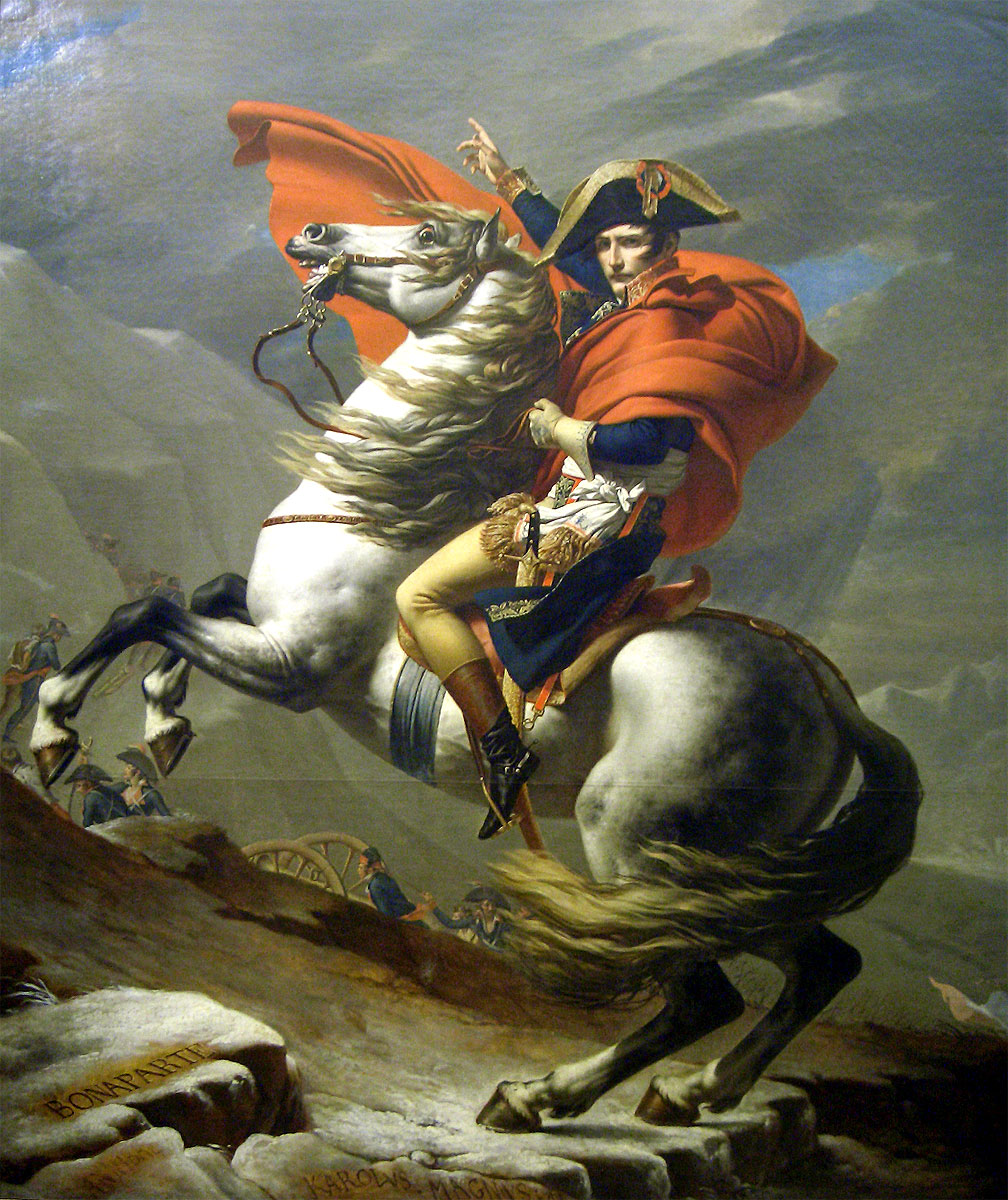
ナポレオン・ボナパルト。画像はダヴィッド「アルプス越えのナポレオン」。

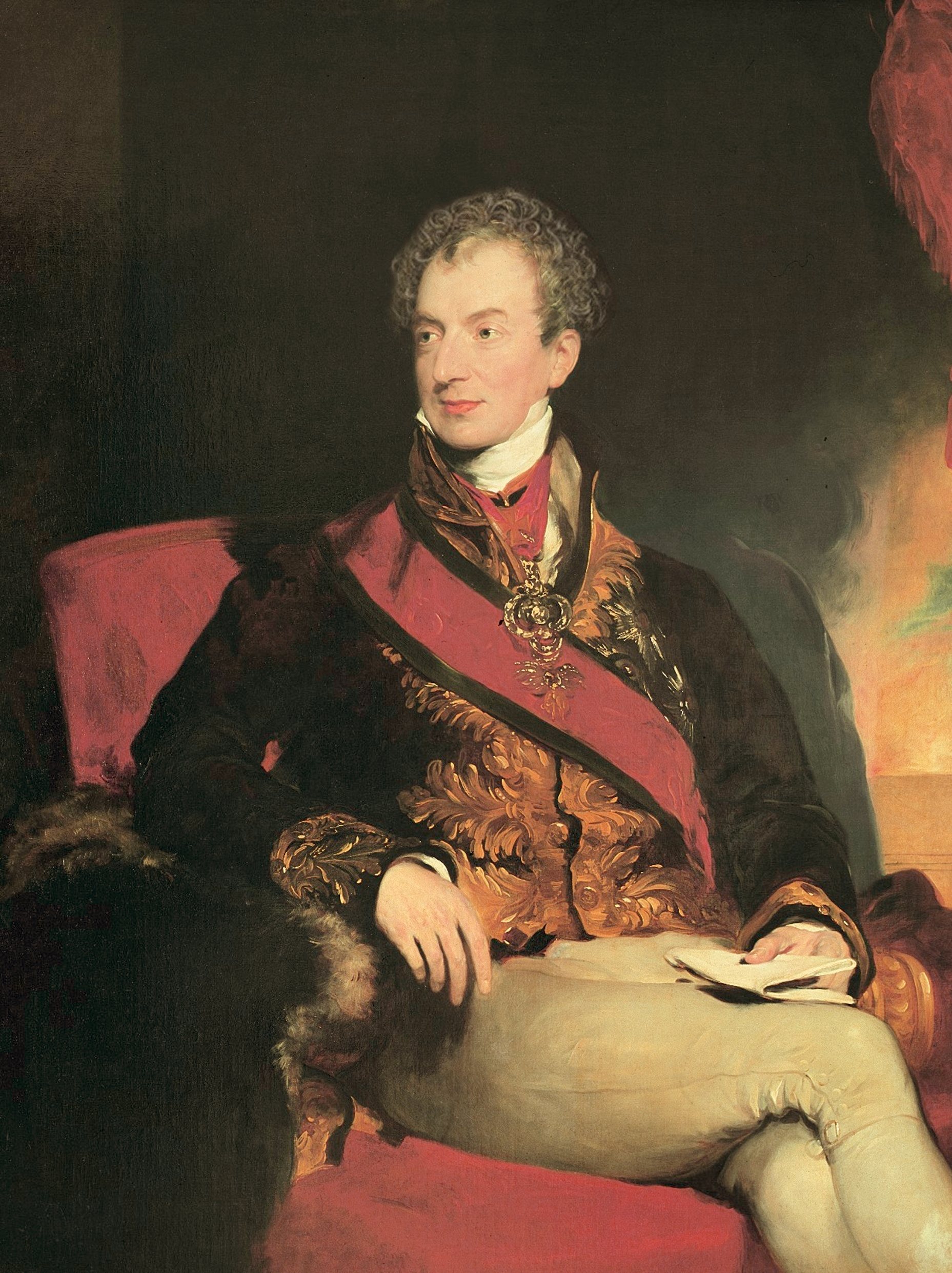
ウイーン体制の立役者であるオーストリア宰相メッテルニヒ。

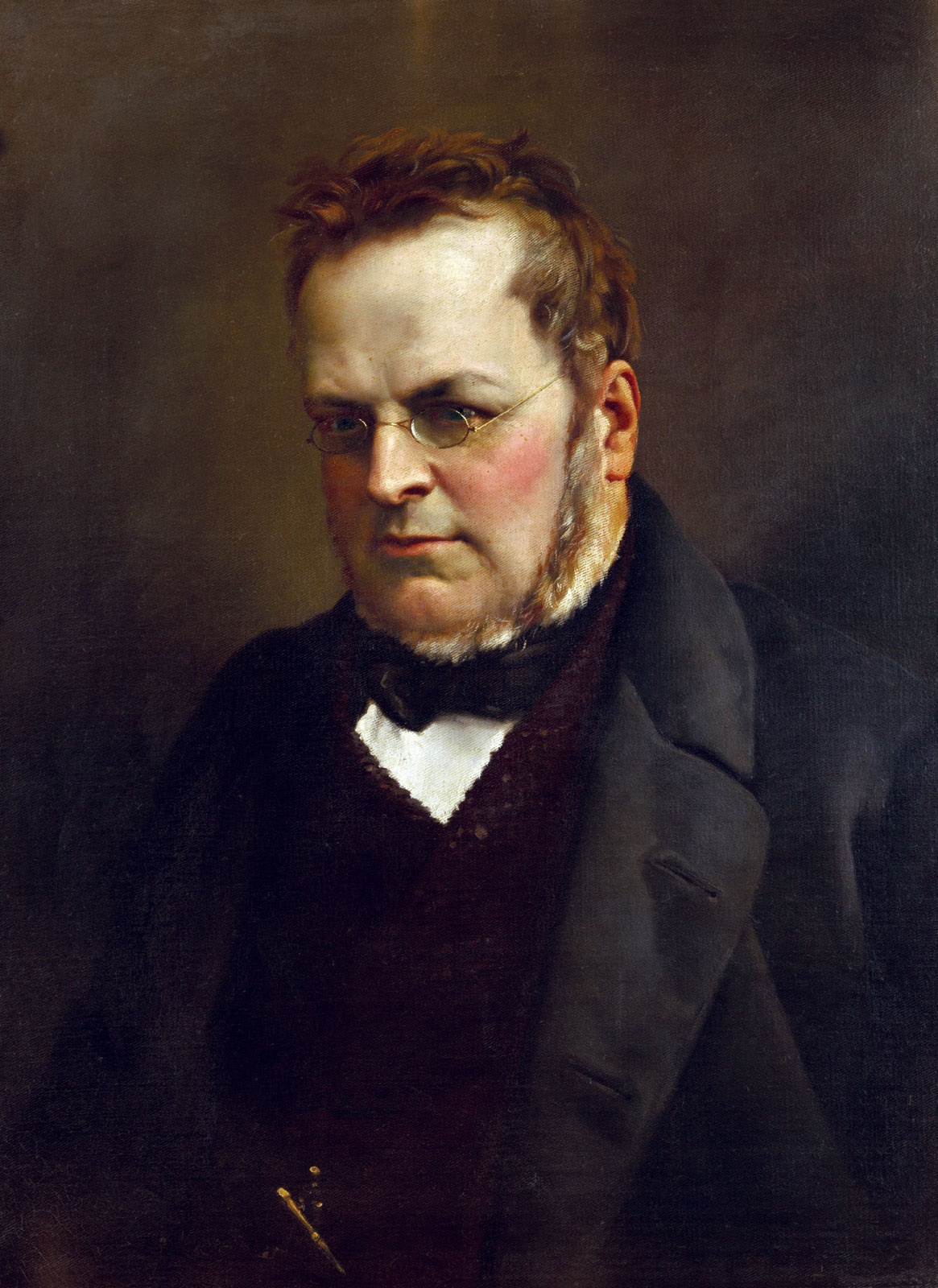
サルデーニャを中心としたイタリア統一を果たした宰相カヴール。

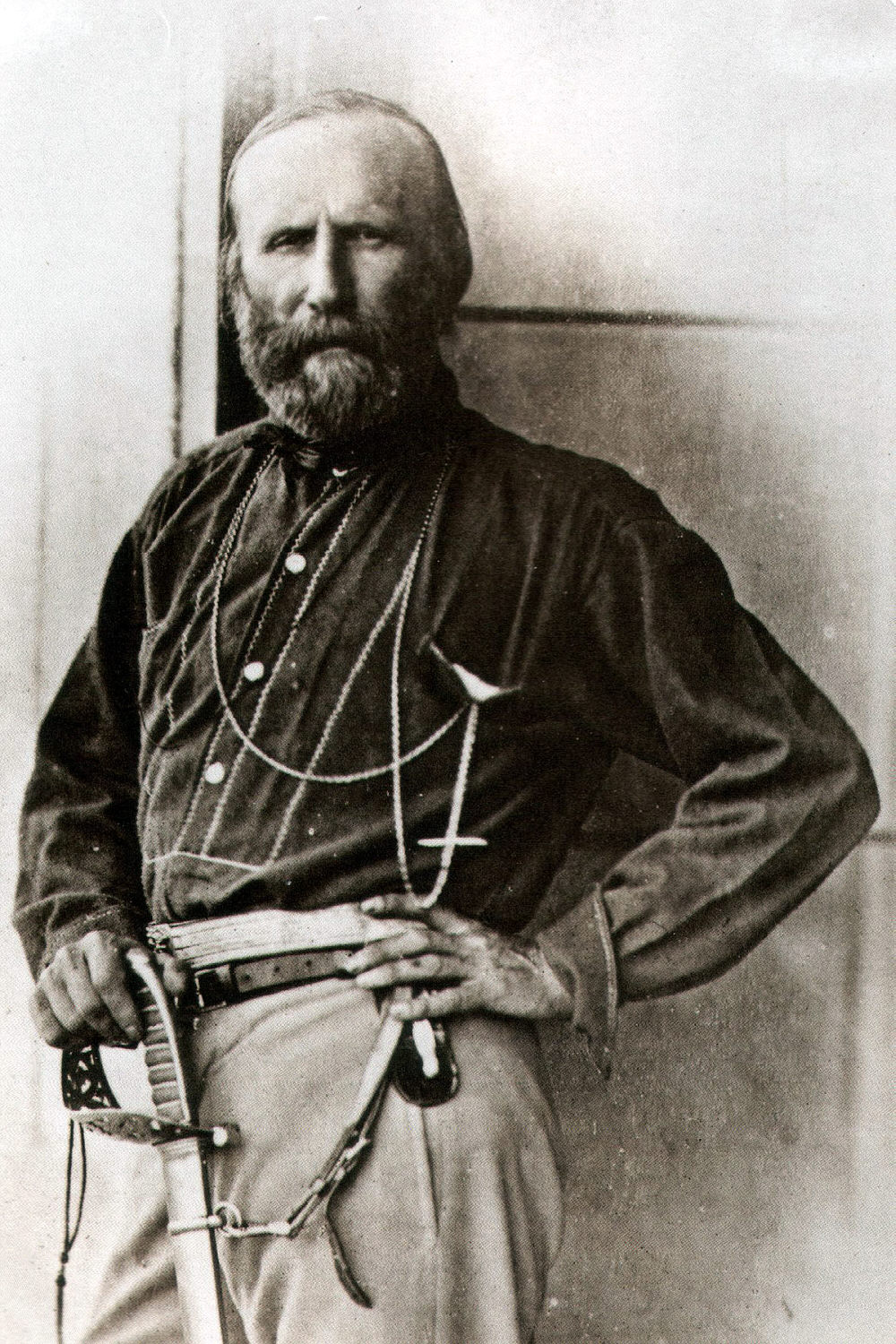
イタリア独立戦争で両シチリア王国を屈服させたジュゼッペ・ガリバルディ。

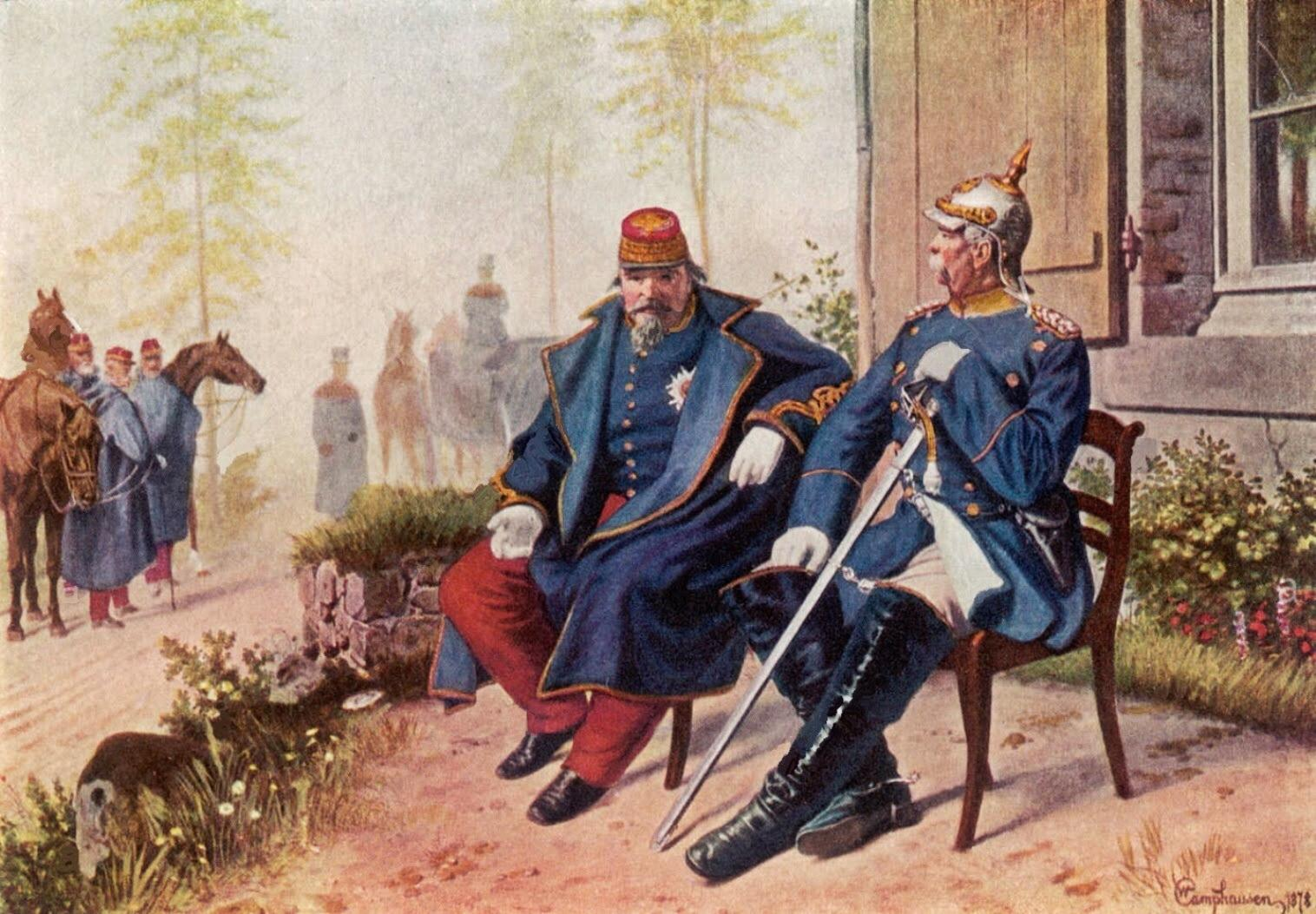
ナポレオン3世(左)とビスマルク(右)。

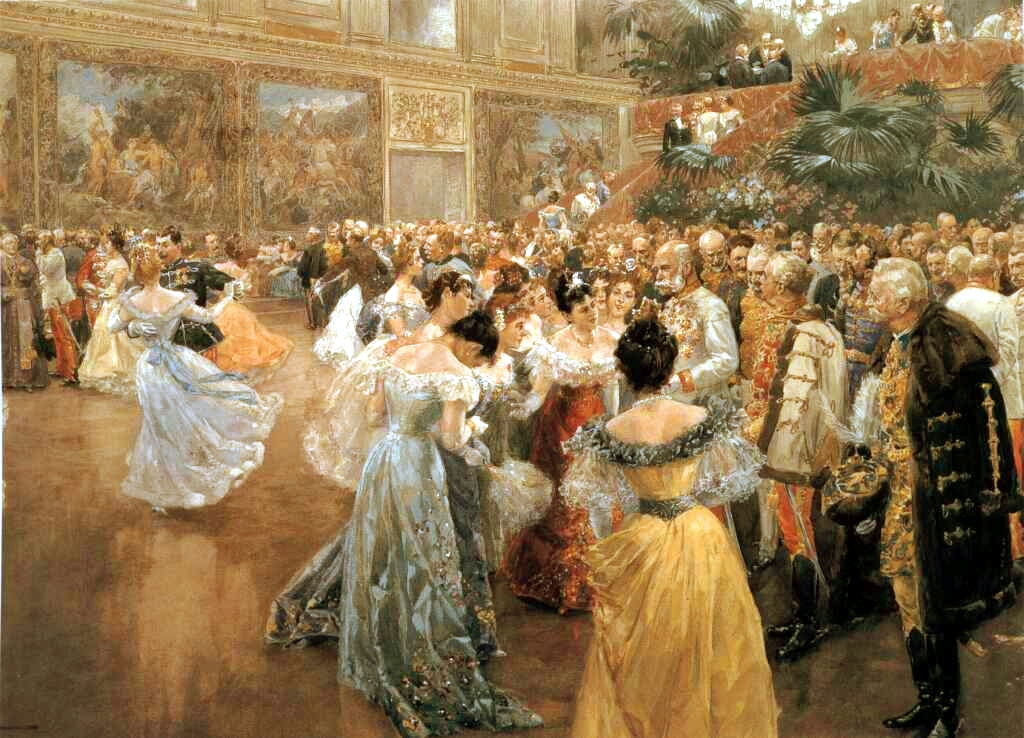
1900年のホーフブルク宮殿における宮廷舞踏会にて参加者に取り巻かれたオーストリア皇帝フランツ・ヨーゼフ1世。

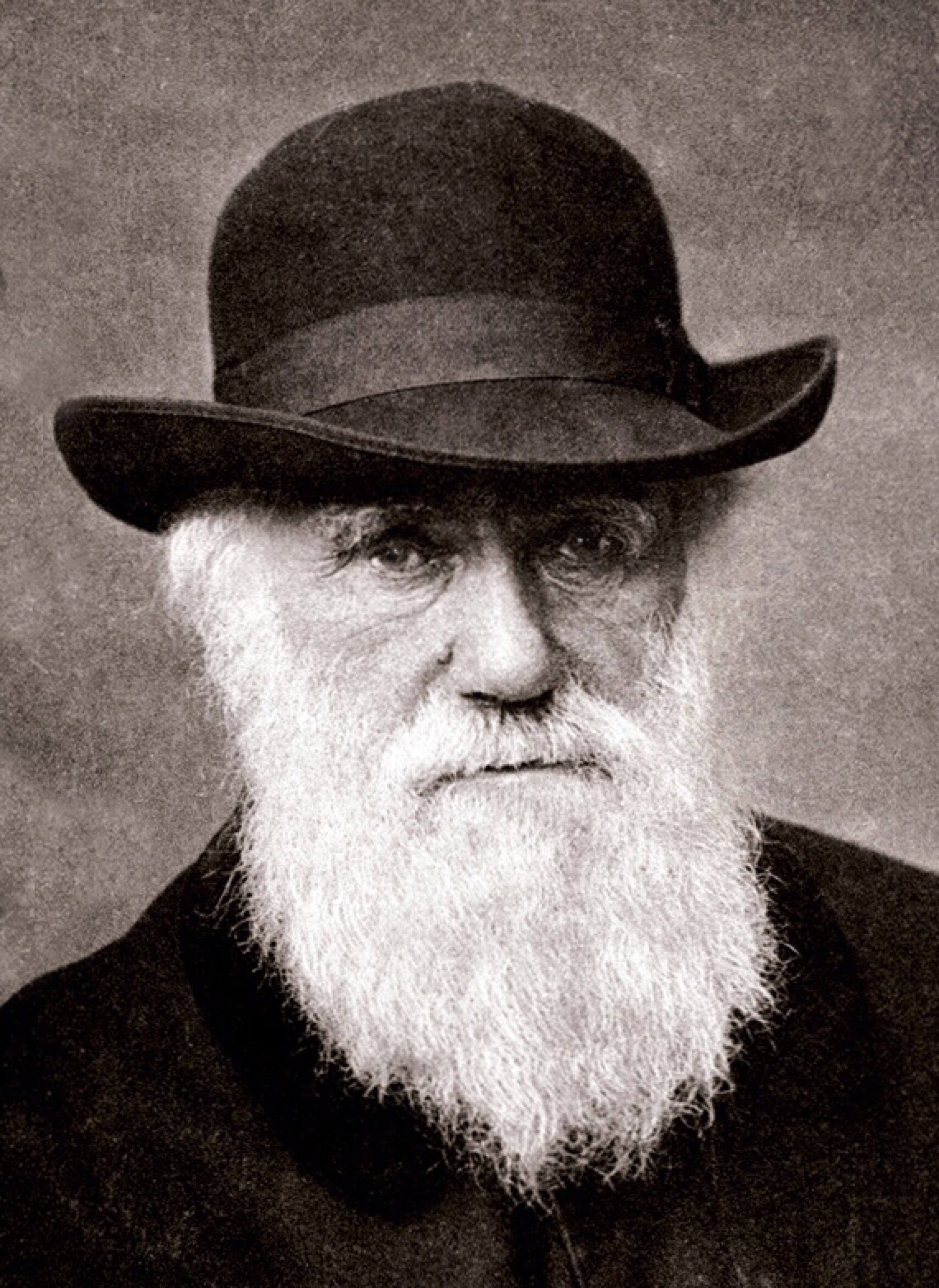
『種の起源』で進化論を唱えたチャールズ・ダーウィン。

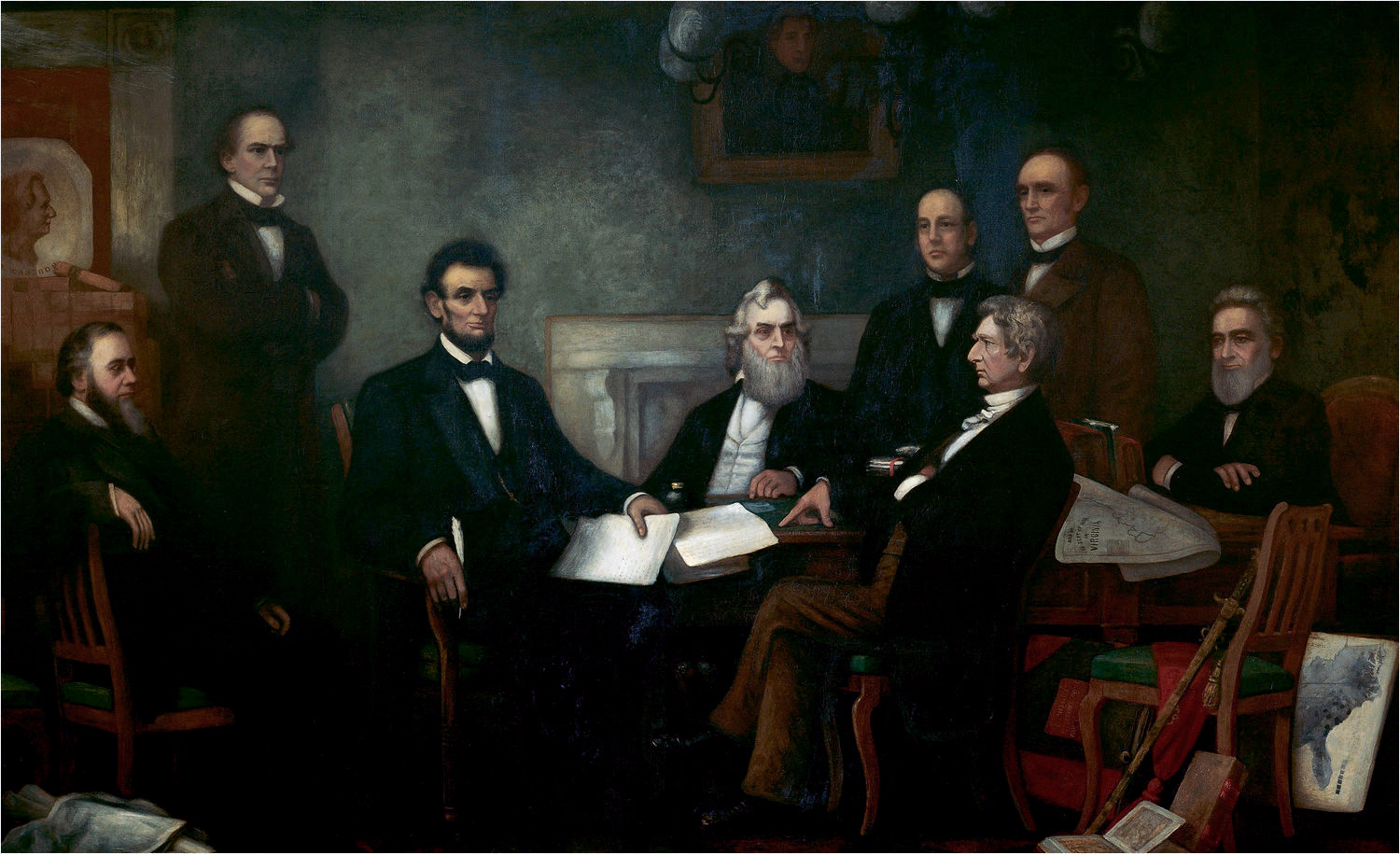
閣僚に奴隷解放宣言の初稿を提示するアメリカ大統領エイブラハム・リンカーン。

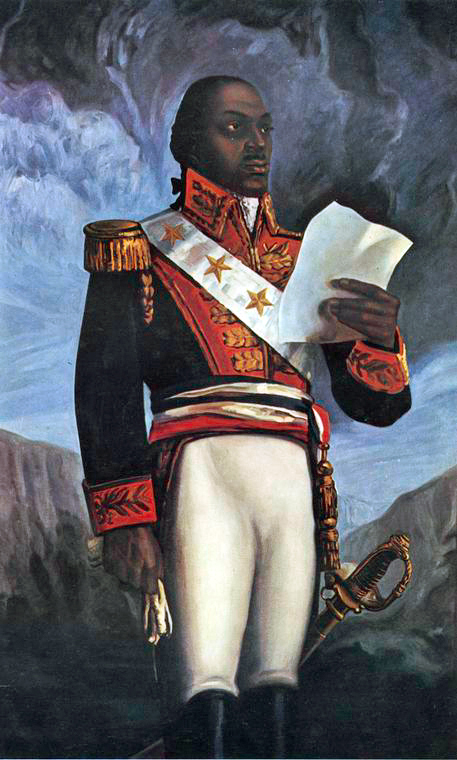
ハイチの独立指導者トゥーサン・ルーヴェルチュール。

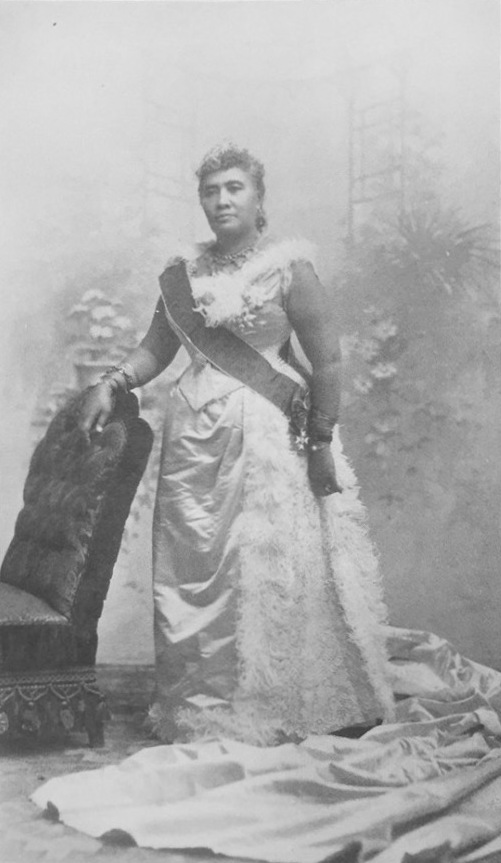
ハワイ王国最後の女王リリウオカラニ。

暗黒大陸と呼ばれていたアフリカで宣教活動を行い現地の探検を行ったデイヴィッド・リヴィングストン。

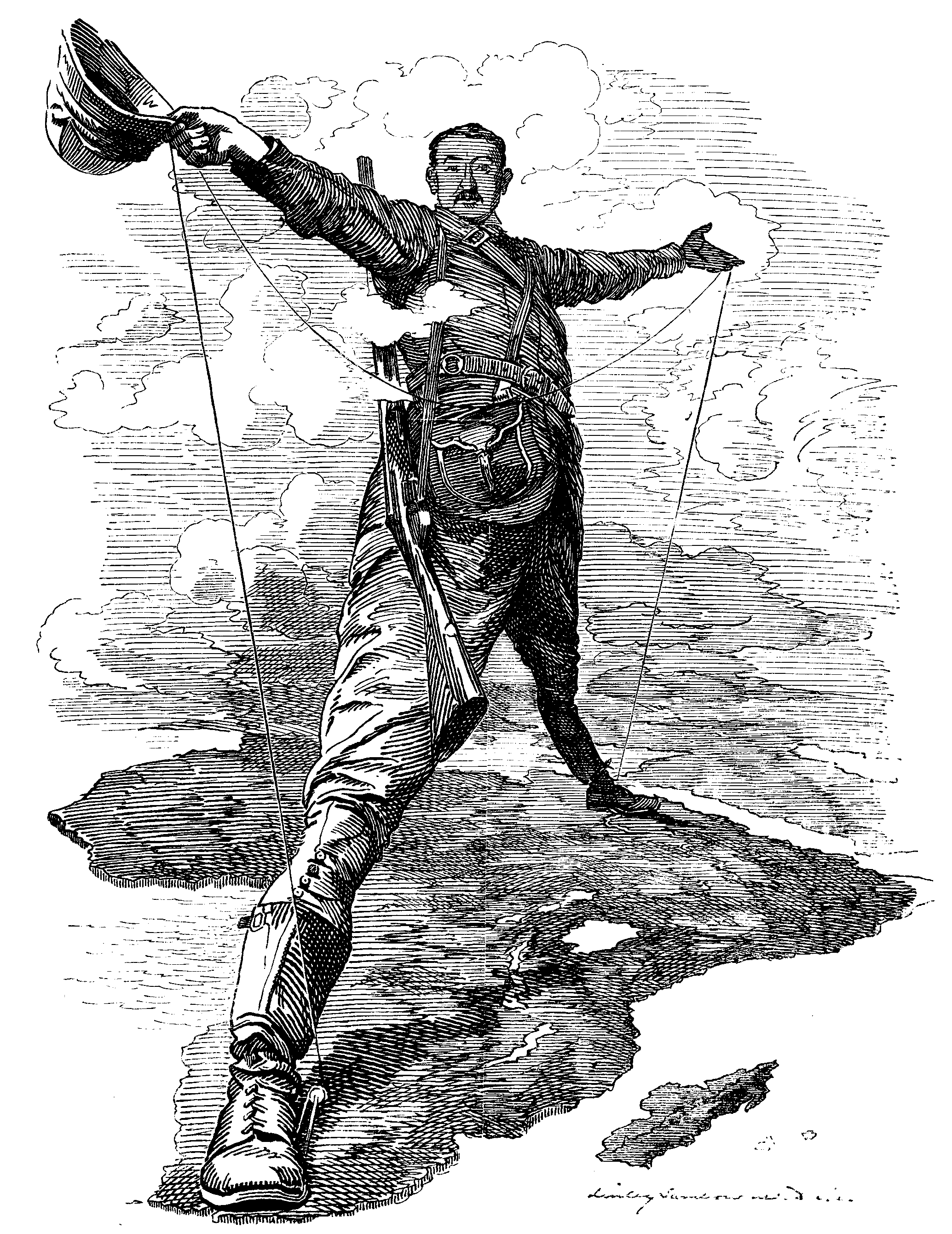
アフリカを南北にまたぐセシル・ローズ。

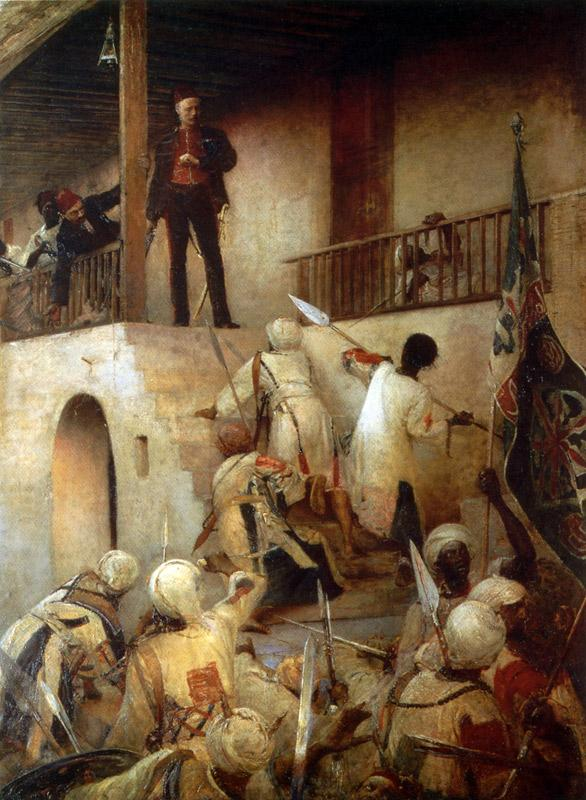
ハルツームの戦いでマフディー軍に包囲されるゴードン将軍。

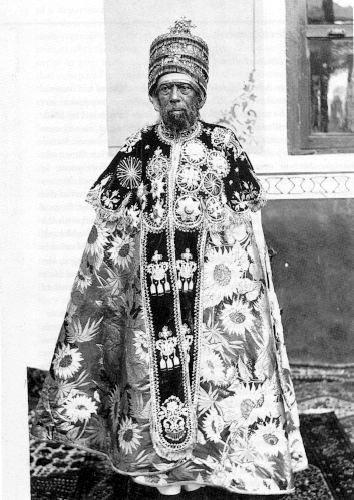
エチオピア皇帝の正装をしたメネリク2世。

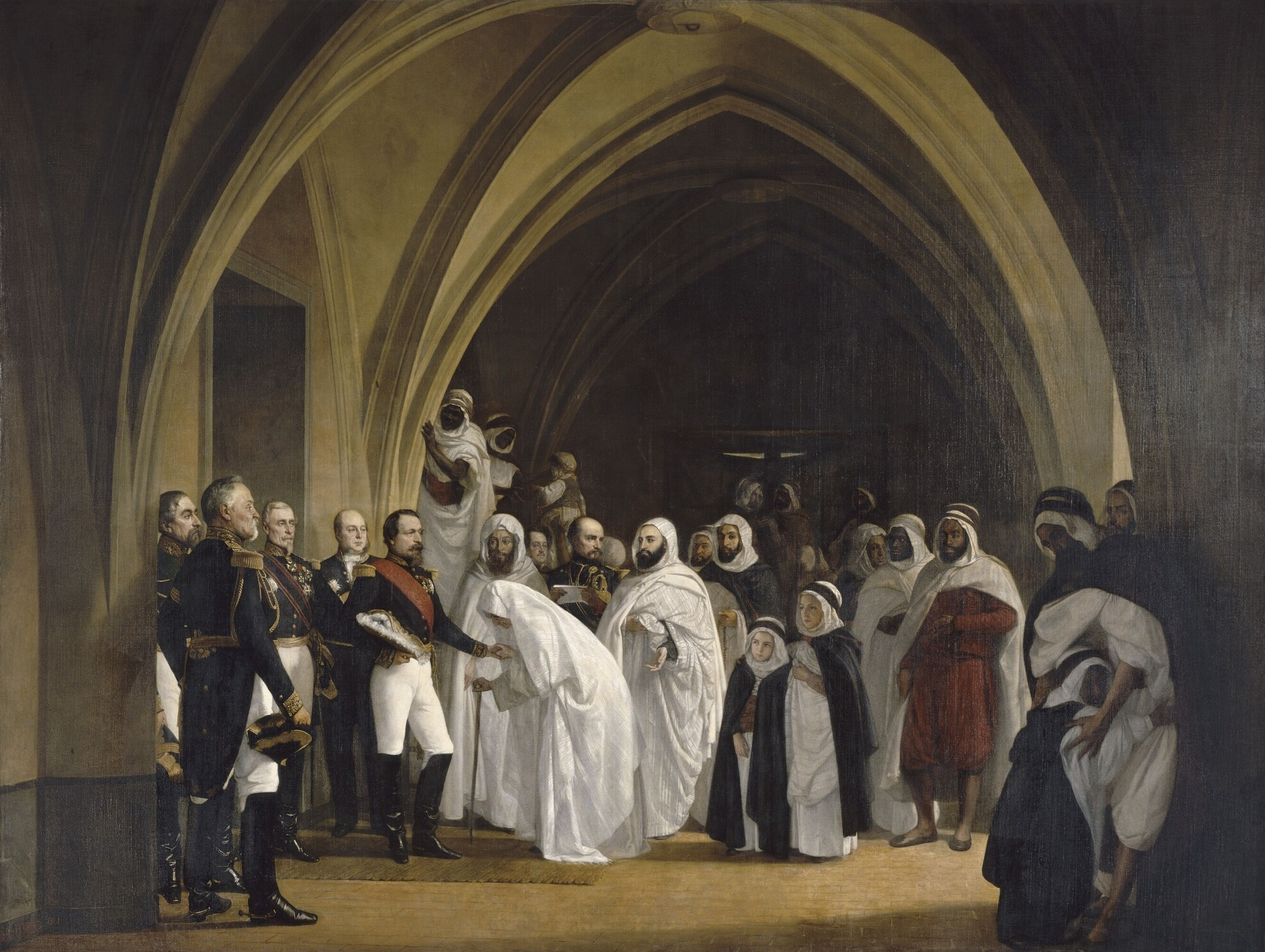
ナポレオン3世と会見する「アルジェリア民族運動の父」アブド・アルカーディル。

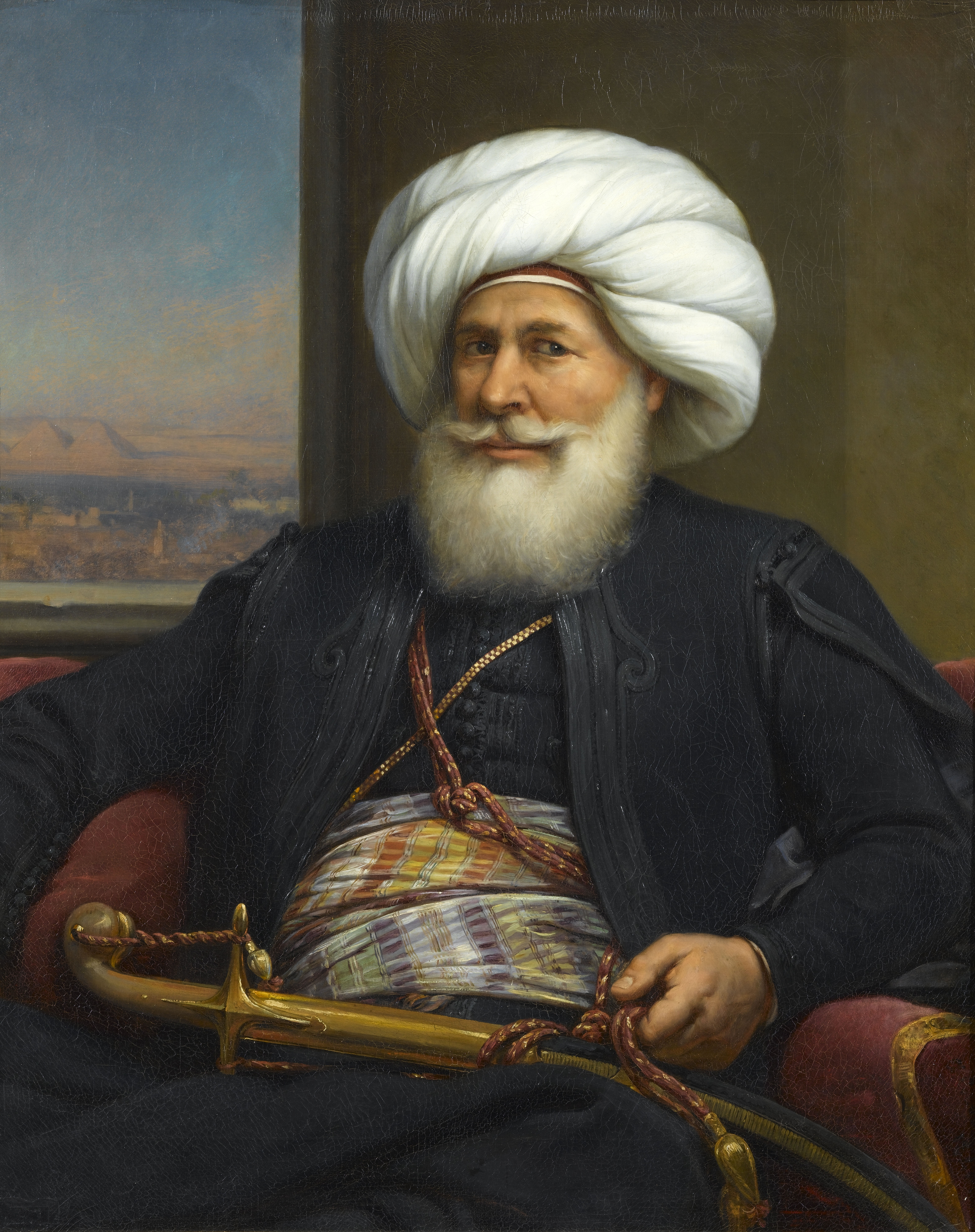
エジプトの近代化を推進したムハンマド・アリー。

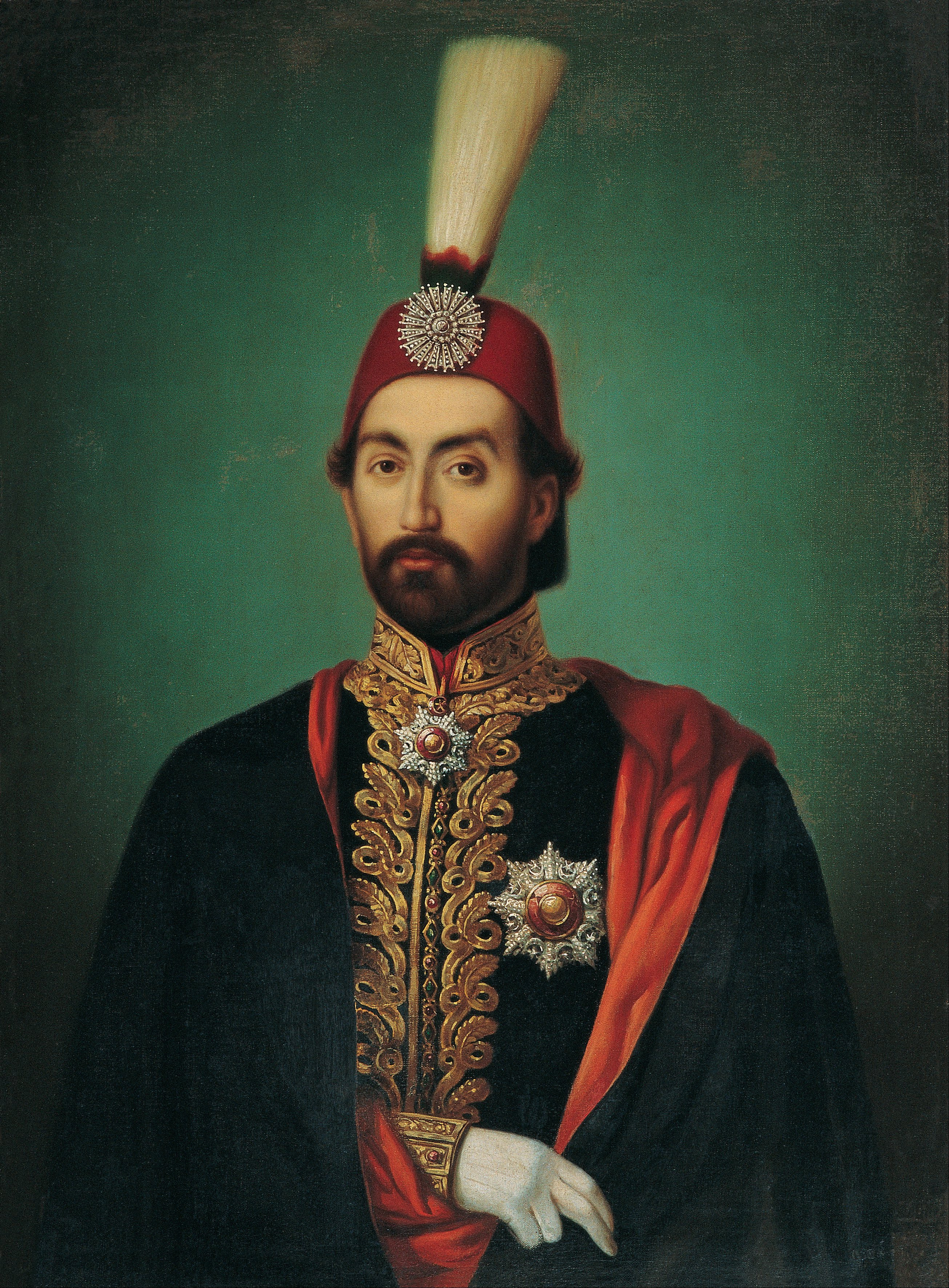
ギュルハネ勅令を出して恩恵改革（タンジマート）を行いドルマバフチェ宮殿を建設させたオスマン帝国のアブデュルメジト1世。

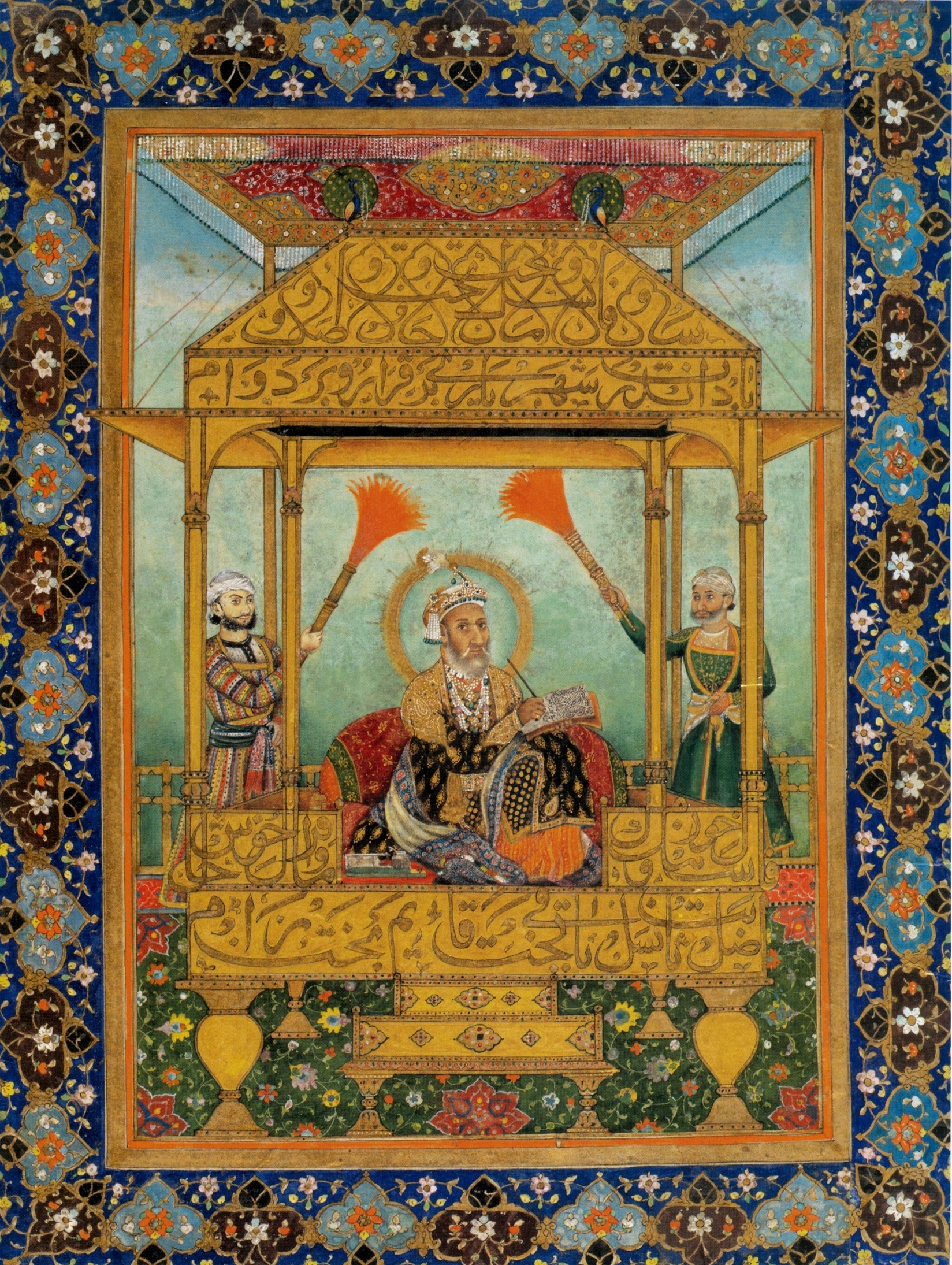
インド大反乱で担ぎ上げられたものの廃位されミャンマーに流された最後のムガル皇帝バハードゥル・シャー2世。

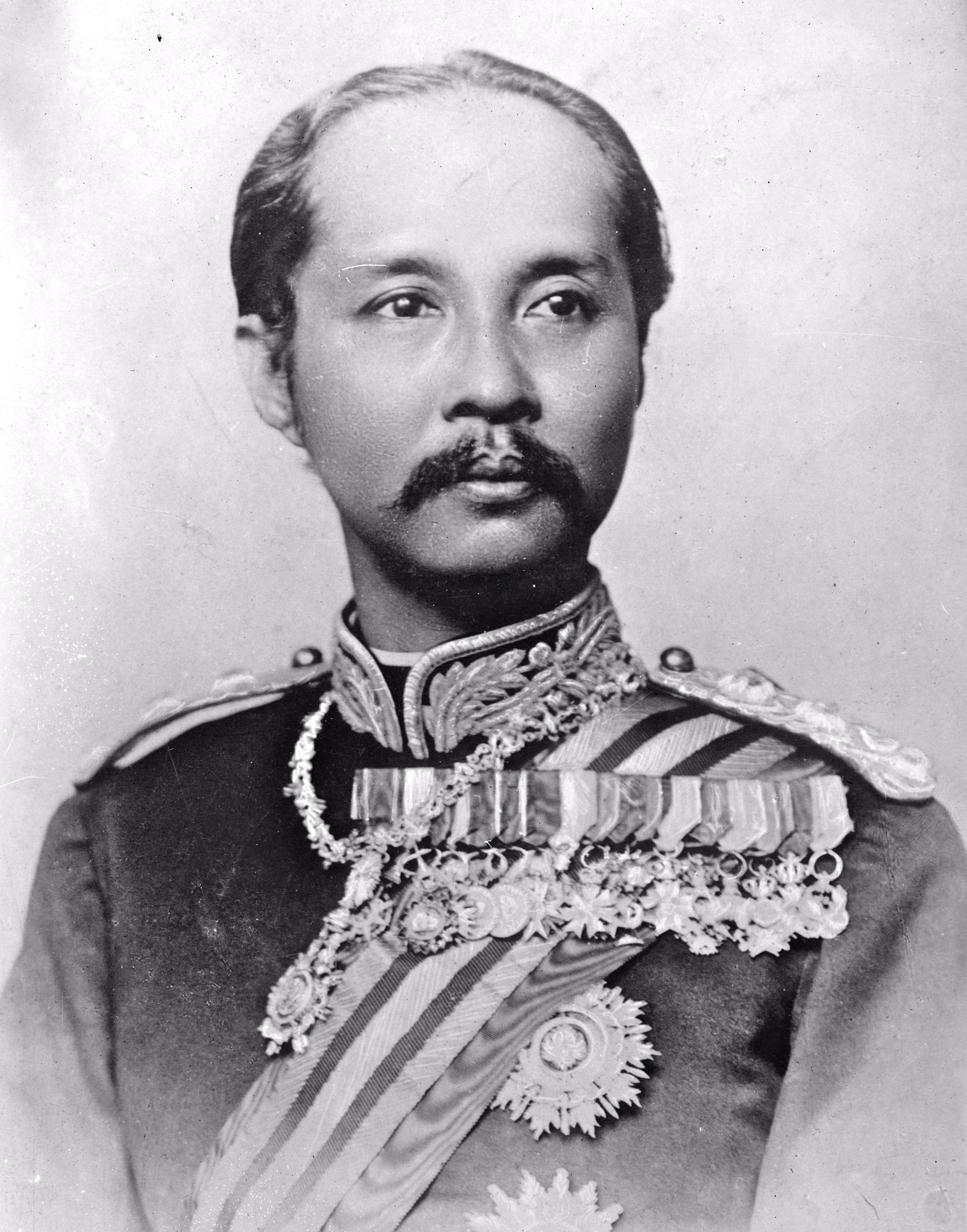
チャクリー改革を行いタイ王国の独立を維持したラーマ5世（チュラーロンコーン）。

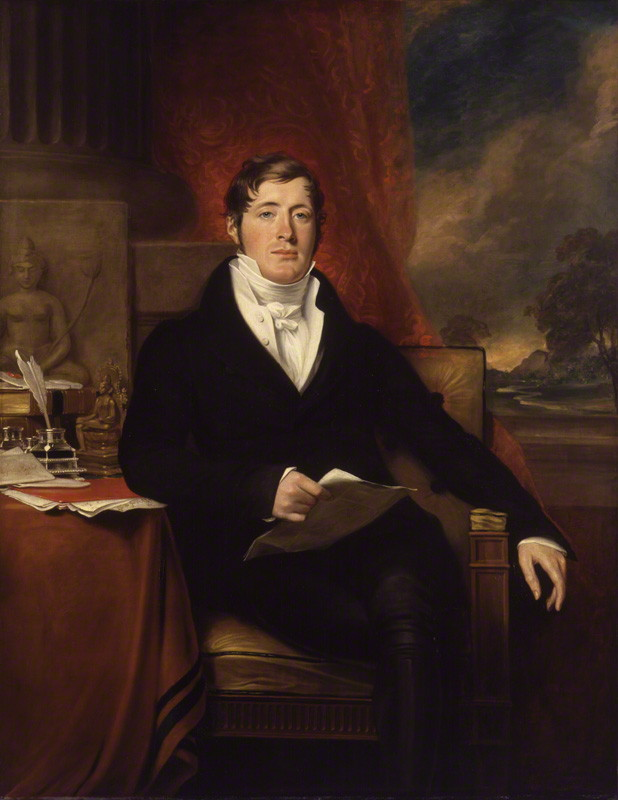
マレー半島南端にシンガポールを開港したイギリス人のトーマス・ラッフルズ。

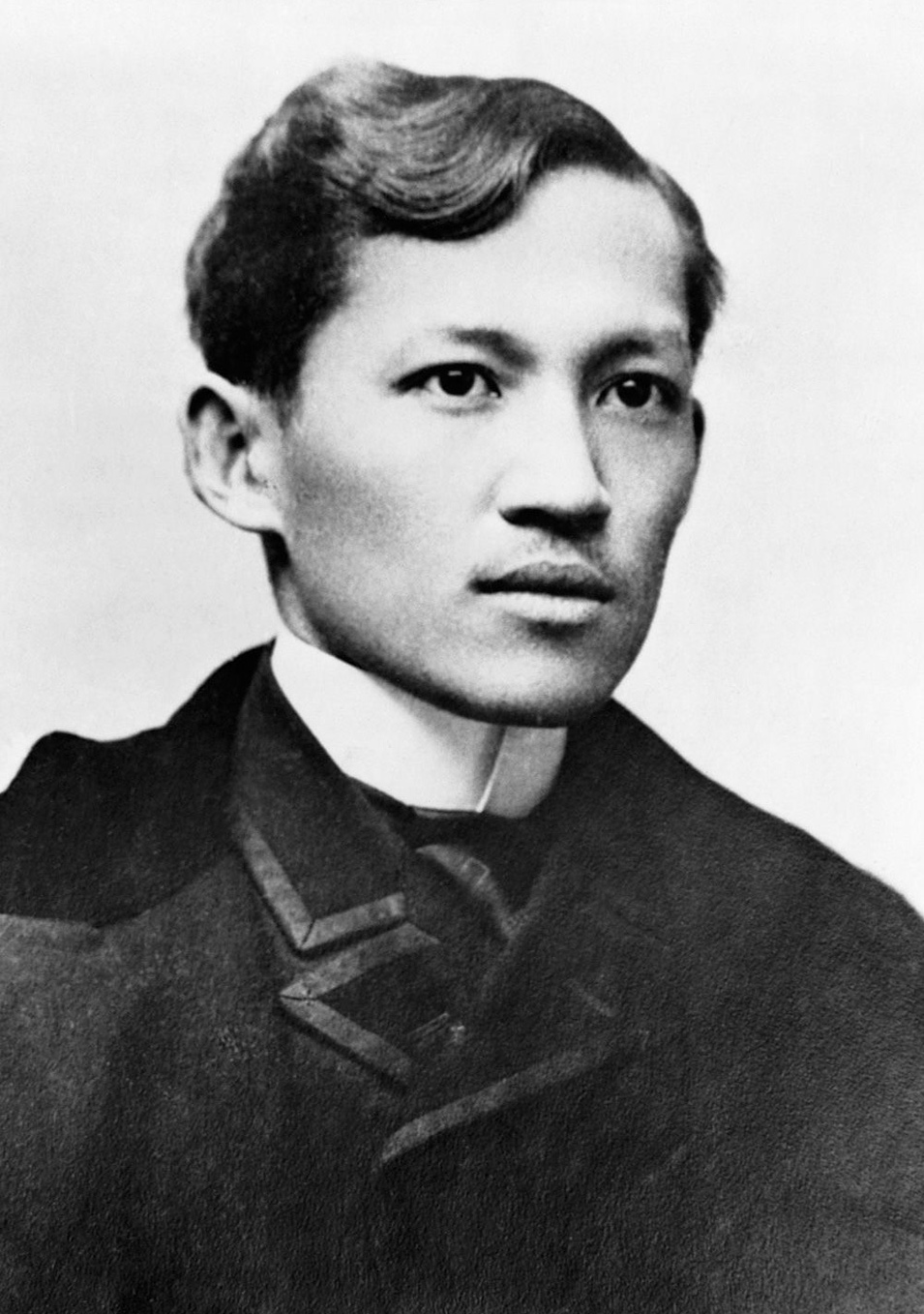
フィリピンの独立のためにスペイン植民地政府に銃殺されたホセ・リサール。

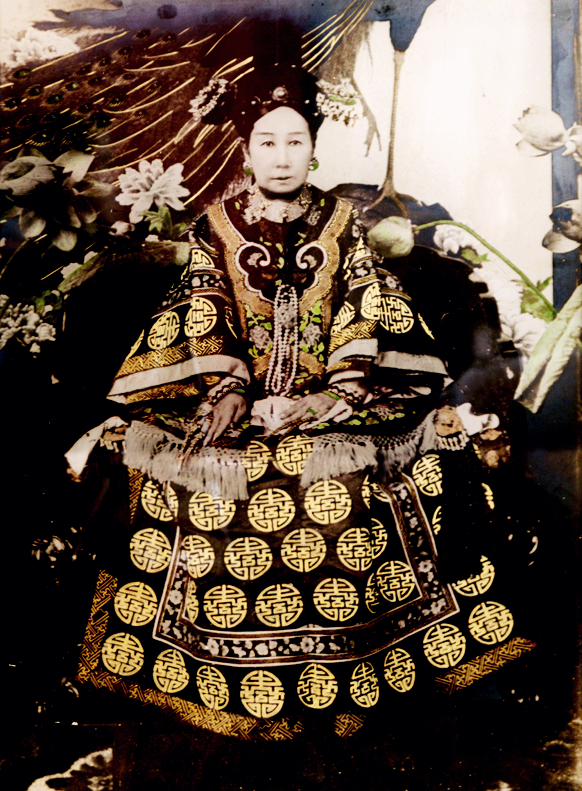
清朝末期の政局を左右した西太后（慈禧太后）。

##### フランス
- ナポレオン1世（在位1804年 - 1814年、1815年） - フランス皇帝
- ルイ18世（在位1814年 - 1824年） - フランス国王
- シャルル10世（在位1824年 - 1830年） - フランス国王
- ルイ・フィリップ1世（在位1830年 - 1848年） - フランス国王
- ナポレオン3世（在位1852年 - 1870年） - フランス皇帝
- シャルル＝モーリス・ド・タレーラン＝ペリゴール（1754年 - 1838年） - フランス外相
- ジョゼフ・フーシェ（1759年 - 1820年） - フランス内相
- フランソワ・ピエール・ギヨーム・ギゾー（1787年 - 1874年） - フランス首相
- アドルフ・ティエール（1797年 - 1877年） - フランス首相・大統領
- ルイ・ウジェーヌ・カヴェニャック（1802年 - 1857年） - フランス陸相・行政長官
- ジョルジュ・ブーランジェ（1837年 - 1891年） - フランス国防相
- レオン・ガンベッタ（1838年 - 1882年） - フランス内相

##### オーストリア＝ハンガリー
- フランツ1世（在位1804年 - 1835年） - オーストリア皇帝
- フランツ・ヨーゼフ1世（在位1848年 - 1916年） - オーストリア＝ハンガリー皇帝
- エリーザベト（1837年 - 1898年） - オーストリア＝ハンガリー皇后
- クレメンス・メッテルニヒ（1773年 - 1859年） - オーストリア宰相
- アンドラーシ・ジュラ（1823年 - 1890年） - 二重帝国（ハンガリー王国）の初代首相
- フランティシェク・パラツキー（1798年 - 1876年） - チェコの政治家・歴史家
- コシュート・ラヨシュ（1802年 - 1894年） - ハンガリーの革命家

##### ロシア
- アレクサンドル1世（在位1801年 - 1825年） - ロシア皇帝
- ニコライ1世（在位1825年 - 1855年） - ロシア皇帝
- アレクサンドル2世（在位1855年 - 1881年） - ロシア皇帝
- ニコライ・レザノフ（1764年 - 1807年） - ロシア外交官
- カール・ロベルト・ネッセルローデ（1780年 - 1862年） - ロシア外相
- アレクサンドル・ゴルチャコフ（1798年 - 1883年） - ロシア外相

##### イギリス
- ヴィクトリア（在位1837年 - 1901年） - イギリス女王
- アルバート（1819年 - 1861年） - 女王ヴィクトリアの夫君
- グレイ伯爵チャールズ・グレイ（1764年 - 1845年） - イギリス首相
- ウェリントン公爵アーサー・ウェルズリー（1769年 - 1852年） - イギリス首相・元帥
- カスルリー子爵ロバート・ステュアート（1769年 - 1822年） - イギリス外相
- ジョージ・カニング（1770年 - 1827年） - イギリス外相
- パーマストン子爵ヘンリー・ジョン・テンプル（1784年 - 1865年） - イギリス首相・外相
- ベンジャミン・ディズレーリ（1804年 - 1881年） - イギリス首相
- ウィリアム・グラッドストン（1809年 - 1898年） - イギリス首相
- ウィリアム・ウィルバーフォース（1759年 - 1833年） - イギリスの政治家・奴隷廃止主義者

##### ドイツ（プロイセンほかドイツ領邦を含む）
- ヴィルヘルム1世（在位1871年 - 1888年） - 初代ドイツ皇帝
- ヴィルヘルム2世（在位1888年 - 1918年） - 3代ドイツ皇帝
- ルートヴィヒ2世（在位1864年 - 1886年） - バイエルン国王
- カール・アウグスト・フォン・ハルデンベルク（1750年 – 1822年） - プロイセン王国宰相
- ハインリヒ・フリードリヒ・フォン・シュタイン（1757年 - 1831年） - プロイセン王国宰相
- ゴットフリート・ルドルフ・カンプハウゼン（1803年 - 1890年） - プロイセン王国宰相
- オットー・フォン・ビスマルク（1815年 - 1898年） - 初代ドイツ帝国宰相
- カール・カウツキー（1854年 - 1938年） - ドイツ社会民主党の理論家（教条主義）
- エドゥアルト・ベルンシュタイン（1850年 - 1932年） - ドイツ社会民主党の理論家（修正主義）

##### 北欧
- カール14世ヨハン（在位1818年 - 1844年） - スウェーデン王

##### イタリア
- ピウス9世（在位1846年 - 1878年） - ローマ教皇
- レオ13世（在位1878年 - 1903年） - ローマ教皇
- ヴィットーリオ・エマヌエーレ2世（在位1861年 - 1878年） - 初代イタリア国王
- ジュゼッペ・マッツィーニ（1805年 - 1872年） - イタリア統一運動家
- ジュゼッペ・ガリバルディ（1807年 - 1882年） - イタリア統一運動家
- カミッロ・カヴール（1810年 - 1861年） - イタリア首相

##### スペイン
- ラファエル・デル・リエゴ（1784年 - 1823年） - スペインの将軍・政治家

##### ベルギー
- レオポルド1世（在位1831年 - 1865年） - 初代ベルギー国王
- レオポルド2世（在位1865年 - 1909年） - 第2代ベルギー国王

##### ギリシア
- オソン1世（在位1833年 - 1862年） - 初代ギリシア国王
- イオアニス・カポディストリアス（1776年 - 1831年） - 初代ギリシア大統領・ロシアの外相でもあった

#### 軍人
- ゲプハルト・レベレヒト・フォン・ブリュッヘル（1742年 - 1819年）
- ミハイル・クトゥーゾフ（1745年 - 1813年）
- ホレーショ・ネルソン（1758年 - 1805年）
- ヨーゼフ・ラデツキー（1766年 - 1858年）
- ミシェル・ネイ（1769年 - 1815年）
- カール・フォン・クラウゼヴィッツ（1780年 - 1831年）
- アルフレート1世・ツー・ヴィンディシュ＝グレーツ（1787年 - 1862年）
- ヘルムート・カール・ベルンハルト・フォン・モルトケ（1800年 - 1891年）

#### 実業家
- ネイサン・メイアー・ロスチャイルド（1777年 - 1836年）
- ジョージ・ハドソン（1800年 - 1871年）
- トーマス・クック（1808年 - 1892年）
- アリスティッド・ブシコー（英語版）（1810年 - 1877年）
- アルフレート・クルップ（1812年 - 1887年）
- ポール・ジュリアス・ロイター（1816年 - 1899年）
- アンドリュー・カーネギー（1835年 - 1919年）
- ジョン・モルガン（1837年 - 1913年）
- ジョン・ロックフェラー（1839年 - 1937年）
- エドワード・ヘンリー・ハリマン（1848年 - 1909年）
- バジル・ザハロフ（1849年 - 1936年）

#### 科学と技術
- ジャン・バティスト・ラマルク（1744年 - 1829年）
- ジョン・ドルトン（1766年 - 1844年）
- ジョルジュ・キュヴィエ（1769年 - 1832年）
- アレクサンダー・フォン・フンボルト（1769年 - 1859年）
- リチャード・トレビシック（1771年 - 1833年）
- ロバート・ブラウン（1773年 - 1858年）
- トマス・ヤング（1773年 - 1829年）
- アンドレ・マリ・アンペール（1775年 - 1836年）
- アメデオ・アヴォガドロ（1776年 - 1856年）
- ヨハン・ヴィルヘルム・リッター（1776年 - 1810年）
- カール・フリードリヒ・ガウス（1777年 - 1855年）
- ゲオルク・オーム（1789年 - 1854年）
- マイケル・ファラデー（1791年 - 1867年）
- チャールズ・バベッジ（1791年 - 1871年）
- ニコライ・ロバチェフスキー（1792年 - 1856年）
- ニコラ・レオナール・サディ・カルノー（1796年 - 1832年）
- チャールズ・ライエル（1797年 - 1875年）
- メアリー・アニング（1799年 - 1847年）
- ニールス・アーベル（1802年 - 1829年）
- クリスチャン・ドップラー（1803年 - 1853年）
- ユストゥス・フォン・リービッヒ（1803年 - 1873年）
- イザムバード・キングダム・ブルネル（1806年 - 1859年）
- チャールズ・ダーウィン（1809年 - 1882年）
- エヴァリスト・ガロア（1811年 - 1832年）
- ヨハン・ゴットフリート・ガレ（1812年 - 1910年）
- クロード・ベルナール（1813年 - 1878年）
- ジョン・スノウ（1813年 - 1858年）
- ユリウス・ロベルト・フォン・マイヤー（1814年 - 1878年）
- ジェームズ・プレスコット・ジュール（1818年 - 1889年）
- レオン・フーコー（1819年 - 1868年）
- アレクサンドル・エドモン・ベクレル（1820年 - 1891年）
- ルドルフ・ルートヴィヒ・カール・ウィルヒョウ（1821年 - 1902年）
- ヘルマン・フォン・ヘルムホルツ（1821年 - 1894年）
- ルイ・パストゥール（1822年 - 1895年）
- グレゴール・ヨハン・メンデル（1822年 - 1884年）
- ルドルフ・クラウジウス（1822年 - 1888年）
- アルフレッド・ラッセル・ウォレス（1823年 - 1913年）
- ジャン・アンリ・ファーブル（1823年 - 1915年）
- ケルヴィン男爵ウィリアム・トムソン（1824年 - 1907年）
- トマス・ヘンリー・ハクスリー（1825年 - 1895年）
- ベルンハルト・リーマン（1826年 - 1866年）
- ジェームズ・クラーク・マクスウェル（1831年 - 1879年）
- リヒャルト・デーデキント（1831年 - 1916年）
- ギュスターヴ・エッフェル（1832年 - 1923年）
- アルフレッド・ノーベル（1833年 - 1896年）
- ゴットリープ・ダイムラー（1834年 - 1900年）
- エルンスト・ヘッケル（1834年 - 1919年）
- ドミトリ・メンデレーエフ（1834年 - 1907年）
- ロベルト・コッホ（1843年 - 1910年）
- カール・ベンツ（1844年 - 1929年）
- ルートヴィッヒ・ボルツマン（1844年 - 1906年）
- ヴィルヘルム・レントゲン（1845年 – 1923年）
- ゲオルク・カントール（1845年 - 1918年）
- エミール・クレペリン（1856年 - 1926年）
- ハヴロック・エリス（1859年 - 1939年）

#### 思想と哲学・人文諸学
- ヴィヴァン・ドミニク・ドゥノン（1747年 - 1825年）
- ジェレミ・ベンサム（1748年 - 1832年）
- ジョゼフ・ド・メーストル（1753年 - 1821年）
- ルイ・ガブリエル・ド・ボナール（1754年 - 1840年）
- アンリ・ド・サン・シモン（1760年 - 1825年）
- ヨハン・ゴットリープ・フィヒテ（1762年 - 1814年）
- トマス・ロバート・マルサス（1766年 - 1834年）
- メーヌ・ド・ビラン（1766年 - 1824年）
- ヴィルヘルム・フォン・フンボルト（1767年 - 1835年）
- フリードリヒ・シュライアマハー（1768年 - 1834年）
- ゲオルク・ヴィルヘルム・フリードリヒ・ヘーゲル（1770年 - 1831年）
- ロバート・オウエン（1771年 - 1858年）
- シャルル・フーリエ（1772年 - 1837年）
- デヴィッド・リカード（1772年 - 1823年）
- フリードリヒ・シェリング（1775年 - 1854年）
- ゲオルク・フリードリヒ・グローテフェント（1775年 - 1853年）
- フリードリヒ・カール・フォン・サヴィニー（1779年 - 1861年）
- フェリシテ・ド・ラムネー（1782年 - 1854年）
- フリードリヒ・フレーベル（1782年 - 1852年）
- エティエンヌ・カベ（1788年 - 1856年）
- アルトゥル・ショーペンハウアー（1788年 - 1860年）
- クリスチャン・ユルゲンセン・トムセン（1788年 - 1865年）
- フリードリヒ・リスト（1789年 - 1846年）
- ジャン・フランソワ・シャンポリオン（1790年 - 1832年）
- レオポルト・フォン・ランケ（1795年 - 1886年）
- トーマス・カーライル（1795年 - 1881年）
- オーギュスト・コント （1798年 - 1857年）
- ジュール・ミシュレ（1798年 - 1874年）
- トーマス・マコーリー（1800年 - 1859年）
- ジャン・ポール・ミーニュ（1800年 - 1875年）
- アントワーヌ・オーギュスタン・クールノー（1801年 - 1877年）
- ハリエット・マーティノー（1802年 - 1876年）
- ルートヴィヒ・アンドレアス・フォイエルバッハ（1804年 - 1872年）
- アレクシ・ド・トクヴィル（1805年 - 1859年）
- ジョン・スチュアート・ミル（1806年 - 1873年）
- マックス・シュティルナー（1806年 - 1856年）
- ヨハン・グスタフ・ドロイゼン（1808年 - 1884年）
- ピエール・ジョゼフ・プルードン（1809年 - 1865年）
- ヴィッサリオン・ベリンスキー（1811年 - 1848年）
- アレクサンドル・ゲルツェン（1812年 - 1870年）
- サミュエル・スマイルズ（1812年 - 1904年）
- セーレン・オービエ・キェルケゴール（1813年 - 1855年）
- ミハイル・バクーニン（1814年 - 1876年）
- ヨハン・ヤコブ・バッハオーフェン（1815年 - 1887年）
- テオドール・モムゼン（1817年 - 1903年）
- カール・マルクス（1818年 - 1883年）
- ヤーコプ・ブルクハルト（1818年 - 1897年）
- ジョン・ラスキン（1819年 - 1900年）
- ハーバート・スペンサー（1820年 - 1903年）
- フリードリヒ・エンゲルス（1820年 - 1895年）
- ハインリヒ・シュリーマン（1822年 - 1890年）
- エルネスト・ルナン（1823年 - 1892年）
- フリードリヒ・マックス・ミュラー（1823年 - 1900年）
- フェルディナント・ラッサール（1825年 - 1864年）
- ジャン・マルタン・シャルコー（1825年 - 1893年）
- ウォルター・バジョット（1826年 - 1877年）
- ニコライ・チェルヌイシェフスキー（1828年 - 1889年）
- イポリート・テーヌ（1828年 - 1893年）
- エドワード・バーネット・タイラー（1832年 - 1917年）
- ヴィルヘルム・ディルタイ（1833年 - 1911年）
- ジョン・アクトン（1834年 - 1902年）
- レオン・ワルラス（1834年 - 1910年）
- ウィリアム・スタンレー・ジェヴォンズ（1835年 - 1882年）
- チェーザレ・ロンブローゾ（1835年 - 1909年）
- フランツ・オーヴァーベック（1837年 - 1905年）
- フランツ・ブレンターノ（1838年 - 1917年）
- エルンスト・マッハ（1838年 - 1916年）
- カール・メンガー（1840年 - 1921年）
- ギュスターヴ・ル・ボン（1841年 - 1931年）
- アルフレッド・マーシャル（1842年 - 1924年）
- エドゥアルト・フォン・ハルトマン（1842年 - 1906年）
- ポール・ラファルグ（1842年 - 1911年）
- ピョートル・クロポトキン（1842年 - 1921年）
- ガブリエル・タルド（1843年 - 1904年）
- リヒャルト・アヴェナリウス（1843年 - 1896年）
- フリードリヒ・ニーチェ（1844年 - 1900年）
- セルゲイ・ネチャーエフ（1847年 - 1882年）
- ゴットロープ・フレーゲ（1848年 - 1925年）
- ヴィルヘルム・ヴィンデルバント（1848年 - 1915年）
- マックス・ノルダウ（1849年 - 1923年）
- アーサー・エヴァンズ（1851年 - 1941年）
- ゲオルグ・イェリネック（1851年 - 1911年）
- ジェームズ・フレイザー（1854年 - 1941年）
- カール・カウツキー（1854年 - 1938年）
- フェルディナント・テンニース（1855年 - 1936年）
- ゲオルク・ジンメル（1858年 - 1918年）
- エミール・デュルケーム（1858年 - 1917年）
- ルドヴィコ・ザメンホフ（1859年 - 1917年）
- ピエール・ジャネ（1859年 - 1947年）
- テオドール・ヘルツル（1860年 - 1904年）
- ルー・アンドレアス・ザロメ（1861年 - 1937年）
- ハインリヒ・リッケルト（1863年 - 1936年）

#### 宗教
- サロフのセラフィム（1759年 - 1833年）
- ヤン・ローターン（英語版）（1785年 - 1853年）
- ジョン・ヘンリー・ニューマン（1801年 - 1890年）
- ヨハネ・ボスコ（1815年 - 1888年）
- ウィリアム・ブース（1829年 - 1912年）
- ベルナデット・スビルー（1844年 - 1879年）
- リジューのテレーズ（1873年 - 1897年）

#### 文学
- ヤン・ポトツキ（1761年 - 1815年） - ポーランドの作家
- ジャン・パウル（1763年 - 1825年） - ドイツの作家
- アンヌ・ルイーズ・ジェルメーヌ・ド・スタール（1766年 - 1817年） - フランスの作家
- シュレーゲル兄弟
  - アウグスト・ヴィルヘルム・シュレーゲル（1767年 - 1845年） - ドイツの文学者
  - フリードリヒ・シュレーゲル（1772年 - 1829年） - ドイツの文学者
- バンジャマン・コンスタン（1767年 - 1830年） - スイス生まれの作家
- フランソワ・ルネ・ド・シャトーブリアン（1768年 - 1848年） - フランスの作家
- イヴァン・クルィロフ（1769年 - 1844年） - ロシアの文学者・劇作家
- ウィリアム・ワーズワース（1770年 - 1850年） - イギリスの詩人
- ウォルター・スコット（1771年 - 1832年） - イギリスの詩人
- サミュエル・テイラー・コールリッジ（1772年 - 1834年） - イギリスの詩人
- チャールズ・ラム（1775年 - 1834年） - イギリスの作家
- ジェーン・オースティン（1775年 - 1817年） - イギリスの作家
- エルンスト・テオドール・アマデウス・ホフマン（1776年 - 1822年） - ドイツの作家
- チャールズ・ロバート・マチューリン（1782年 - 1824年） - アイルランドの作家
- スタンダール（1783年 - 1842年） - フランスの作家
- グリム兄弟
  - ヤーコプ・グリム（1785年 - 1863年） - ドイツの文学者
  - ヴィルヘルム・グリム（1786年 - 1859年） - ドイツの文学者
- トマス・ド・クインシー（1785年 - 1859年） - イギリスの評論家
- アレッサンドロ・マンゾーニ（1785年 - 1873年） - イタリアの詩人・作家
- ジョージ・ゴードン・バイロン（1788年 - 1824年） - イギリスの詩人
- アルフォンス・ド・ラマルティーヌ（1790年 - 1869年） - フランスの詩人
- フランツ・グリルパルツァー（1791年 - 1872年） - オーストリアの劇詩人
- ジョン・キーツ（1795年 - 1821年） - イギリスの詩人
- ハインリヒ・ハイネ（1797年 - 1856年） - ドイツの詩人
- メアリー・シェリー（1797年 - 1851年） - イギリスの小説家
- ジャコモ・レオパルディ（1798年 - 1837年） - イタリアの詩人
- アダム・ミツキェヴィチ（1798年 - 1855年） - ポーランドの詩人
- オノレ・ド・バルザック（1799年 - 1850年） - フランスの作家
- アレクサンドル・プーシキン（1799年 - 1837年） - ロシアの詩人・作家
- ヴィクトル・ユーゴー（1802年 - 1885年） - フランスの作家
- アレクサンドル・デュマ（1802年 - 1870年） - フランスの作家
- エリアス・リョンロート（1802年 - 1884年） - フィンランドの著作家
- プロスペル・メリメ（1803年 - 1870年） - フランスの作家
- ジョルジュ・サンド（1804年 - 1876年） - フランスの作家
- ウージェーヌ・シュー（1804年 - 1857年） - フランスの作家
- ハンス・クリスチャン・アンデルセン（1805年 - 1875年） - デンマークの作家
- アロイジウス・ベルトラン（英語版）（1807年 - 1841年） - フランスの詩人
- ジェラール・ド・ネルヴァル（1808年 - 1855年） - フランスの詩人
- ニコライ・ゴーゴリ（1809年 - 1952年） - ロシアの作家
- アルフレッド・テニスン（1809年 - 1892年） - イギリスの詩人
- テオフィル・ゴーティエ （1811年 - 1872年） - フランスの作家
- ウィリアム・メイクピース・サッカレー（1811年 - 1863年） - イギリスの作家
- チャールズ・ディケンズ（1812年 - 1870年） - イギリスの作家
- ロバート・ブラウニング（1812年 - 1889年） - イギリスの詩人
- イワン・ゴンチャロフ（1812年 - 1891年） - ロシアの作家
- ブロンテ姉妹
  - シャーロット・ブロンテ（1816年 - 1855年） - イギリスの作家
  - エミリー・ブロンテ（1818年 - 1848年） - イギリスの作家
  - アン・ブロンテ（1820年 - 1849年） - イギリスの作家
- アルテュール・ド・ゴビノー（1816年 - 1882年） - フランスの作家
- イワン・ツルゲーネフ（1818年 - 1883年） - ロシアの作家
- ジョージ・エリオット（1819年 - 1880年） - イギリスの作家
- ギュスターヴ・フローベール（1821年 - 1880年） - フランスの作家
- シャルル・ボードレール（1821年 - 1867年） - フランスの詩人
- フョードル・ドストエフスキー（1821年 - 1881年） - ロシアの作家
- ゴンクール兄弟
  - エドモン・ド・ゴンクール（1822年 - 1896年） - フランスの作家・評論家
  - ジュール・ド・ゴンクール（1830年 - 1870年） - フランスの作家・評論家
- アレクサンドル・デュマ・フィス（1824年 - 1895年） - フランスの作家
- ウィルキー・コリンズ（1824年 - 1889年） - イギリスの作家
- カルロ・コッローディ（1826年 - 1890年） - イタリアの作家
- ジュール・ヴェルヌ（1828年 - 1905年） - フランスの作家
- レフ・トルストイ（1828年 - 1910年） - ロシアの作家
- ヘンリック・イプセン（1828年 - 1906年） - ノルウェーの作家
- ルイス・キャロル（1832年 - 1898年） - イギリスの作家
- サミュエル・バトラー（1835年 - 1902年） - イギリスの作家
- レオポルト・フォン・ザッヘル・マゾッホ（1836年 - 1895年） - オーストリアの作家
- オーギュスト・ド・ヴィリエ・ド・リラダン（1838年 - 1889年） - フランスの作家
- ウォルター・ペイター（1839年 - 1894年） - イギリスの作家
- エミール・ゾラ（1840年 - 1902年） - フランスの作家
- トーマス・ハーディ（1840年 - 1928年） - イギリスの作家
- アルフォンス・ドーデ（1840年 – 1897年） - フランスの作家
- ステファヌ・マラルメ（1842年 - 1898年） - フランスの詩人
- ポール・ヴェルレーヌ（1844年 - 1896年） - フランスの詩人
- エドモンド・デ・アミーチス（1846年 - 1908年） - イタリアの作家
- ロートレアモン伯爵（1846年 - 1870年） - フランスの詩人
- ブラム・ストーカー（1847年 - 1912年） - イギリスの作家
- ジョリス・カルル・ユイスマンス（1848年 - 1907年） - フランスの作家
- ヨハン・アウグスト・ストリンドベリ（1849年 - 1912年） - スウェーデンの作家
- ギ・ド・モーパッサン（1850年 - 1893年） - フランスの作家
- ロバート・ルイス・スティーヴンソン（1850年 - 1894年） - イギリスの作家
- ピエール・ロティ（1850年 - 1923年） - フランスの作家
- アルチュール・ランボー（1854年 - 1891年） - フランスの詩人
- オスカー・ワイルド（1854年 - 1900年） - イギリスの作家
- アーサー・コナン・ドイル（1859年 - 1930年） - イギリスの作家
- ハーバート・ジョージ・ウェルズ（1866年 - 1946年） - イギリスの作家
- エドモン・ロスタン（1868年 - 1918年） - フランスの劇作家
- ピエール・ルイス（1870年 - 1925年） - フランスの詩人

#### 美術
- ジャック・ルイ・ダヴィッド（1748年 - 1825年） - フランスの新古典主義の画家
- ウィリアム・ブレイク（1757年 - 1827年） - イギリスのロマン主義の画家・詩人
- ベルテル・トルヴァルセン（1770年 - 1844年） - デンマークの新古典主義の彫刻家
- カスパー・ダーヴィト・フリードリヒ（1774年 - 1840年） - ドイツのロマン主義の画家
- ジョゼフ・マロード・ウィリアム・ターナー（1775年 - 1851年） - イギリスのロマン主義の画家
- ジョン・コンスタブル（1776年 - 1837年） - イギリスのロマン主義の画家
- ドミニク・アングル（1780年 - 1867年） - フランスの新古典主義の画
- カルル・フリードリッヒ・シンケル（1781年 - 1841年） - ドイツの新古典主義の建築家・画家
- ジョン・ジェームズ・オーデュボン（1785年 - 1851年） - アメリカの画家・鳥類研究家
- テオドール・ジェリコー（1791年 - 1824年） - フランスのロマン主義の画家
- カミーユ・コロー（1796年 - 1875年） - フランスの写実主義の画家
- ウジェーヌ・ドラクロワ（1798年 - 1863年） - フランスのロマン主義の画家
- オノレ・ドーミエ（1808年 - 1879年） - フランスの写実主義の画家
- ジャン・フランソワ・ミレー（1814年 - 1875年） - フランスの写実主義の画家
- ウジェーヌ・エマニュエル・ヴィオレ・ル・デュク（1814年 - 1879年） - フランスのゴシック・リヴァイヴァルの建築家
- アドルフ・フォン・メンツェル（1815年 - 1905年） - ドイツの写実主義の画家
- ギュスターヴ・クールベ（1819年 - 1877年） - フランスの写実主義の画家
- ウィリアム・フリス（1819年 - 1909年） - イギリスのヴィクトリア朝絵画の画家
- ホレス・ジョーンズ（英語版）（1819年 - 1887年） - イギリスのゴシック・リヴァイヴァルの建築家
- ナダール（1820年 - 1910年） - フランスの写真家
- ジャン・レオン・ジェローム（1824年 - 1904年） - フランスのアカデミズムの画家
- ピエール・ピュヴィス・ド・シャヴァンヌ（1824年 - 1898年） - フランスの象徴主義の画家
- シャルル・ガルニエ（1825年 - 1898年） - フランスの第二帝政様式の建築家
- ギュスターヴ・モロー（1826年 - 1898年） - フランスの象徴主義の画家
- ウィリアム・ホルマン・ハント（1827年 - 1910年） - イギリスのラファエル前派の画家
- ダンテ・ゲイブリエル・ロセッティ（1828年 - 1882年） - イギリスのラファエル前派の画家
- ジョン・エヴァレット・ミレー（1829年 -  1896年） - イギリスのラファエル前派の画家
- フレデリック・レイトン（1830年 - 1896年） - イギリスのヴィクトリア朝絵画の画家
- カミーユ・ピサロ（1830年 - 1903年） - フランスの印象主義の画家
- エドゥアール・マネ（1832年 - 1883年） - フランスの印象主義の画家
- ギュスターヴ・ドレ（1832年– 1888年） - フランスの挿絵画家
- エドワード・バーン・ジョーンズ（1833年 - 1898年） - イギリスのラファエル前派の画家
- エドガー・ドガ（1834年 - 1917年） - フランスの印象主義の画家
- ジェームズ・マクニール・ホイッスラー（1834年 - 1903年） - アメリカ生まれの唯美主義の画家
- ウィリアム・モリス（1834年 - 1896年） - イギリスの装飾芸術家
- フレデリク・バルトルディ（1834年 - 1904年） - フランスの彫刻家
- イワン・クラムスコイ（1837年 - 1887年） - ロシアの写実主義（移動派）の画家
- ポール・セザンヌ（1839年 - 1906年） - フランスのポスト印象主義の画家
- クロード・モネ（1840年 - 1926年） - フランスの印象主義の画家
- オディロン・ルドン（1840年 - 1916年） - フランスの象徴主義の画家
- オーギュスト・ロダン（1840年 - 1917年） - フランスの彫刻家
- ピエール・オーギュスト・ルノワール（1841年 - 1919年） - フランスの印象主義の画家
- イリヤ・レーピン（1844年 - 1930年） - ロシアの写実主義（移動派）の画家
- ポール・ゴーギャン（1848年 - 1903年） - フランスのポスト印象主義の画家
- ヴィクトル・ヴァスネツォフ（1848年 - 1926年） - ロシアの写実主義（移動派）・象徴主義の画家
- フィンセント・ファン・ゴッホ（1853年 - 1890年） - オランダのポスト印象主義の画家
- ジョン・シンガー・サージェント（1856年 - 1925年） - アメリカ出身でイギリスで活躍した肖像画家
- ジョルジュ・スーラ（1859年 - 1891年） - フランスの新印象主義の画家
- グスタフ・クリムト（1862年 - 1918年） - オーストリアの象徴主義の画家
- エドヴァルド・ムンク（1863年 - 1944年） - ノルウェーの表現主義の画家
- ポール・シニャック（1863年 - 1935年） - フランスの新印象派の画家
- アンリ・ド・トゥールーズ・ロートレック（1864年 - 1901年） - フランスの世紀末芸術の画家
- カミーユ・クローデル（1864年 - 1943年） - フランスの彫刻家
- オーブリー・ビアズリー（1872年 - 1898年） - イギリスの世紀末芸術の画家

#### 音楽
- ルイージ・ケルビーニ（1760年 - 1842年） - イタリア出身の作曲家
- ルートヴィヒ・ヴァン・ベートーヴェン（1770年 - 1827年） - ドイツの作曲家
- ニコロ・パガニーニ（1782年 - 1840年） - イタリアのヴァイオリニスト
- ジャコモ・マイアベーア（1791年 - 1864年） - ドイツの作曲家
- ジョアキーノ・ロッシーニ（1792年 - 1868年） - イタリアの作曲家
- フランツ・シューベルト（1797年 - 1828年） - オーストリアの作曲家
- ヴィンチェンツォ・ベッリーニ（1801年 - 1835年） - イタリアの作曲家
- ヨーゼフ・ランナー（1801年 - 1843年） - オーストリアの作曲家
- ヨハン・シュトラウス1世（1804年 - 1849年） - オーストリアの作曲家
- フェリックス・メンデルスゾーン（1809年 - 1847年） - ドイツの作曲家
- フランツ・リスト（1811年 - 1886年） - ハンガリーの作曲家
- ロベルト・シューマン（1810年 - 1856年） - ドイツの作曲家
- フレデリック・ショパン（1810年? - 1849年） - ポーランドの作曲家
- リヒャルト・ワーグナー（1813年 - 1883年） - ドイツの作曲家
- ジュゼッペ・ヴェルディ（1813年 - 1901年） - イタリアの作曲家
- ジャック・オッフェンバック（1819年 - 1880年） - ドイツ出身の作曲家
- アントン・ブルックナー（1824年 - 1896年） - オーストリアの作曲家
- ベドルジハ・スメタナ（1824年 - 1884年） - チェコの作曲家
- ヨハン・シュトラウス2世（1825年 - 1899年） - オーストリアの作曲家
- ヨーゼフ・シュトラウス（1827年 - 1870年） - オーストリアの作曲家
- ヨハネス・ブラームス（1833年 - 1897年） - ドイツの作曲家
- エドゥアルト・シュトラウス1世（1835年 - 1916年） - オーストリアの作曲家
- カミーユ・サン・サーンス（1835年 - 1921年） - フランスの作曲家
- エミール・ワルトトイフェル（1837年 - 1915年） - フランスの作曲家
- ジョルジュ・ビゼー（1838年 - 1875年） - フランスの作曲家
- モデスト・ムソルグスキー（1839年 - 1881年） - ロシアの作曲家
- ピョートル・チャイコフスキー（1840年 - 1893年） - ロシアの作曲家
- アントニン・ドヴォルザーク（1841年 - 1904年） - チェコの作曲家
- エドヴァルド・グリーグ（1843年 - 1907年） - ノルウェーの作曲家
- ニコライ・リムスキー＝コルサコフ（1844年 - 1908年） - ロシアの作曲家
- パブロ・デ・サラサーテ（1844年 - 1908年） - スペイン出身の作曲家
- ガブリエル・フォーレ（1845年 - 1924年） - フランスの作曲家
- クロード・ドビュッシー（1862年 - 1918年） - フランスの作曲家
- ピエトロ・マスカーニ（1863年 - 1945年） - イタリアの作曲家
- ジャン・シベリウス（1865年 - 1957年） - フィンランドの作曲家

#### 社会事業家
- フローレンス・ナイチンゲール（1820年 - 1910年） - イギリスの看護師・社会事業家
- アンリ・デュナン（1828年 - 1910年） - スイスの社会事業家
- ピエール・ド・クーベルタン（1863年 - 1937年） - フランスの教育者・近代オリンピックの父

#### 探検家・旅行家
- アーダム・ヨハン・フォン・クルーゼンシュテルン（1770年 - 1846年） - エストニア出身のロシアの探検家
- リチャード・フランシス・バートン（1821年 - 1890年） - イギリスの探検家・軍人・外交官・翻訳家
- イザベラ・バード（1831年 - 1904年） - イギリスの旅行家
- フェルディナント・フォン・リヒトホーフェン（1833年 - 1905年） - ドイツの地理学者・探検家
- ニコライ・ミハイロヴィッチ・プルジェヴァルスキー（1839年 - 1888年） - ロシアの探検家

#### 料理
- ジャン・アンテルム・ブリア・サヴァラン（1755年 - 1826年） - フランスの美食家
- グリモ・ドゥ・ラ・レニエール（英語版）（1758年 - 1837年） - フランスの美食家
- アントナン・カレーム（1784年 - 1833年） - フランスの料理人

#### その他
- バルバラ・フォン・クリューデナー（クリュデネル夫人）（1764年 - 1824年） - ロシアの予言者・神秘主義者
- エマ・ハミルトン（1765年 - 1815年） - イギリスのネルソン提督の愛人
- ジョージ・ブライアン・ブランメル（1778年 - 1840年） - イギリスのファッションの権威・摂政皇太子ジョージの友人
- ピエール・フランソワ・ラスネール（1800年 - 1836年） - フランスの犯罪者・詩人・その『自伝』でも有名
- カスパー・ハウザー（1812年？ - 1833年） - ドイツの身元不明の孤児・王族の落胤か
- ローラ・モンテス（1821年 - 1861年） - バイエルン国王ルートヴィヒ1世の愛人
- ヘレナ・ペトロヴナ・ブラヴァツキー（1831年 – 1891年） - ロシア生まれの神智学協会の設立者
- アルフレド・ドレフュス（1859年 - 1935年） - フランスのユダヤ系の軍人・ドレフュス事件で冤罪となる

### アングロアメリカ
- トーマス・ジェファーソン（任期1801年 - 1809年） - 第3代アメリカ大統領
- ジェームズ・モンロー（任期1817年 - 1825年） - 第5代アメリカ大統領
- アンドリュー・ジャクソン（任期1829年 - 1837年） - 第7代アメリカ大統領
- ジェームズ・ポーク（任期1845年 - 1849年） - 第11代アメリカ大統領
- エイブラハム・リンカーン（任期1861年 - 1865年） - 第16代アメリカ大統領
- ユリシーズ・グラント（任期1869年 - 1877年） - 第18代アメリカ大統領・北軍の軍司令官
- ジェファーソン・デイヴィス（1808年 - 1889年） - アメリカ連合国（分離した南部諸州）唯一の大統領
- ロバート・エドワード・リー（1807年 - 1870年） - アメリカの軍人・南軍の軍司令官
- デイヴィッド・クロケット（1786年 - 1836年） - アメリカの軍人・テキサス独立を支持しアラモの戦いで玉砕
- アルフレッド・セイヤー・マハン（1840年 - 1914年） - アメリカの軍人・歴史家・戦略研究者
- ジョン・ブラウン（1800年 - 1859年） - アメリカの奴隷制度廃止運動家
- フレデリック・ダグラス（1818年 - 1895年） - アメリカの奴隷制度廃止運動家
- ハリエット・タブマン（1820年/1821年 - 1913年） - アメリカの奴隷制度廃止運動家
- サカガウィア（1788年? - 1812年/1884年?） - 先住民ショーショーニー族の女性・探検家の案内人
- マイアー・グッゲンハイム（1828年 - 1905年） - アメリカの事業家
- アンドリュー・カーネギー（1835年 - 1919年） - アメリカの事業家
- ジョン・モルガン（1837年 - 1913年） - アメリカの事業家
- ジョン・ロックフェラー（1839年 - 1937年） - アメリカの事業家
- サミュエル・ゴンパーズ（1850年 - 1924年） - アメリカの労働運動指導者
- アレクサンダー・グラハム・ベル（1847年 - 1922年） - アメリカの技術者
- トーマス・エジソン（1847年 - 1931年） - アメリカの技術者
- チャールズ・サンダース・パース（1839年 - 1914年） - アメリカの哲学者
- ウィリアム・ジェームズ（1842年 - 1910年） - アメリカの哲学者
- ラルフ・ワルド・エマーソン（1803年 - 1882年） - アメリカの思想家・作家
- ナサニエル・ホーソーン（1804年 - 1864年） - アメリカの作家
- エドガー・アラン・ポー（1809年 - 1849年） - アメリカの詩人・作家
- ハリエット・ビーチャー・ストウ（1811年 - 1896年） - アメリカの作家
- ヘンリー・デイヴィッド・ソロー（1817年 - 1862年） - アメリカの思想家・作家
- ウォルト・ホイットマン（1819年 - 1892年） - アメリカの詩人
- ハーマン・メルヴィル（1819年 - 1891年） - アメリカの作家
- エミリー・ディキンソン（1830年 - 1886年） - アメリカの詩人
- マーク・トウェイン（1835年 - 1910年） - アメリカの作家
- ライマン・フランク・ボーム（1856年 - 1919年） - アメリカの作家
- エドワード・マイブリッジ（1830年 - 1904年） - アメリカの写真家
- ルイス・カムフォート・ティファニー（1848年 - 1933年） -アメリカの宝飾デザイナー
- ルイス・サリヴァン（1856年 - 1924年） - アメリカの建築家
- スティーブン・コリンズ・フォスター（1826年 - 1864年） - アメリカの作曲家・「アメリカ音楽の父」
- ヘンリー・クレイ・ワーク（1832年 - 1884年） - アメリカの作曲家
- ジョセフ・スミス・ジュニア（1805年 - 1844年） - アメリカの宗教家・モルモン教の創始者
- ブリガム・ヤング（1801年 - 1877年） - アメリカの宗教家・モルモン教の指導者・ソルトレイクシティを設立
- チャールズ・テイズ・ラッセル（1852年 - 1916年） - アメリカの宗教家・エホバの証人の創始者
- カラミティ・ジェーン（1856年 - 1903年） - アメリカの西部開拓者・女性

### ラテンアメリカ
- トゥーサン・ルヴェルチュール（？ - 1803年） - ハイチ独立運動指導者・黒人解放運動の先駆者・フランス政府に逮捕され獄死する
- ミゲル・イダルゴ（1753年 - 1811年） - メキシコ独立運動での初期の指導者・神父・独立闘争の途上処刑される・「メキシコ独立の父」
- ホセ・デ・サン・マルティン（1778年 - 1850年） - アルゼンチンの軍人・政治家・スペインからラテンアメリカ各国を独立させる
- シモン・ボリバル（1783年 - 1830年） - ベネズエラの軍人・政治家・スペインからのコロンビア共和国の独立を目指す
- アグスティン1世（1783年 - 1824年） - メキシコ独立運動指導者・政変でメキシコ皇帝（在位1822年 - 1823年）となるが一年足らずで失脚
- フアン・マヌエル・デ・ロサス（1793年 - 1877年） - アルゼンチンの政治家・連邦派からブエノスアイレス州知事として独裁を行う
- アントニオ・ロペス・デ・サンタ・アナ（1794年 - 1876年） - メキシコの政治家・軍人・「西半球のナポレオン」と呼ばれたが米墨戦争で敗北
- ペドロ1世（1798年 - 1834年） - ポルトガル王位継承者・ブラジル帝国初代皇帝（在位1822年 - 1831年）として独立
- ベニート・フアレス（1806年 - 1872年） - 先住民で最初のメキシコ大統領（在任1861年 - 1863年／1867年 - 1872年）・「建国の父」
- フランシスコ・ソラーノ・ロペス（1826年 - 1870年） - パラグアイの大統領・三国同盟戦争を指揮するが激戦で国土を消尽し戦死する
- マクシミリアン1世（1832年 - 1867年） - ハプスブルク家出身のメキシコ皇帝（在位1864年 - 1867年）・メキシコ出兵で処刑される

### サハラ以南のアフリカ
- エルハジ・ウマル・タール（英語版）（1797年頃 - 1864年頃） - 西アジアのトゥクロール帝国の創始者・フランスの支配に抵抗したが屈服
- デイヴィッド・リヴィングストン（1813年 - 1873年） - イギリスの探検家・宣教師・医師・「暗黒大陸」と呼ばれたアフリカを調査
- テオドロス2世（1818年 - 1868年） - エチオピア皇帝（在位1855年 - 1868年）・「ラス達の時代」を終わらせソロモン朝を中興
- ポール・クリューガー（1825年 - 1904年） - トランスヴァール共和国の大統領（在任1883年 - 1900年）・第二次ボーア戦争で敗北
- サモリ・トゥーレ（1830年頃 - 1900年） - 西アフリカのサモリ帝国の創始者・フランスの支配に抵抗したが屈服
- チャールズ・ゴードン（1833年 - 1885年） - イギリスの軍人・太平天国の乱では常勝軍を率いる・スーダンのマフディー軍に殺害される
- ヘンリー・スタンリー（1841年 - 1904年） - イギリスのジャーナリスト・探検家・リヴィングストンの捜索で知られる
- ムハンマド・アフマド（1844年 - 1885年） - スーダンの宗教指導者・マフディー（救世主）を名乗って反乱を起こす
- メネリク2世（1844年 - 1913年） - エチオピア皇帝（在位1889年 - 1913年）・アドワの戦いでイタリアに勝利し独立を死守
- セシル・ローズ（1853年 - 1902年） - イギリスの政治家・ケープ植民地首相・縦断政策を進め「アフリカのナポレオン」と呼ばれる
- ジャン・バティスト・マルシャン（英語版）（1863年 - 1934年） - フランスの軍人・横断政策でスーダンを探索しイギリス軍と対峙（ファショダ事件）

### 西アジアと北アフリカ
- アル・ジャバルティー（1754年 - 1825年） - エジプトの歴史家・ナポレオンやムハンマド・アリーを記録した『アジャーイブ』で知られる
- セリム3世（1761年 - 1808年） - オスマン朝第28代皇帝（在位1789年 - 1807年）・西洋式軍制の導入を図るがイェニチェリ軍団に廃位される
- ムハンマド・アリー（1769年？ - 1849年） - オスマン朝のエジプト総督・ムハンマド・アリー朝の創始者（在位1805年 - 1848年）
- アブラハム・コンスタンティン・ムラジャ・ドーソン（1779年 - 1851年） - オスマン朝のアルメニア系外交官・歴史家として『モンゴル帝国史』を執筆
- マフムト2世（1785年 - 1839年） - オスマン朝第30代皇帝（在位1808年 - 1839年）・アーヤーンを押さえイェニチェリ軍団の廃止に成功
- ムスタファ・レシト・パシャ（1800年 - 1858年） - オスマン朝の大宰相・ギュルハネ勅令を起草しタンジマートを推進・クリミア戦争にも対処
- フェルディナン・レセップス（1805年 - 1894年） - フランスの外交官・事業家・スエズ運河会社を設立しスエズ運河開削を成し遂げる
- アフマド・ベイ（1806年 - 1855年） - フサイン朝チュニジアの君主（在位1837年 - 1855年）・フランスの援助で急速な近代化を進める
- アブド・アルカーディル（1807年 - 1883年） - フランスのアルジェリア遠征に抵抗した人物・アルジェリア民族運動の父とも評価される
- アミール・キャビール（1807年 - 1852年） - イランの大宰相・アターバク・軍制改革や官制改革に着手するも反発する保守派により暗殺される
- ミールザー・ハサン・シーラージー（1815年 - 1895年） - イランのシーア派の最高権威・タバコ・ボイコット運動をウラマーとして指揮
- セイイェド・アリー・モハンマド（1819年 - 1850年） - イランのシーア派の宗教改革者・後にバーブ教の開祖・預言者となる
- バハーウッラー（1817年 - 1892年） - セイイェド・アリー・モハンマドの弟子・バーブ教壊滅後に再建されたバハイ教の教祖
- ミドハト・パシャ（1822年 - 1884年） - オスマン朝の大宰相（在任1876年 - 1878年）・欧米以外で最初のミドハト憲法を起草
- アブデュルメジト1世（1823年 - 1861年） - オスマン朝第31代皇帝（在位1839年 - 1861年）・ギュルハネ勅令からタンジマートを推進
- イスマーイール・パシャ（1830年 - 1895年） - ムハンマド・アリー朝エジプトのヘディーヴ（在位1867年 - 1879年）・スエズ運河を放出
- ナーセロッディーン・シャー（1831年 - 1896年） - ガージャール朝第4代シャー（在位1848年 - 1896年）・列強に権益を譲渡し国内は混乱
- ジャマールッディーン・アフガーニー（1839年 - 1897年） - パン・イスラム主義を唱えた思想家・イラクやトルコ・エジプトを遍歴
- アフメド・ウラービー（1841年 - 1911年） - エジプトの陸軍大佐・列強の植民地支配とヘディーヴの支配に対しウラービー革命を起こす
- アブデュルハミト2世（1842年 - 1918年） - オスマン朝第34代皇帝（在位1876年 - 1909年）・露土戦争で憲法を停止し専制を行う
- ムハンマド・アブドゥフ（1849年 - 1905年） - エジプト出身の思想家・イスラム法学者・アフガーニーに共鳴し『固き絆』を刊行
- ラシード・リダー（1865年 - 1935年） - シリア出身の思想家・イスラム法学者・ムハンマド・アブドゥフの影響で『マナール（灯台）』を刊行

### 南アジア
- ラーム・モーハン・ローイ（1772年 - 1833年） - インドの社会運動家・ブラフモ・サマージを創設・寡婦殉死に反対する
- バハードゥル・シャー2世（1775年 - 1862年） - ムガル帝国最後の皇帝（在位：1837年 - 1858年）・インド大反乱で敗北し廃位される
- クンワル・シング（1777年 - 1858年） - インド東部ビハールの領主・インド大反乱では80歳を超えて反乱軍を指揮したが戦死する
- ランジート・シング（1780年 - 1839年） - インド西北部のシク王国の君主（在位：1801年 - 1839年）・王国に最盛期をもたらす
- アイヤ・ヴァイクンダル（1810年頃 - 1851年頃） - インドの宗教家・新宗教アイヤーヴァリの始祖となり南部タミル社会に影響を与えた
- ダルハウジー侯爵ジェイムズ・ラムゼイ（1812年 - 1860年） - イギリス政府の第13代インド総督・「失権の原理」で藩王国の併合を推進
- チャールズ・カニング（1812年 - 1862年） -　イギリス政府の第14代インド総督・副王・インド大反乱後の処理を行い各地の藩王の地位を保障
- サイイド・アフマド・ハーン（1817年 - 1898年） - インド人ムスリムの文人・近代ウルドゥー語散文の父・アリーガル・ムスリム大学を設立
- ナーナー・サーヒブ（1824年 - 1857年以降） - マラーター王国宰相バージー・ラーオ2世の養子・インド大反乱ではイギリス軍と戦う
- ダヤーナンダ・サラスヴァティー（英語版）（1824年 - 1883年） - インドの宗教家・「ヴェーダに帰れ」と唱え改革団体アーリヤ・サマージを組織
- ダーダーバーイー・ナオロージー（英語版）（1825年 - 1917年） - インド人初のイギリス下院議員・パールシー出身・インド国民会議を設立
- ロバート・ブルワー・リットン（1831年 - 1891年） - イギリス政府の第19代インド総督・副王・帝国会議を開催しインド帝国を成立させる
- ラクシュミー・バーイー （1835年？ - 1858年） - インド中部ジャーンシーの王妃・インド大反乱で「インドのジャンヌ・ダルク」と称される
- ラーマクリシュナ（1836年 - 1886年） - インドの思想家（ヴェーダーンタ哲学）・神秘主義者として伝統文化復興に尽くす
- ラヴィ・ヴァルマ（1848年 - 1906年） - インドの画家・西洋絵画の技法でヒンドゥーの神像を描く・多色石版でインド各地に広がる
- ヴィヴェーカーナンダ（1863年 - 1902年） - インドの思想家（ヴェーダーンタ哲学）・ラーマクリシュナ僧院を組織する

### 東南アジア
- ファン・デン・ボス（1780年 - 1844年） - オランダ領東インド総督・コーヒーやサトウキビや藍などの強制栽培制度を実施
- トーマス・ラッフルズ（1781年 - 1826年） - イギリスの東インド会社準知事・マレー半島南端にシンガポール港を開く
- ラーマ4世（1805年 - 1868年） - チャクリー朝タイ国王（在位1851年 - 1868年）・タイの近代化に着手・「王様と私」のモデルでもある
- アンリ・ムオ（1826年 - 1861年） - フランスの探検家・西欧人として最初にアンコール・ワットを発見・『インドシナ王国遍歴記』がある
- チュ・ニャ・ディン（1848年 - 1908年） - アチェ戦争での反乱指導者の一人・夫トゥク・ウマールの死後も対オランダ闘争を指揮
- ラーマ5世（チュラーロンコーン）（1853年 - 1910年） - チャクリー朝タイ国王（在位1868年 - 1910年）・チャクリー改革を推進
- ポール・ドゥメール（1857年 - 1932年） - フランス領インドシナ連邦総督・行財政基盤を整備・後にフランス共和国大統領となる
- ティーボー（1859年 - 1916年） - コンバウン朝ビルマの最後の国王（在位1878年 - 1885年）・第三次英緬戦争で敗北
- ホセ・リサール（1861年 - 1896年） - フィリピンの独立運動家・医師・著述家・スペイン軍の手で銃殺されたが現在は国民的英雄
- エミリオ・アギナルド（1869年 - 1964年） - フィリピン共和国（第一次共和国）初代大統領（在任1899年 - 1901年）・米比戦争で敗北

### オセアニア
- カメハメハ1世（1758年？ - 1819年） - ハワイ王国初代国王（在位1795年 - 1819年）・ハワイ諸島を初めて統一した
- リリウオカラニ（1838年 - 1917年） - ハワイ王国最後の女王（在位1891年 - 1893年）・ハワイ革命で共和派に地位を追われる
- サンフォード・ドール（1844年 - 1926年） - ハワイ共和国の最初で最後の大統領・ハワイ王国を転覆させ後にはハワイ準州知事となる

### 東アジア

#### 清
- 嘉慶帝（1760年 - 1820年） - 清の第7代皇帝（在位1796年 - 1820年）・先帝の寵臣ヘシェンを処罰し綱紀粛正に努める
- 林清（？ - 1813年） - 清の反乱指導者・天理教（八卦教）の指導者として北京紫禁城を攻撃するが鎮圧される（癸酉の変）
- 沈復（1763年 - 1825年） - 清の文人・随筆『浮生六記』の著者・使節団随行員として琉球王国を訪問する記載がある
- 阮元（1764年 - 1849年） - 清の文人・書家・「南北書派論」「北碑南帖論」を提唱し帖学派に対抗して碑学派を起こす
- ウィリアム・アマースト (初代アマースト伯爵)（1773年 - 1857年） - イギリスの政治家・外交官・嘉慶帝との会見を拒否され貿易制限改善の交渉は失敗
- 関天培（1781年 - 1841年） - 清の軍人・広東水師提督・アヘン戦争では清軍の指揮官となり果敢に戦うも虎門の戦いで玉砕する
- 道光帝（1782年 - 1850年）  - 清の第8代皇帝（在位1820年 - 1850年）・アヘンの密輸増大と銀の流出に苦しむ
- 林則徐（1785年 - 1850年） - 清の政治家・欽差大臣としてイギリスから密輸されたアヘンを処分・アヘン戦争の発端となる
- 龔自珍（1792年 - 1841年） - 清の思想家・文人・公羊学の立場から外国勢力の危機を指摘・『春秋決事比』他の著作がある
- 魏源（1794年 - 1856年） - 清の思想家・林則徐と協力し海外事情を紹介した『海国図志』をまとめる
- チャールズ・エリオット（1801年？ - 1875年） - イギリスの海軍士官・対清全権商務総監・アヘン戦争の戦端を開き香港を占領
- ニコライ・ムラヴィヨフ・アムールスキー（1809年 - 1881年） - ロシアの東シベリア総督・アイグン条約で清からアムール川流域を獲得
- 僧格林沁（1811年 - 1865年) - 清の軍人（モンゴル旗人）・欽差大臣・太平天国の乱やアロー戦争で活躍・捻軍に包囲され戦死
- 曽国藩（1811年 - 1872年） - 清の政治家・洋務運動の一人・弱体化した清軍に代わり郷勇（湘軍）を組織し太平天国の乱を鎮圧
- 左宗棠（1812年 - 1885年） - 清の政治家・洋務運動の一人・太平天国の鎮圧に活躍・イリ事件や清仏戦争の処理も担当
- 洪秀全（1814年 - 1864年） - 清の宗教家・キリスト教系の上帝会の教祖・太平天国の乱を起こし天王と名乗るが敗北して自殺したか
- 粛順（1816年 - 1861年） - 清の政治家・辛酉政変で恭親王奕訢や西太后との権力闘争に敗れ処刑される
- ヤクブ・ベク（1820年 - 1877年） - ウズベク人軍人・清の支配下の東トルキスタンに入りタリム盆地一帯を制圧・左宗棠に討伐される
- 李鴻章（1823年 - 1901年） - 清の政治家・洋務運動の一人・太平天国の鎮圧に活躍・日清戦争や北清事変の処理も担当
- 李秀成（1823年 - 1864年） - 清の太平天国の指導者・上海攻撃や天京攻防戦で活躍・処刑される前に残した『李秀成自述』は資料として貴重
- 趙之謙（1829年 - 1884年） - 清の書家・画家・篆刻家・金石学から北魏の書をもとに新境地を開く・『六朝別字記』の著作がある
- 劉坤一（1830年 - 1902年）- 清の政治家・洋務運動の一人・義和団事件に際し張之洞らとともに東南互保を結ぶ
- 咸豊帝（1831年 - 1861年） - 清の第9代皇帝（在位1850年 - 1861年）・アロー戦争の混乱で北京を脱出し熱河で死去
- フレデリック・タウンゼント・ウォード（1831年 - 1862年） - アメリカの軍人・太平天国の乱に際して常勝軍を組織する・慈渓の戦いで戦死
- アルフレート・フォン・ヴァルダーゼー（1832年 - 1904年） - ドイツの軍人（陸軍元帥）・8ヶ国連合軍総司令官として義和団を鎮圧
- 恭親王奕訢（1833年 - 1898年） - 清の咸豊帝の弟・辛酉政変に勝利しアロー戦争後の同治中興の政局を指導・総理衙門を設置
- 西太后（1835年 - 1908年） - 清の咸豊帝の妃で同治帝の母・同治帝から光緒帝まで断続的に「垂簾聴政」を行い権力を掌握
- 丁汝昌（1836年 - 1895年） - 清の軍人・北洋艦隊の提督・日清戦争の威海衛の戦いでの艦隊戦敗北の責任をとって自決する
- 張之洞（1837年 - 1909年） - 清の政治家・洋務運動の一人・義和団事件に際し劉坤一らとともに東南互保を結ぶ
- 劉永福（1837年 - 1917年） - 清の軍人・黒旗軍を率いて越南（ベトナム）に進入したフランス軍を駆逐・日清戦争でも活躍
- 楊守敬（1839年 - 1915年） - 清末の文人・書家・地理学や訓詁学にも精通・明治期の日本を訪問し『日本訪書志』を残す
- 呉昌碩（1844年 - 1927年） - 清末民初の文人・詩・書・画・篆刻ともに精通し「四絶」とも「清代最後の文人」とも呼ばれる
- 王懿栄（1845年 - 1900年） - 清末の官僚・国子監祭酒・金石学者として劉鶚と甲骨文字を研究し殷王朝の存在を立証
- 黄遵憲（1848年 - 1905年） - 清末の詩人・官僚として戊戌の変法にも参加・外交官としては日本を訪れ『日本国志』を執筆
- 厳復（1854年 - 1921年） - 清末民初の思想家・翻訳家・ハックスリーの社会進化論を『天演論』で紹介し思想界に影響を与える
- 同治帝（1856年 - 1875年） - 清の第10代皇帝（在位1861年 - 1875年）・東太后と西太后の「垂簾聴政」で同治中興を迎える
- 端郡王載漪（1856年 - 1922年） - 清の皇族・義和団事件の主戦派の中心だったが鎮圧後は戦犯として新疆に追放される
- 韓邦慶（1856年 - 1894年） - 清末の小説家・ジャーナリスト・当時の世相や社会風俗を呉語で描いた『海上花列伝』で有名
- 康有為（1858年 - 1927年） - 清末の思想家（公羊学）・光緒帝の信任を得て戊戌の変法を行うが西太后派の政変で挫折
- ジョージ・アーネスト・モリソン（1862年 - 1920年） - オーストラリア出身の『タイムズ』紙の特派員・義和団の乱や日露戦争を報道
- 譚嗣同（1865年 - 1898年） - 清末の官僚・思想家・戊戌の変法に参加・西太后派の政変で処刑された「戊戌六君子」の一人
- 光緒帝（1871年 - 1908年） - 清朝の第11代皇帝（在位1875年 - 1908年）・戊戌の変法を支持するも政変で瀛台に幽閉される
- 梁啓超（1873年 - 1929年） - 清末民初の政治家・思想家・変法派として戊戌の政変で日本に亡命・後年は保皇派の中心となる

#### 越南
- 嘉隆帝（阮福映）（1762年 - 1820年） - 阮朝越南の初代皇帝（在位1802年 - 1820年）・西山朝を倒し国家を統一
- 阮攸（1765年 - 1820年） - 阮朝越南の文人・中国の小説『金雲翹伝』をチュノムに翻案し『トゥイ・キォウの物語』を書く

### 日本
- 伊能忠敬（1745年 - 1818年） - 江戸時代後期の商人・測量家として日本全国を測量し「大日本沿海輿地全図」を完成させる
- 菅江真澄（1754年 - 1829年） - 江戸時代後期の旅行家・博物学者・東北地方を中心に各地を遍歴し膨大な「菅江真澄遊覧記」を残す
- 鶴屋南北（1755年 - 1829年） - 江戸時代後期の歌舞伎の作者・代表作に「東海道四谷怪談」がある
- 良寛（1758年 - 1831年） - 江戸時代後期の曹洞宗の僧侶・歌人・書家・貞信尼により『蓮の露』にその作がまとめられる
- 華岡青洲（1760年 - 1835年） - 江戸時代後期の外科医・世界初の全身麻酔を用いての乳癌の手術を成功させる
- 葛飾北斎（1760年 - 1849年） - 江戸時代後期の浮世絵師・代表作に「富嶽三十六景」や「北斎漫画」がある
- 松浦静山（1760年 - 1849年） - 江戸時代後期の大名（平戸藩）・藩政改革を行う・隠居後の随筆『甲子夜話』も有名
- 酒井抱一（1761年 - 1829年） - 江戸時代後期の僧侶（権大僧都）・絵師として江戸琳派の祖となる・代表作に「夏秋草図屏風」がある
- 水野忠成（1763年 - 1834年） - 江戸時代の老中・大名（沼津藩）・奢侈の横行する大御所時代にあって文政の改鋳を行う
- 小林一茶（1763年 - 1828年） - 江戸時代後期の俳諧師・平明で素朴な句風で知られる・代表作に『おらが春』
- 十返舎一九（1765年 - 1831年） - 江戸時代後期の作家・代表作に滑稽本『東海道中膝栗毛』がある
- 曲亭馬琴（1767年 - 1848年） - 江戸時代後期の作家・代表作に読本『椿説弓張月』『南総里見八犬伝』がある
- 雷電爲右エ門（1767年 - 1825年） - 江戸時代後期の大相撲力士・現役21年で通算黒星10回のみという史上未曾有の業績を残す
- 高田屋嘉兵衛（1769年 - 1827年） - 江戸時代後期の廻船業者・海商・国後や択捉の航路を開発・ゴローニン事件の解決にも活躍
- 佐藤信淵（1769年 - 1850年） - 江戸時代後期の経世家・農学者・主著『宇内混同秘策』では強固な中央集権国家設立を提唱
- 鈴木牧之（1770年 - 1842年） -江戸時代後期の商人・随筆家として雪国の民俗資料としても重要な『北越雪譜』を執筆
- 佐藤一斎（1772年 - 1859年） - 江戸時代後期の儒学者・昌平坂学問所の儒官・渡辺崋山や佐久間象山ら幅広い人材を育成
- 徳川家斉（1773年 - 1841年） - 第11代将軍（在任1787年 - 1837年）・治世は寛政の改革から大御所時代に及ぶ
- 平田篤胤（1776年 - 1843年) - 江戸時代後期の国学者・復古神道の大成者・国学四大人の一人・『霊能真柱』『古道大意』がある
- 式亭三馬（1776年 - 1822年） - 江戸時代後期の戯作者・浮世絵師・薬屋・滑稽本『浮世風呂』『浮世床』などで知られる
- 間宮林蔵（1780年 - 1844年） - 江戸時代後期の探検家・隠密・樺太の探検により間宮海峡を発見・シーボルト事件にも関与
- 頼山陽（1781年 - 1832年） - 江戸時代後期の歴史家・思想家・漢詩人・主著に『日本外史』があり幕末の思想界に影響を与えた
- 柳亭種彦（1783年 - 1842年） - 江戸時代後期の戯作者・長編合巻『偐紫田舎源氏』を執筆するが天保の改革で譴責され急逝する
- 二宮尊徳（1787年 - 1856年） - 江戸時代後期の農政家・思想家・「報徳思想」を唱え農村復興政策を指導した
- 土井利位（1789年 - 1848年） - 江戸時代後期の老中・大名（古河藩）・雪の結晶の研究を行い『雪華図説』を執筆・天保の改革にも参加
- 為永春水（1790年 - 1848年） - 江戸時代後期の戯作者・人情本『春色梅児誉美』で人気を得るが天保の改革で処罰される
- 七代目市川團十郎（1791年 - 1859年） - 江戸時代後期の歌舞伎役者・「勧進帳」など歌舞伎十八番をまとめる・天保の改革で追放
- 徳川家慶（1793年 - 1853年） - 第12代将軍（在任1837年 - 1853年）・大御所時代の弊を改めるべく天保の改革を支持
- 大塩平八郎（1793年 - 1837年） - 江戸時代後期の儒学者・大坂町奉行所の与力・大塩平八郎の乱を起こした
- 渡辺崋山（1793年 - 1841年） - 江戸時代後期の武士（三河国田原藩家老）・画家・蛮社の獄に巻き込まれ蟄居し自刃する
- 遠山景元（1793年 - 1855年） - 江戸時代の旗本・江戸北町奉行・天保の改革に抵抗した姿勢から「遠山の金さん」のドラマが生まれた
- 水野忠邦（1794年 - 1851年） - 江戸時代後期の老中・大名（浜松藩）・天保の改革を主導するが失敗
- マシュー・ペリー（1794年 - 1858年） - アメリカの東インド艦隊司令長官・幕府に開国を要求し日米和親条約を結ぶ
- フィリップ・フランツ・フォン・シーボルト（1796年 - 1866年） - ドイツの医師・博物学者・長崎に赴任し鳴滝塾を構える
- 歌川広重（1797年 - 1858年） - 江戸時代末期の浮世絵師・代表作に「東海道五十三次絵」がある
- 歌川国芳（1798年 - 1861年） - 江戸時代末期の浮世絵師・代表作に天保の改革を批判した「源頼光公館土蜘作妖怪図」がある
- 宇田川榕菴（1798年 - 1846年） - 江戸時代後期の医師・西洋の植物学（『菩多尼訶経』）や化学（『舎密開宗』）を紹介するため和製漢字を開発
- 田中久重（1799年 - 1881年） - 江戸時代後期から明治の発明家・「東洋のエジソン」「からくり儀右衛門」・芝浦製作所（後の東芝）の創業者
- 徳川斉昭（1800年 - 1860年） - 江戸時代末期の大名（水戸藩）・水戸学による尊攘論を唱え井伊直弼と対立・徳川慶喜の実父
- エフィム・プチャーチン（1803年 - 1883年） - ロシアの遣日全権使節・幕府に開国を要求し日露和親条約を結ぶ
- タウンゼント・ハリス（1804年 - 1878年） - アメリカの初代駐日公使・日米修好通商条約を結ぶ
- 高野長英（1804年 - 1850年） - 江戸時代後期の医者・蘭学者・『戊戌夢物語』で幕府を批判し蛮社の獄で弾圧される
- レオン・ロッシュ（1809年 - 1900年） - フランスの外交官・駐日公使・幕末の情勢の中で徳川幕府を支援し慶応の改革に踏み切らせる
- ラザフォード・オールコック（1809年 - 1897年） - イギリスの外交官・清国駐在領事・駐日公使・幕末日本を紹介した『大君の都』がある
- 堀田正睦（1810年 - 1864年） - 江戸時代末期の大名（佐倉藩）・老中・日米修好通商条約締結に尽力するが締結直後に罷免される
- 緒方洪庵（1810年 - 1863年） - 江戸時代末期の医師・蘭学者・大坂に適塾を開き福沢諭吉らの人材を育てた・日本初の種痘を行う
- 佐久間象山（1811年 - 1864年） - 江戸時代末期の思想家・兵学者・江戸に象山書院を開く・上洛して開国論を唱えるも反対派に暗殺される
- 井伊直弼 （1815年 - 1860年） - 江戸時代末期の大老・大名（彦根藩）・日米修好通商条約に調印し安政の大獄を実施
- 河竹黙阿弥（1816年 - 1893年） - 幕末維新の歌舞伎作者・代表作に「三人吉三廓初買」「青砥稿花紅彩画（白浪五人男）」がある
- 松浦武四郎（1818年 - 1888年） - 幕末維新の探検家・著述家・蝦夷地を探検し北海道と命名・開拓判官となるが致仕する
- 阿部正弘（1819年 - 1857年） - 江戸時代末期の老中・大名（備後福山藩）・黒船来航に伴う日米和親条約に調印・安政の改革を実施
- 安藤信正（1820年 - 1871年） - 江戸時代末期の大名（磐城平藩）・老中・久世広周とともに和宮降嫁を推進・坂下門外の変で失脚
- 勝海舟（1823年 - 1899年） - 幕末維新の幕臣・崩壊する幕府を支え江戸無血開城などに尽力・明治政府にも出仕
- 徳川家定（1824年 - 1858年） - 第13代将軍（在任1853年 - 1858年）・黒船来航後の混乱の時代の将軍・後嗣なく死去
- 大村益次郎（1824年 - 1869年） - 幕末維新の兵学者・長州征伐や戊辰戦争での長州藩の勝利に貢献・維新後は兵部省大輔となるが暗殺される
- 岩倉具視（1825年 - 1883年） - 幕末維新の公家（右大臣）・王政復古の大号令により倒幕を実現し明治政府の首脳となる
- ジョン万次郎（1827年 - 1898年） - 幕末維新の通訳・教育者・もとは土佐の漁師・漂流をしてアメリカで教育を受け幕末の外交でも活躍
- 山内容堂（1827年 - 1872年） - 江戸時代末期の大名（土佐藩）・幕末の四賢侯の一人・大政奉還を促すが小御所会議では劣位に置かれる
- 小栗忠順（1827年 - 1868年） - 江戸時代末期の幕臣・勘定奉行・外国奉行・幕府の軍備増強を推進・主戦論を唱え維新後は斬首される
- 松平春嶽（1828年 - 1890年） - 江戸時代末期の大名（越前福井藩）・幕末の四賢侯の一人・横井小楠を起用し文久の改革や四侯会議で活躍
- 高橋由一（1828年 - 1894年） - 幕末維新の洋画家・イギリス人ワーグマンに師事し「鮭」「花魁」などの作品を残す
- 西郷隆盛（1828年 - 1877年） - 幕末維新の藩士（薩摩藩）・軍人（陸軍大将）・「維新の三傑」・征韓論で下野し西南戦争を起こす
- ハリー・パークス（1828年 - 1885年） - イギリスの外交官・駐日公使・幕末の情勢の中で中立を標榜しつつ薩摩藩や長州藩を支援する
- 仮名垣魯文（1829年 - 1894年） - 幕末維新の戯作者・新聞記者・この時代の世相を取り入れた『西洋道中膝栗毛』や『安愚楽鍋』で知られる
- 西周（1829年 - 1897年） - 幕末維新の啓蒙思想家・幕臣・官僚・明六社に参加・翻訳語を数多く選定・著書に『百学連環』がある
- 吉田松陰（1830年 - 1859年） - 幕末の藩士（長州藩）・教育者として松下村塾で多くの弟子を育成・安政の大獄で処刑される
- 大久保利通（1830年 - 1878年） - 幕末維新の藩士（薩摩藩）・政治家（内務卿）・「維新の三傑」・西南戦争を鎮圧し官僚機構を整備
- 河鍋暁斎（1831年 - 1889年） - 幕末維新の浮世絵師・戯画や諷刺画で有名・浮世絵の伝統を近代日本画につなげる・代表作に「地獄極楽図」
- 木戸孝允（1833年 - 1877年） - 幕末維新の藩士（長州藩）・政治家（内務卿）・「維新の三傑」・版籍奉還や廃藩置県を断行
- 近藤勇（1834年 - 1868年） - 幕末の幕臣・新選組局長・池田屋事件や禁門の変で活躍・幕府崩壊後も転戦するが捕縛され処刑される
- 福澤諭吉（1835年 - 1901年） - 幕末維新の藩士（中津藩）・啓蒙思想家・教育者として慶應義塾を創設・『学問のすゝめ』などがある
- 岩崎弥太郎（1835年 - 1885年） - 幕末維新の実業家・三菱財閥の創業者で初代総帥・政商として明治政府に協力
- 松方正義（1835年 - 1924年） - 明治時代の政治家・内閣総理大臣（在任1891年 - 1892年（第一次）・2度組閣）・松方デフレを起こす
- 坂本龍馬（1836年 - 1867年） - 幕末の藩士（土佐藩）・薩長同盟の締結や大政奉還に尽力・近江屋事件で暗殺される
- 松平容保（1836年 - 1893年） - 幕末維新の大名（会津藩）・京都守護職・戊辰戦争では会津で奮戦するも敗北し蟄居する
- 榎本武揚（1836年 - 1908年） - 幕末維新の幕臣・政治家・戊辰戦争では函館五稜郭にて敗北・以後は明治政府に出仕する
- 井上馨（1836年 - 1915年） - 明治時代の政治家・外務卿から外務大臣となり条約改正のため欧化政策を推進（鹿鳴館時代）
- 徳川家茂（1846年 - 1866年） - 第14代将軍（在任1858年 - 1866年）・南紀派から擁立され公武合体政策のため和宮と結婚
- 徳川慶喜（1837年 - 1913年）  - 第15代将軍（在任1867年 - 1868年）・大政奉還の後に鳥羽・伏見の戦いで敗北・蟄居後は公爵となる
- 三条実美（1837年 - 1891年） - 幕末維新の公卿・政治家（太政大臣）・尊攘派として七卿落ちの一人となるが維新政府で復権し活躍
- 板垣退助（1837年 - 1919年） - 明治時代の政治家・征韓論で下野し自由民権運動の指導者となり自由党を結成
- 富岡鉄斎（1837年 - 1924年） - 明治から大正時代の文人画家・神官・幕末は勤王の志士と交わる・代表作に「不尽山頂全図」他がある
- 山縣有朋（1838年 - 1922年） - 明治時代の政治家・内閣総理大臣（在任1889年 - 1891年（第一次）・2度組閣）・陸軍大将・元老
- 大隈重信（1838年 - 1922年） - 明治時代の政治家・内閣総理大臣（在任1898年（第一次）・2度組閣）・教育者として早稲田大学を創設
- 高杉晋作（1839年 - 1867年） - 幕末の藩士（長州藩）・奇兵隊を組織し下関戦争の和議交渉や長州征伐で活躍するが早世する
- 三遊亭圓朝（1839年 - 1900年） - 明治時代の落語家・落語中興の祖・作品に『牡丹燈籠』『真景累ヶ淵』があり言文一致運動にも影響
- 久米邦武（1839年 - 1931年） - 明治時代の歴史家・佐賀藩士・岩倉使節団に随行し『特命全権大使　米欧回覧実記』を編集し帝国大学教授となる
- 黒田清隆（1840年 - 1900年） - 明治時代の政治家・内閣総理大臣（在任1888年 - 1889年）・大日本帝国憲法を発布
- 渋沢栄一（1840年 - 1931年） - 明治時代の実業家・第一国立銀行や東京証券取引所を設立し「日本資本主義の父」と呼ばれる
- 伊藤博文（1841年 - 1909年） - 明治時代の政治家・日本の初代内閣総理大臣（在任1885年 - 1888年（第一次）・4度組閣）
- 陸奥宗光（1844年 - 1897年） - 明治時代の政治家・外務大臣として条約改正や下関条約締結で活躍・著作に『蹇々録』がある
- 中江兆民（1847年 - 1901年） - 明治時代の思想家・自由民権運動の理論家で「東洋のルソー」と呼ばれる・著作に『民約訳解』がある
- 川上操六（1848年 - 1899年） - 明治時代の軍人・陸軍大将・参謀総長・日清戦争の開戦を主張し日本軍を勝利に導く
- 小泉八雲（1850年 - 1904年） - 明治時代の文学者・帰化した外国人で『怪談』『知られざる日本の面影』などで日本を紹介
- 明治天皇（1852年 - 1912年） - 第122代天皇（在位1867年 - 1912年）・日本が近代化を果たしたことで「明治大帝」と呼ばれる
- 北里柴三郎（1853年 - 1931年） - 明治時代の医学者・細菌学者・破傷風菌の純粋培養や血清療法を確立・私立伝染病研究所を創設
- 林忠正（1853年 - 1906年） - 明治時代の美術商・パリを拠点に浮世絵の販売や印象派絵画の購入を行う・パリ万国博覧会でも活躍
- 高峰譲吉（1854年 - 1922年） - 日本の科学者・実業家・デンプン分解酵素「タカジアスターゼ」を発明しアドレナリンの抽出に成功
- 坪内逍遥（1859年 - 1935年） - 明治時代の小説家・評論家・劇作家・『小説神髄』『当世書生気質』で近代文学の先駆けとなる
- 岡倉天心（1863年 - 1913年） - 明治時代の教育者で東京美術学校設立に貢献・フェノロサらと日本美術の再評価を行う
- 二葉亭四迷（1864年 - 1909年) - 明治時代の小説家・評論家・翻訳家・『浮雲』や『あひゞき』などの作品で写実主義を唱える
- 尾崎紅葉（1868年 - 1903年） - 明治時代の小説家・山田美妙らと硯友社を設立し「我楽多文庫」を刊行・代表作に『金色夜叉』がある
- 志賀潔（1871年 - 1957年） - 明治時代の医学者・細菌学者・北里柴三郎に師事・赤痢菌を発見・京城帝国大学総長などを歴任
- 樋口一葉（1872年 - 1896年） - 明治時代の女流小説家・赤貧に苦しみながら『たけくらべ』『にごりえ』などを執筆

## 19世紀生まれの最後の生き残り
1900年生まれが104歳となる2004年頃より19世紀生まれの男性がゼロになった県が出て、108歳となる2008年頃より19世紀生まれの人物がゼロになった県が出ていた。
2013年6月12日、日本の木村次郎右衛門（男性での史上最高齢者）が116歳と54日で死去し、19世紀生まれの男性は全員がこの世を去った。一方、2017年4月15日にはエンマ・モラーノが117歳と137日で死去し、1800年代生まれの人物は全員がこの世を去った。なお、日本最後の1800年代生まれの人物は2015年4月1日に117歳と27日で死去した大川ミサヲである。これで19世紀生まれは残り2人（ヴァイオレット・ブラウン、田島ナビの2人、いずれも女性）となった。さらに同年9月15日にブラウンが117歳と189日で死去したため、田島が19世紀生まれの最後の生き残りとなった。そして2018年4月21日午後7時58分、田島が117歳と260日で死去したことにより、生年月日に確実な証拠のある19世紀生まれの人物は全員この世を去ったこととなった。田島は死亡時点で日本歴代最長寿者であり、世界全体でも史上3番目の長寿記録を保持していた。